# Bahnstrecke Dresden–Werdau
| Ausschnitt der Streckenkarte Sachsen (1902) | |                                                                       |                                                                       |
| Streckennummer (DB): | 6258; sä. DW 6259 (Freital Ost–Tharandt) 6242 (Hetzdorf–Falkenau (Sachs) Süd) 6261 (Niederwiesa–Chemnitz Hbf) 6257; sä. DWCh (Chemnitz-Hilbersdorf–Chemnitz Hbf) 6267; sä. DWC (Werdau Bgdr Zwsp–Werdau Bgdr Wdsp) |                                                                       |                                                                       |
| Kursbuchstrecke (DB): | 510, 510.3 |                                                                       |                                                                       |
| Streckenlänge: | 136,304 km |                                                                       |                                                                       |
| Spurweite: | 1435 mm (Normalspur) |                                                                       |                                                                       |
| Streckenklasse: | D4 |                                                                       |                                                                       |
| Stromsystem: | 15 kV, 16,7 Hz ~ |                                                                       |                                                                       |
| Maximale Neigung: | 27 ‰ |                                                                       |                                                                       |
| Minimaler Radius: | 214 m |                                                                       |                                                                       |
| Streckengeschwindigkeit: | 120 km/h |                                                                       |                                                                       |
| Streckengeschwindigkeit mit Neigetechnik: | 160 km/h |                                                                       |                                                                       |
| Zugbeeinflussung: | PZB, ZUB262 |                                                                       |                                                                       |
| Zweigleisigkeit: | Dresden Hbf–Werdau Bgdr Nmsp Werdau Bgdr Zwsp–Werdau Bgdr Wdsp |                                                                       |                                                                       |
| | |                                                                       |                                                                       |
| \| \| \| von Děčín hl.n. \| \| \| \| −0,048 \| Dresden Hbf \| 117 m \| \| \| \| nach Dresden-Neustadt \| \| \| \| \| von Dresden-Altstadt Elbufer \| \| \| \| 1,500 \| Dresden-Altstadt \| 120 m \| \| \| 2,922 \| Dresden-Plauen (ab 1926) \| 135 m \| \| \| 3,70 \| Dresden-Plauen (bis 1926) \| 139 m \| \| \| 0 \| Tunnel Felsenkeller (56 m), 1895 abgetragen \| Tunnel Felsenkeller (56 m), 1895 abgetragen \| \| \| 3,820 \| Bk Felsenkeller \| Bk Felsenkeller \| \| \| 4,60 \| Bundesautobahn 17 \| Bundesautobahn 17 \| \| \| 5,528 \| Gütergleis nach Tharandt (Beginn Strecke 6259) \| Gütergleis nach Tharandt (Beginn Strecke 6259) \| \| \| 5,670 \| Freital Ost (Bft) \| 155 m \| \| \| 5,717 \| nach Possendorf \| nach Possendorf \| \| \| \| \| \| \| \| 6,1706,182 \| Kilometersprung −12 m \| Kilometersprung −12 m \| \| \| \| \| \| \| \| 6,844 \| Freital-Potschappel \| 162 m \| \| \| \| \| \| \| \| \| Schmalspurbahn nach Nossen, Niederhermsdorfer Kohlezweigbahn \| \| \| \| \| \| \| \| \| \| Verbindungsgleis nach Freital-Hainsberg \| \| \| \| 8,736 \| Freital-Deuben \| 176 m \| \| \| \| Verbindungsgleis von Freital-Potschappel \| \| \| \| 10,092 \| Freital-Hainsberg Hp \| 187 m \| \| \| 10,100 \| Freital-Hainsberg \| Freital-Hainsberg \| \| \| \| Schmalspurbahn nach Kurort Kipsdorf \| \| \| \| 11,550 \| Freital-Hainsberg West \| 190 m \| \| \| \| Gütergleis von Freital Ost (Ende Strecke 6259) \| \| \| \| 13,705 \| Tharandt \| 208 m \| \| \| 15,920 \| Bk Breiter Grund \| Bk Breiter Grund \| \| \| 17,937 \| Edle Krone (ehem. Bf) \| 281 m \| \| \| 18,200 \| Tunnel Edle Krone (122 m) \| Tunnel Edle Krone (122 m) \| \| \| \| Maximalneigung 26 ‰ (1:37,5) \| \| \| \| 21,520 \| Bk Seerenteich \| Bk Seerenteich \| \| \| 25,369 \| Klingenberg-Colmnitz \| 436 m \| \| \| \| \| \| \| \| \| Schmalspurbahnen nach Frauenstein und nach Oberdittmannsdorf \| \| \| \| \| \| \| \| \| \| \| \| \| \| 27,450 \| Viadukt Colmnitz (148 m) und Strecke Klingenberg-C.–Oberdittmannsdorf \| Viadukt Colmnitz (148 m) und Strecke Klingenberg-C.–Oberdittmannsdorf \| \| \| \| \| \| \| \| 30,845 \| Niederbobritzsch \| 407 m \| \| \| \| Üst Niederbobritzsch \| \| \| \| 31,250 \| Viadukt Niederbobritzsch (175 m) \| Viadukt Niederbobritzsch (175 m) \| \| \| 35,884 \| Muldenhütten \| 395 m \| \| \| 36,490 \| Viadukt Muldenhütten (196 m) \| Viadukt Muldenhütten (196 m) \| \| \| 38,510 \| Tunnel Kunstgraben (36 m), 1996 abgetragen \| Tunnel Kunstgraben (36 m), 1996 abgetragen \| \| \| \| von Halsbrücke \| \| \| \| \| von (Moldava–)Holzhau \| \| \| \| 40,005 \| Freiberg (Sachs) \| 413 m \| \| \| \| nach Nossen \| \| \| \| 42,430 \| Bk Hospitalwald \| 430 m \| \| \| 42,810 \| Nossen–Moldava \| Nossen–Moldava \| \| \| 45,380 \| Kleinschirma \| 415 m \| \| \| 45,50 \| Bk Kleinschirma \| Bk Kleinschirma \| \| \| 48,720 \| Frankensteiner Viadukt (349 m) \| Frankensteiner Viadukt (349 m) \| \| \| 49,815 \| Frankenstein (Sachs) \| 396 m \| \| \| 52,240 \| Bk Kaltes Feld \| Bk Kaltes Feld \| \| \| 54,380 \| Bk Memmendorf \| Bk Memmendorf \| \| \| 57,149 \| Oederan \| 407 m \| \| \| 59,100 \| Bk Breitenau \| Bk Breitenau \| \| \| 61,560 \| Bk Hetzdorf (Flöhatal) \| Bk Hetzdorf (Flöhatal) \| \| \| \| Neutrassierung 1992 (Strecke 6242) \| \| \| \| 61,897 \| Brücke Hetzbachtal (344 m) \| Brücke Hetzbachtal (344 m) \| \| \| 62,300 \| Viadukt Hetzdorf (326 m), Flöhatalbahn \| Viadukt Hetzdorf (326 m), Flöhatalbahn \| \| \| 62,805 \| Brücke Flöhatal (344 m), Flöhatalbahn \| Brücke Flöhatal (344 m), Flöhatalbahn \| \| \| \| \| \| \| \| \| \| \| \| \| 63,60064,566 \| Kilometersprung −966 m \| Kilometersprung −966 m \| \| \| \| \| \| \| \| 64,600 \| Falkenau (Sachs) Süd (ehem. Bf) \| 310 m \| \| \| \| von Reitzenhain \| \| \| \| \| von Annaberg-Buchholz unt Bf \| \| \| \| 67,365 \| Flöha \| 278 m \| \| \| 68,079 \| Zschopau (65 m) \| Zschopau (65 m) \| \| \| 70,130 \| Abzw Niederwiesa Stw 1 \| 290 m \| \| \| 70,037 \| Gütergleis nach Chemnitz Hbf (Beginn Strecke 6261) \| Gütergleis nach Chemnitz Hbf (Beginn Strecke 6261) \| \| \| \| von Roßwein \| \| \| \| 71,280 \| Niederwiesa \| 291 m \| \| \| 73,620 \| Bk Ebersdorf \| 306 m \| \| \| 75,405 \| Bk Chemnitz-Hilbersdorf Stw A \| Bk Chemnitz-Hilbersdorf Stw A \| \| \| 76,0210,000 \| Streckenwechsel (Beginn Strecke 6257) \| Streckenwechsel (Beginn Strecke 6257) \| \| \| \| \| \| \| \| 0,40 \| Bk Chemnitz-Hilbersdorf Hp \| Bk Chemnitz-Hilbersdorf Hp \| \| \| 0,491 \| Chemnitz-Hilbersdorf Hp \| 325 m \| \| \| 76,619 \| Chemnitz-Hilbersdorf \| 320 m \| \| \| 1,865 \| Bk Chemnitz Nord \| 310 m \| \| \| 2,600 \| nach Abzw Chemnitz-Furth und Chemnitz Küchwald \| nach Abzw Chemnitz-Furth und Chemnitz Küchwald \| \| \| \| \| \| \| \| 3,09878,600 \| Streckenwechsel (Ende Strecke 6257) \| Streckenwechsel (Ende Strecke 6257) \| \| \| \| von Riesa \| \| \| \| \| von Neukieritzsch \| \| \| \| 79,717 \| Chemnitz Hbf \| 302 m \| \| \| \| Verbindungsgleis zur Straßenbahn Chemnitz \| \| \| \| 79,960 \| Gütergleis von Abzw Niederwiesa Stw 1 (Ende Strecke 6261) \| Gütergleis von Abzw Niederwiesa Stw 1 (Ende Strecke 6261) \| \| \| \| nach Adorf (Vogtl) \| \| \| \| 81,775 \| Chemnitz Süd Hp (Keilbahnhof) \| 312 m \| \| \| 82,030 \| Bk Chemnitz Süd \| Bk Chemnitz Süd \| \| \| 82,360 \| Beckerbrücke (275 m), Chemnitz \| Beckerbrücke (275 m), Chemnitz \| \| \| 82,653 \| Chemnitz Mitte (1860–1906, seit März 2021) \| Chemnitz Mitte (1860–1906, seit März 2021) \| \| \| 82,975 \| Chemnitz Mitte (1906–2021) \| 307 m \| \| \| 83,480 \| Chemnitz-Kappel (2000–2011 Bk) \| 310 m \| \| \| 85,593 \| Chemnitz-Schönau \| 320 m \| \| \| 85,900 \| Bk Schönau \| Bk Schönau \| \| \| \| Bundesautobahn 72 \| \| \| \| 87,987 \| Chemnitz-Siegmar \| 326 m \| \| \| 91,240 \| Grüna (Sachs) Hp \| 350 m \| \| \| \| von Limbach (Sachs) und von Küchwald \| \| \| \| \| nach Neuoelsnitz \| \| \| \| 94,317 \| Wüstenbrand \| 378 m \| \| \| 95,907 \| Bk Oberlungwitz \| Bk Oberlungwitz \| \| \| 98,230 \| Hohenstein-Ernstthal \| 345 m \| \| \| 98,654 \| Straßenbahn Hohenstein-Ernstthal–Oelsnitz \| Straßenbahn Hohenstein-Ernstthal–Oelsnitz \| \| \| 99,700 \| Hüttengrundviadukt (150 m) \| Hüttengrundviadukt (150 m) \| \| \| 101,220 \| Bk Hermsdorf \| Bk Hermsdorf \| \| \| \| von Stollberg (Sachs) \| \| \| \| 104,914 \| St Egidien \| 283 m \| \| \| 107,762 \| Bk Lobsdorf \| Bk Lobsdorf \| \| \| 109,500 \| Bk Niederlungwitz \| Bk Niederlungwitz \| \| \| \| von (Wurzen–) Großbothen \| \| \| \| 112,140 \| Glauchau (Sachs) \| 244 m \| \| \| 113,487 \| Awanst Glauchau Gewerbegebiet \| Awanst Glauchau Gewerbegebiet \| \| \| 114,310 \| Bk Gesau \| Bk Gesau \| \| \| 115,992 \| Glauchau-Schönbörnchen (Hp und Abzw, ehem. Bf) \| 258 m \| \| \| \| nach Gößnitz \| \| \| \| \| Schmalspurbahn von Ortmannsdorf \| \| \| \| 120,542 \| Mosel \| 257 m \| \| \| \| Industriebahn nach Zwickau \| \| \| \| 122,794 \| Oberrothenbach \| 265 m \| \| \| 123,80 \| Bk Niederhohndorf \| 266 m \| \| \| 125,828 \| Zwickau-Pölbitz \| 270 m \| \| \| \| Industriebahn von Mosel \| \| \| \| \| von Abzw Lichtentanne Strecke 6275 Stw B10 Zwickau Gbf \| \| \| \| \| von Schwarzenberg (Erzgeb) \| \| \| \| 128,379 \| Zwickau (Sachs) Hbf (Keilbahnhof) \| Zwickau (Sachs) Hbf (Keilbahnhof) \| \| \| 130,560 \| Zwickau (Sachs) Hbf Bk Stw B13 \| 305 m \| \| \| 130,950 \| Raw „7. Oktober“ \| Raw „7. Oktober“ \| \| \| \| nach Falkenstein (Vogtl) \| \| \| \| 131,600 \| Bk Maxhütte \| Bk Maxhütte \| \| \| 132,023 \| von Abzw Zwickau (Sachs) Hbf Strecke 6275 Stw B10 (Gl 271) \| von Abzw Zwickau (Sachs) Hbf Strecke 6275 Stw B10 (Gl 271) \| \| \| 132,530 \| von Abzw Zwickau (Sachs) Hbf Strecke 6275 Stw B13 / B10 (Gl 299) \| von Abzw Zwickau (Sachs) Hbf Strecke 6275 Stw B13 / B10 (Gl 299) \| \| \| 132,775 \| Lichtentanne (Sachs) (Hp und Abzw, ehem. Bf) \| 320 m \| \| \| 134,502 \| Bk Steinpleis \| Bk Steinpleis \| \| \| 134,928 \| Steinpleis \| 310 m \| \| \| 135,626 \| Viadukt Römertal (225 m) \| Viadukt Römertal (225 m) \| \| \| 135,720 \| Abzw Werdau Bogendreieck Zwickauer Spitze \| Abzw Werdau Bogendreieck Zwickauer Spitze \| \| \| \| nach Werdau Bogendreieck Werdauer Spitze (Strecke 6267) \| \| \| \| \| von Leipzig Bayer Bf \| \| \| \| 136,256 \| Abzw Werdau Bogendreieck Neumarker Spitze \| Abzw Werdau Bogendreieck Neumarker Spitze \| \| \| \| nach Hof Hbf \| \| | |                                                                       |                                                                       |
| Strecke | | von Děčín hl.n.                                                       | von Děčín hl.n.                                                       |
| Bahnhof | −0,048 | Dresden Hbf                                                           | 117 m                                                                 |
| Abzweig geradeaus, nach rechts und von rechts | | nach Dresden-Neustadt                                                 | nach Dresden-Neustadt                                                 |
| Abzweig geradeaus und ehemals von rechts | | von Dresden-Altstadt Elbufer                                          | von Dresden-Altstadt Elbufer                                          |
| Dienststation / Betriebs- oder Güterbahnhof | 1,500 | Dresden-Altstadt                                                      | 120 m                                                                 |
| Haltepunkt / Haltestelle | 2,922 | Dresden-Plauen (ab 1926)                                              | 135 m                                                                 |
| ehemaliger Haltepunkt / Haltestelle | 3,70 | Dresden-Plauen (bis 1926)                                             | 139 m                                                                 |
| | 0 | Tunnel Felsenkeller (56 m), 1895 abgetragen                           | Tunnel Felsenkeller (56 m), 1895 abgetragen                           |
| ehemalige Blockstelle | 3,820 | Bk Felsenkeller                                                       | Bk Felsenkeller                                                       |
| Strecke mit Straßenbrücke | 4,60 | Bundesautobahn 17                                                     | Bundesautobahn 17                                                     |
| Strecke von links · Abzweig geradeaus und nach rechts | 5,528 | Gütergleis nach Tharandt (Beginn Strecke 6259)                        | Gütergleis nach Tharandt (Beginn Strecke 6259)                        |
| Blockstelle · Blockstelle | 5,670 | Freital Ost (Bft)                                                     | 155 m                                                                 |
| Strecke · Abzweig geradeaus und ehemals nach links | 5,717 | nach Possendorf                                                       | nach Possendorf                                                       |
| | |                                                                       |                                                                       |
| Kilometer-Wechsel · Strecke | 6,1706,182 | Kilometersprung −12 m                                                 | Kilometersprung −12 m                                                 |
| | |                                                                       |                                                                       |
| Dienststation / Betriebs- oder Güterbahnhof · Bahnhof | 6,844 | Freital-Potschappel                                                   | 162 m                                                                 |
| | |                                                                       |                                                                       |
| Abzweig geradeaus und ehemals nach rechts · Strecke | | Schmalspurbahn nach Nossen, Niederhermsdorfer Kohlezweigbahn          | Schmalspurbahn nach Nossen, Niederhermsdorfer Kohlezweigbahn          |
| | |                                                                       |                                                                       |
| Abzweig geradeaus und ehemals nach rechts · Strecke | | Verbindungsgleis nach Freital-Hainsberg                               | Verbindungsgleis nach Freital-Hainsberg                               |
| Strecke · Haltepunkt / Haltestelle | 8,736 | Freital-Deuben                                                        | 176 m                                                                 |
| Abzweig geradeaus und von rechts · Strecke | | Verbindungsgleis von Freital-Potschappel                              | Verbindungsgleis von Freital-Potschappel                              |
| Strecke · Haltepunkt / Haltestelle | 10,092 | Freital-Hainsberg Hp                                                  | 187 m                                                                 |
| Dienststation / Betriebs- oder Güterbahnhof · Strecke | 10,100 | Freital-Hainsberg                                                     | Freital-Hainsberg                                                     |
| Abzweig geradeaus und nach links · Kreuzung geradeaus oben | | Schmalspurbahn nach Kurort Kipsdorf                                   | Schmalspurbahn nach Kurort Kipsdorf                                   |
| Strecke · Haltepunkt / Haltestelle | 11,550 | Freital-Hainsberg West                                                | 190 m                                                                 |
| Strecke nach links · Abzweig geradeaus und von rechts | | Gütergleis von Freital Ost (Ende Strecke 6259)                        | Gütergleis von Freital Ost (Ende Strecke 6259)                        |
| Bahnhof | 13,705 | Tharandt                                                              | 208 m                                                                 |
| ehemalige Blockstelle | 15,920 | Bk Breiter Grund                                                      | Bk Breiter Grund                                                      |
| Haltepunkt / Haltestelle | 17,937 | Edle Krone (ehem. Bf)                                                 | 281 m                                                                 |
| Tunnel | 18,200 | Tunnel Edle Krone (122 m)                                             | Tunnel Edle Krone (122 m)                                             |
| Strecke | | Maximalneigung 26 ‰ (1:37,5)                                          | Maximalneigung 26 ‰ (1:37,5)                                          |
| ehemalige Blockstelle | 21,520 | Bk Seerenteich                                                        | Bk Seerenteich                                                        |
| Bahnhof | 25,369 | Klingenberg-Colmnitz                                                  | 436 m                                                                 |
| | |                                                                       |                                                                       |
| Abzweig geradeaus und ehemals nach links | | Schmalspurbahnen nach Frauenstein und nach Oberdittmannsdorf          | Schmalspurbahnen nach Frauenstein und nach Oberdittmannsdorf          |
| | |                                                                       |                                                                       |
| | |                                                                       |                                                                       |
| Kreuzung geradeaus oben (Querstrecke außer Betrieb) | 27,450 | Viadukt Colmnitz (148 m) und Strecke Klingenberg-C.–Oberdittmannsdorf | Viadukt Colmnitz (148 m) und Strecke Klingenberg-C.–Oberdittmannsdorf |
| | |                                                                       |                                                                       |
| Haltepunkt / Haltestelle | 30,845 | Niederbobritzsch                                                      | 407 m                                                                 |
| Überleitstelle / Spurwechsel | | Üst Niederbobritzsch                                                  | Üst Niederbobritzsch                                                  |
| Brücke | 31,250 | Viadukt Niederbobritzsch (175 m)                                      | Viadukt Niederbobritzsch (175 m)                                      |
| Haltepunkt / Haltestelle | 35,884 | Muldenhütten                                                          | 395 m                                                                 |
| Brücke | 36,490 | Viadukt Muldenhütten (196 m)                                          | Viadukt Muldenhütten (196 m)                                          |
| | 38,510 | Tunnel Kunstgraben (36 m), 1996 abgetragen                            | Tunnel Kunstgraben (36 m), 1996 abgetragen                            |
| Abzweig geradeaus und ehemals von rechts | | von Halsbrücke                                                        | von Halsbrücke                                                        |
| Abzweig geradeaus und von links | | von (Moldava–)Holzhau                                                 | von (Moldava–)Holzhau                                                 |
| Bahnhof | 40,005 | Freiberg (Sachs)                                                      | 413 m                                                                 |
| Abzweig geradeaus und nach links | | nach Nossen                                                           | nach Nossen                                                           |
| ehemalige Blockstelle | 42,430 | Bk Hospitalwald                                                       | 430 m                                                                 |
| Kreuzung geradeaus oben | 42,810 | Nossen–Moldava                                                        | Nossen–Moldava                                                        |
| Haltepunkt / Haltestelle | 45,380 | Kleinschirma                                                          | 415 m                                                                 |
| ehemalige Blockstelle | 45,50 | Bk Kleinschirma                                                       | Bk Kleinschirma                                                       |
| Brücke | 48,720 | Frankensteiner Viadukt (349 m)                                        | Frankensteiner Viadukt (349 m)                                        |
| Haltepunkt / Haltestelle | 49,815 | Frankenstein (Sachs)                                                  | 396 m                                                                 |
| ehemalige Blockstelle | 52,240 | Bk Kaltes Feld                                                        | Bk Kaltes Feld                                                        |
| ehemalige Blockstelle | 54,380 | Bk Memmendorf                                                         | Bk Memmendorf                                                         |
| Bahnhof | 57,149 | Oederan                                                               | 407 m                                                                 |
| ehemalige Blockstelle | 59,100 | Bk Breitenau                                                          | Bk Breitenau                                                          |
| ehemalige Blockstelle | 61,560 | Bk Hetzdorf (Flöhatal)                                                | Bk Hetzdorf (Flöhatal)                                                |
| Strecke von links · Abzweig ehemals geradeaus und nach rechts | | Neutrassierung 1992 (Strecke 6242)                                    | Neutrassierung 1992 (Strecke 6242)                                    |
| Brücke · Strecke (außer Betrieb) | 61,897 | Brücke Hetzbachtal (344 m)                                            | Brücke Hetzbachtal (344 m)                                            |
| Strecke · Kreuzung geradeaus oben (Strecke geradeaus außer Betrieb) | 62,300 | Viadukt Hetzdorf (326 m), Flöhatalbahn                                | Viadukt Hetzdorf (326 m), Flöhatalbahn                                |
| Kreuzung geradeaus oben · Strecke (außer Betrieb) | 62,805 | Brücke Flöhatal (344 m), Flöhatalbahn                                 | Brücke Flöhatal (344 m), Flöhatalbahn                                 |
| Strecke nach links · Abzweig ehemals geradeaus und von rechts | |                                                                       |                                                                       |
| | |                                                                       |                                                                       |
| Kilometer-Wechsel | 63,60064,566 | Kilometersprung −966 m                                                | Kilometersprung −966 m                                                |
| | |                                                                       |                                                                       |
| Haltepunkt / Haltestelle | 64,600 | Falkenau (Sachs) Süd (ehem. Bf)                                       | 310 m                                                                 |
| Abzweig geradeaus und von rechts | | von Reitzenhain                                                       | von Reitzenhain                                                       |
| Abzweig geradeaus und von links | | von Annaberg-Buchholz unt Bf                                          | von Annaberg-Buchholz unt Bf                                          |
| Bahnhof | 67,365 | Flöha                                                                 | 278 m                                                                 |
| Brücke über Wasserlauf | 68,079 | Zschopau (65 m)                                                       | Zschopau (65 m)                                                       |
| ehemalige Blockstelle | 70,130 | Abzw Niederwiesa Stw 1                                                | 290 m                                                                 |
| Abzweig geradeaus und ehemals nach links | 70,037 | Gütergleis nach Chemnitz Hbf (Beginn Strecke 6261)                    | Gütergleis nach Chemnitz Hbf (Beginn Strecke 6261)                    |
| Abzweig geradeaus und von rechts | | von Roßwein                                                           | von Roßwein                                                           |
| Bahnhof | 71,280 | Niederwiesa                                                           | 291 m                                                                 |
| ehemalige Blockstelle | 73,620 | Bk Ebersdorf                                                          | 306 m                                                                 |
| ehemalige Blockstelle | 75,405 | Bk Chemnitz-Hilbersdorf Stw A                                         | Bk Chemnitz-Hilbersdorf Stw A                                         |
| Kilometer-Wechsel | 76,0210,000 | Streckenwechsel (Beginn Strecke 6257)                                 | Streckenwechsel (Beginn Strecke 6257)                                 |
| Strecke von links · Abzweig ehemals geradeaus und nach rechts | |                                                                       |                                                                       |
| ehemalige Blockstelle · Strecke (außer Betrieb) | 0,40 | Bk Chemnitz-Hilbersdorf Hp                                            | Bk Chemnitz-Hilbersdorf Hp                                            |
| Haltepunkt / Haltestelle · Strecke (außer Betrieb) | 0,491 | Chemnitz-Hilbersdorf Hp                                               | 325 m                                                                 |
| Strecke · Dienststation / Betriebs- oder Güterbahnhof (Strecke außer Betrieb) | 76,619 | Chemnitz-Hilbersdorf                                                  | 320 m                                                                 |
| ehemalige Blockstelle · Strecke (außer Betrieb) | 1,865 | Bk Chemnitz Nord                                                      | 310 m                                                                 |
| Kreuzung geradeaus unten (Querstrecke außer Betrieb) · Abzweig geradeaus und nach rechts (Strecke außer Betrieb) | 2,600 | nach Abzw Chemnitz-Furth und Chemnitz Küchwald                        | nach Abzw Chemnitz-Furth und Chemnitz Küchwald                        |
| Strecke nach links · Abzweig ehemals geradeaus und von rechts | |                                                                       |                                                                       |
| Kilometer-Wechsel | 3,09878,600 | Streckenwechsel (Ende Strecke 6257)                                   | Streckenwechsel (Ende Strecke 6257)                                   |
| Abzweig geradeaus und von rechts | | von Riesa                                                             | von Riesa                                                             |
| Abzweig geradeaus und von rechts | | von Neukieritzsch                                                     | von Neukieritzsch                                                     |
| Bahnhof | 79,717 | Chemnitz Hbf                                                          | 302 m                                                                 |
| Abzweig geradeaus und nach rechts | | Verbindungsgleis zur Straßenbahn Chemnitz                             | Verbindungsgleis zur Straßenbahn Chemnitz                             |
| Abzweig geradeaus und ehemals von links | 79,960 | Gütergleis von Abzw Niederwiesa Stw 1 (Ende Strecke 6261)             | Gütergleis von Abzw Niederwiesa Stw 1 (Ende Strecke 6261)             |
| Abzweig geradeaus und nach links | | nach Adorf (Vogtl)                                                    | nach Adorf (Vogtl)                                                    |
| Haltepunkt / Haltestelle | 81,775 | Chemnitz Süd Hp (Keilbahnhof)                                         | 312 m                                                                 |
| ehemalige Blockstelle | 82,030 | Bk Chemnitz Süd                                                       | Bk Chemnitz Süd                                                       |
| Brücke über Wasserlauf | 82,360 | Beckerbrücke (275 m), Chemnitz                                        | Beckerbrücke (275 m), Chemnitz                                        |
| Haltepunkt / Haltestelle | 82,653 | Chemnitz Mitte (1860–1906, seit März 2021)                            | Chemnitz Mitte (1860–1906, seit März 2021)                            |
| ehemaliger Haltepunkt / Haltestelle | 82,975 | Chemnitz Mitte (1906–2021)                                            | 307 m                                                                 |
| ehemaliger Dienststation / Betriebs- oder Güterbahnhof | 83,480 | Chemnitz-Kappel (2000–2011 Bk)                                        | 310 m                                                                 |
| Haltepunkt / Haltestelle | 85,593 | Chemnitz-Schönau                                                      | 320 m                                                                 |
| ehemalige Blockstelle | 85,900 | Bk Schönau                                                            | Bk Schönau                                                            |
| Strecke mit Straßenbrücke | | Bundesautobahn 72                                                     | Bundesautobahn 72                                                     |
| Bahnhof | 87,987 | Chemnitz-Siegmar                                                      | 326 m                                                                 |
| Haltepunkt / Haltestelle | 91,240 | Grüna (Sachs) Hp                                                      | 350 m                                                                 |
| Abzweig geradeaus und ehemals von rechts | | von Limbach (Sachs) und von Küchwald                                  | von Limbach (Sachs) und von Küchwald                                  |
| Abzweig geradeaus, ehemals nach links und ehemals von links | | nach Neuoelsnitz                                                      | nach Neuoelsnitz                                                      |
| Bahnhof | 94,317 | Wüstenbrand                                                           | 378 m                                                                 |
| ehemalige Blockstelle | 95,907 | Bk Oberlungwitz                                                       | Bk Oberlungwitz                                                       |
| Bahnhof | 98,230 | Hohenstein-Ernstthal                                                  | 345 m                                                                 |
| Kreuzung mit U-Bahn geradeaus oben (Querstrecke außer Betrieb) | 98,654 | Straßenbahn Hohenstein-Ernstthal–Oelsnitz                             | Straßenbahn Hohenstein-Ernstthal–Oelsnitz                             |
| Brücke | 99,700 | Hüttengrundviadukt (150 m)                                            | Hüttengrundviadukt (150 m)                                            |
| ehemalige Blockstelle | 101,220 | Bk Hermsdorf                                                          | Bk Hermsdorf                                                          |
| Abzweig geradeaus und von links | | von Stollberg (Sachs)                                                 | von Stollberg (Sachs)                                                 |
| Bahnhof | 104,914 | St Egidien                                                            | 283 m                                                                 |
| ehemalige Blockstelle | 107,762 | Bk Lobsdorf                                                           | Bk Lobsdorf                                                           |
| ehemalige Blockstelle | 109,500 | Bk Niederlungwitz                                                     | Bk Niederlungwitz                                                     |
| Abzweig geradeaus und ehemals von rechts | | von (Wurzen–) Großbothen                                              | von (Wurzen–) Großbothen                                              |
| Bahnhof | 112,140 | Glauchau (Sachs)                                                      | 244 m                                                                 |
| Abzweig geradeaus und nach rechts | 113,487 | Awanst Glauchau Gewerbegebiet                                         | Awanst Glauchau Gewerbegebiet                                         |
| ehemalige Blockstelle | 114,310 | Bk Gesau                                                              | Bk Gesau                                                              |
| Haltepunkt / Haltestelle | 115,992 | Glauchau-Schönbörnchen (Hp und Abzw, ehem. Bf)                        | 258 m                                                                 |
| Abzweig geradeaus und nach rechts | | nach Gößnitz                                                          | nach Gößnitz                                                          |
| Abzweig geradeaus und ehemals von links | | Schmalspurbahn von Ortmannsdorf                                       | Schmalspurbahn von Ortmannsdorf                                       |
| Bahnhof | 120,542 | Mosel                                                                 | 257 m                                                                 |
| Abzweig geradeaus und nach links | | Industriebahn nach Zwickau                                            | Industriebahn nach Zwickau                                            |
| Haltepunkt / Haltestelle | 122,794 | Oberrothenbach                                                        | 265 m                                                                 |
| Blockstelle | 123,80 | Bk Niederhohndorf                                                     | 266 m                                                                 |
| Haltepunkt / Haltestelle | 125,828 | Zwickau-Pölbitz                                                       | 270 m                                                                 |
| Abzweig geradeaus und ehemals von links | | Industriebahn von Mosel                                               | Industriebahn von Mosel                                               |
| Abzweig geradeaus und nach rechts | | von Abzw Lichtentanne Strecke 6275 Stw B10 Zwickau Gbf                | von Abzw Lichtentanne Strecke 6275 Stw B10 Zwickau Gbf                |
| Abzweig geradeaus und von links | | von Schwarzenberg (Erzgeb)                                            | von Schwarzenberg (Erzgeb)                                            |
| Bahnhof | 128,379 | Zwickau (Sachs) Hbf (Keilbahnhof)                                     | Zwickau (Sachs) Hbf (Keilbahnhof)                                     |
| Blockstelle | 130,560 | Zwickau (Sachs) Hbf Bk Stw B13                                        | 305 m                                                                 |
| ehemaliger Haltepunkt / Haltestelle | 130,950 | Raw „7. Oktober“                                                      | Raw „7. Oktober“                                                      |
| Abzweig geradeaus und nach links | | nach Falkenstein (Vogtl)                                              | nach Falkenstein (Vogtl)                                              |
| ehemalige Blockstelle | 131,600 | Bk Maxhütte                                                           | Bk Maxhütte                                                           |
| Abzweig geradeaus und von rechts | 132,023 | von Abzw Zwickau (Sachs) Hbf Strecke 6275 Stw B10 (Gl 271)            | von Abzw Zwickau (Sachs) Hbf Strecke 6275 Stw B10 (Gl 271)            |
| Abzweig geradeaus und von links | 132,530 | von Abzw Zwickau (Sachs) Hbf Strecke 6275 Stw B13 / B10 (Gl 299)      | von Abzw Zwickau (Sachs) Hbf Strecke 6275 Stw B13 / B10 (Gl 299)      |
| Haltepunkt / Haltestelle | 132,775 | Lichtentanne (Sachs) (Hp und Abzw, ehem. Bf)                          | 320 m                                                                 |
| ehemalige Blockstelle | 134,502 | Bk Steinpleis                                                         | Bk Steinpleis                                                         |
| Haltepunkt / Haltestelle | 134,928 | Steinpleis                                                            | 310 m                                                                 |
| Brücke | 135,626 | Viadukt Römertal (225 m)                                              | Viadukt Römertal (225 m)                                              |
| Blockstelle | 135,720 | Abzw Werdau Bogendreieck Zwickauer Spitze                             | Abzw Werdau Bogendreieck Zwickauer Spitze                             |
| Abzweig geradeaus und nach rechts | | nach Werdau Bogendreieck Werdauer Spitze (Strecke 6267)               | nach Werdau Bogendreieck Werdauer Spitze (Strecke 6267)               |
| Abzweig geradeaus und von rechts | | von Leipzig Bayer Bf                                                  | von Leipzig Bayer Bf                                                  |
| Blockstelle | 136,256 | Abzw Werdau Bogendreieck Neumarker Spitze                             | Abzw Werdau Bogendreieck Neumarker Spitze                             |
| Strecke | | nach Hof Hbf                                                          | nach Hof Hbf                                                          |

Die Bahnstrecke Dresden–Werdau ist eine elektrifizierte, zweigleisige Hauptbahn in Sachsen. Sie verläuft von Dresden über Freiberg, Chemnitz und Zwickau nach Werdau, wo sie am Abzweig Werdau Bogendreieck in die Bahnstrecke Leipzig–Hof einmündet.
Eröffnet wurde die Strecke in mehreren Abschnitten: 1855 das erste Teilstück Dresden–Tharandt, 1858 folgte Chemnitz–Zwickau, 1862 wurde die Strecke von Tharandt bis Freiberg verlängert, bevor 1866 das Streckenstück von Chemnitz bis Flöha als Teil der Verbindung nach Annaberg in Betrieb ging. Die Gesamtstrecke war erst 1869 durchgehend befahrbar, als das fehlende Zwischenstück Freiberg–Flöha eröffnet wurde. Fortan entwickelte sich die Bahnstrecke zu einer bedeutenden Verbindung. Diese Bedeutung hat sich bis heute als wichtiges Teilstück der sogenannten Sachsen-Franken-Magistrale von Dresden nach Nürnberg erhalten.
In der ersten Hälfte des 20. Jahrhunderts waren einzelne Teilstrecken viergleisig ausgebaut, insbesondere in den Eisenbahnknoten Dresden und Chemnitz. Dies diente der Trennung von Personen- und Güterverkehr. Das nach dem Zweiten Weltkrieg aus Reparationsgründen zwischenzeitlich abgebaute zweite Gleis wurde wieder verlegt, außerdem ein drittes Gleis zwischen Freital Ost und Tharandt. Abweichend von der ursprünglichen Konzeption werden heutzutage alle verbliebenen Gleise gleichermaßen vom Personen- und vom Güterverkehr genutzt.

## Geschichte

### Planung und Bau

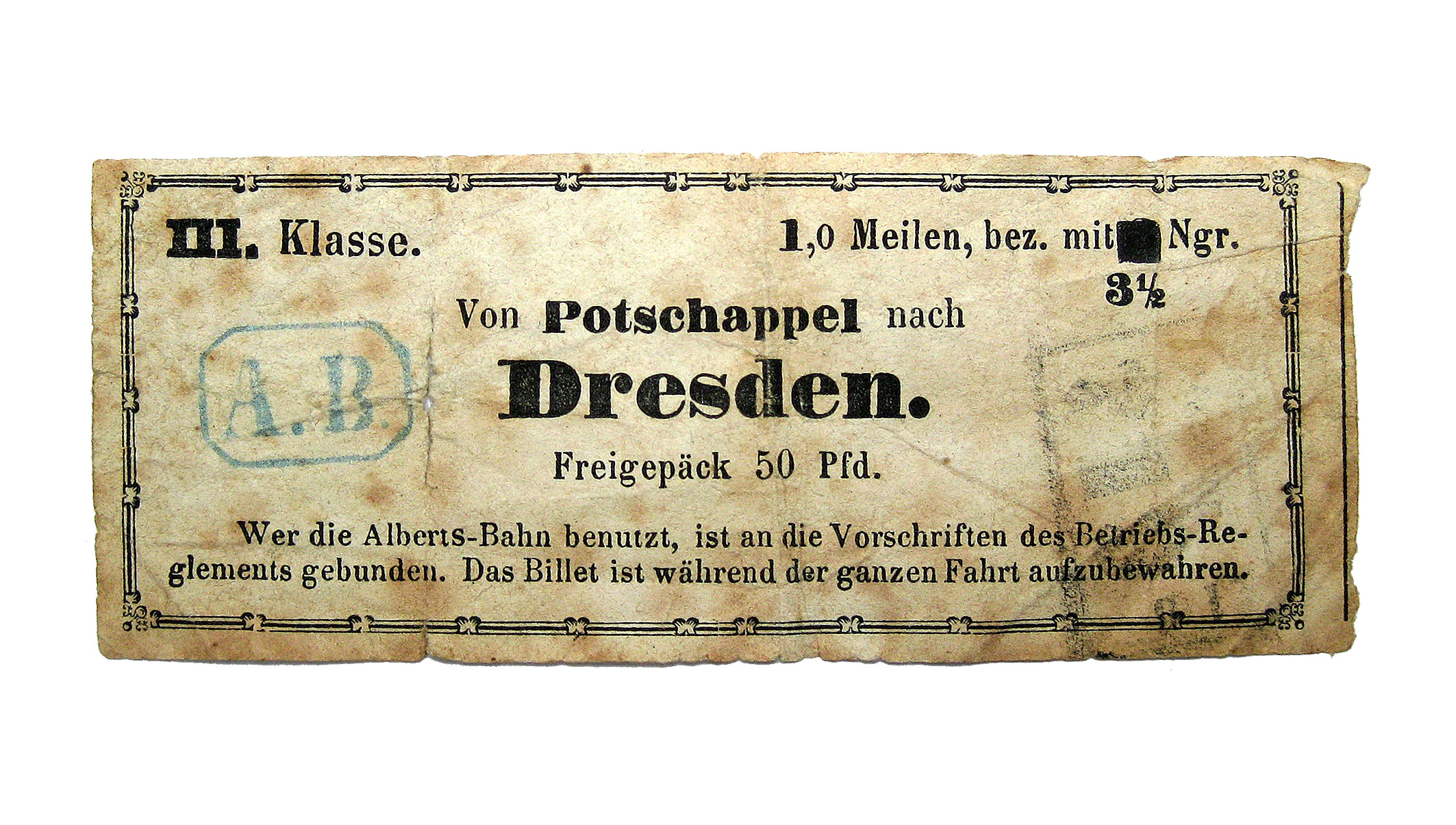
Fahrkarte der Albertsbahn um 1855

Bahnhof Freiberg (1900)

Ihren Ursprung hat die heutige Hauptbahn Dresden–Werdau in einer ganzen Reihe ursprünglich eigenständiger Teilstrecken. Der erste Abschnitt war die am 6. September 1845 eröffnete Zweigstrecke von der Bahnstrecke Leipzig–Hof (Sächsisch-Bayerische Eisenbahn) vom heutigen Bogendreieck Werdau nach Zwickau.
Ausgangspunkt der Planungen für eine Fernbahn von Dresden in Richtung Bayern war ein Gesuch der Bergwerkseigentümer im Plauenschen Grund bei Dresden, eine Zweigbahn zu den Steinkohlenwerken erbauen zu dürfen. Dem Gesuch wurde stattgegeben, so gründete sich am 4. Mai 1853 die Albertsbahn AG, um eine Eisenbahn von Dresden bis Tharandt mit den entsprechenden Zweiggleisen zu den Bergwerken zu errichten. Am 28. Juni 1855 eröffnet, bekam die neue Hauptbahn nach dem sächsischen Prinzen Albert den Namen Alberts-Bahn.
Am 15. November 1858 ging der Teilabschnitt Chemnitz–Zwickau als Teil der Niedererzgebirgischen Staatsbahn Riesa–Chemnitz–Zwickau in Betrieb.
Als problematisch erwies sich die vorgesehene Verlängerung von Tharandt bis Freiberg. Anfangs galten die starken Steigungen zwischen Tharandt und Freiberg als unüberwindbar. 1855 wurden fünf Linienführungen vorgeschlagen, davon allein vier von Tharandt nach Grumbach und von dort auf verschiedenen Trassen weiter nach Freiberg. Die günstigsten Neigungsverhältnisse wies dabei mit einer Länge von 3,988 Meilen und einer Steigung von 1:56 die Streckenführung von Tharandt über Grumbach, Dittmannsdorf, Krummenhennersdorf, Lößnitz nach Freiberg auf. Nachteil wären die Durchfahrung der Ortslage Tharandt entlang des Schloitzbachs sowie die notwendige Untertunnelung der Burg Tharandt und der Bergkirche Tharandt gewesen. 1857 wurde letztlich für die Streckenführung entlang des Seerenbachtales entschieden. Ein Antrag zum Bau auf Staatskosten wurde in die Ständeschrift vom 21. Juli 1858  aufgenommen und fand am 10. August 1858 die Zustimmung des Königs. Damit wurde diese Streckenführung mit einer Maximalsteigung von 1:40 von Tharandt über Klingenberg nach Freiberg projektiert. Über mehrere Großbrücken sollten die nach dem höchsten Punkt der Strecke im Bahnhof Klingenberg-Colmnitz folgenden Täler von Colmnitzbach, Bobritzsch und Freiberger Mulde überquert werden. Zu jener Zeit bestanden schon Erfahrungen mit dem Steilstreckenbetrieb (Schiefe Ebene, Geislinger Steige), so dass ab 1859 mit dem Bau dieser Trasse begonnen wurde. Am 11. August 1862 wurde die Strecke eröffnet.
Längere Kontroversen gab es um die hier noch fehlende Teilstrecke Freiberg–Chemnitz. Favorisiert wurde lange eine Verbindung über Hainichen. Letztlich entschied man sich für die kürzere, aber teuerere Variante über Oederan, die wiederum einen Steilrampenabschnitt und den Bau mehrerer Großbrücken nötig machte. Zwischen Flöha und Chemnitz wurde die Trasse der 1866 eingeweihten Chemnitz-Annaberger Bahn mitbenutzt, nur die Anlage eines zweiten Gleises war dort notwendig. Der Lückenschluss zwischen Freiberg und Flöha wurde am 1. März 1869 vollzogen. Am gleichen Tag wurde der Albertsbahnhof in Dresden mit Ausnahme des Güterverkehrs mit Braun- und Steinkohlen (sowie damals noch Schwefelsäure) für den allgemeinen Güter- und Personenverkehr geschlossen und letzterer zum Böhmischen Bahnhof verlegt. Auf diese Weise wurde an dem Tag die Gesamtstrecke zwischen Dresden und Chemnitz in Betrieb genommen und damit bestand erstmals eine staatlich betriebene Eisenbahnverbindung zwischen östlicher und westlicher Staatseisenbahn in Sachsen. Historisch ist der Albertsbahnhof noch als (ehemaliger) Kohle(n)bahnhof Dresden-Altstadt bis heute für die Stadtentwicklung Dresdens Gegenstand zahlreicher Planungen.
In der Folgezeit entwickelte sich die nunmehr fertiggestellte Hauptbahn Dresden–Werdau zu einem wichtigen Bindeglied im Eisenbahnverkehr zwischen Schlesien und Süddeutschland.

### Weiterer Ausbau um die Jahrhundertwende

#### Umbau der Chemnitzer Eisenbahnanlagen

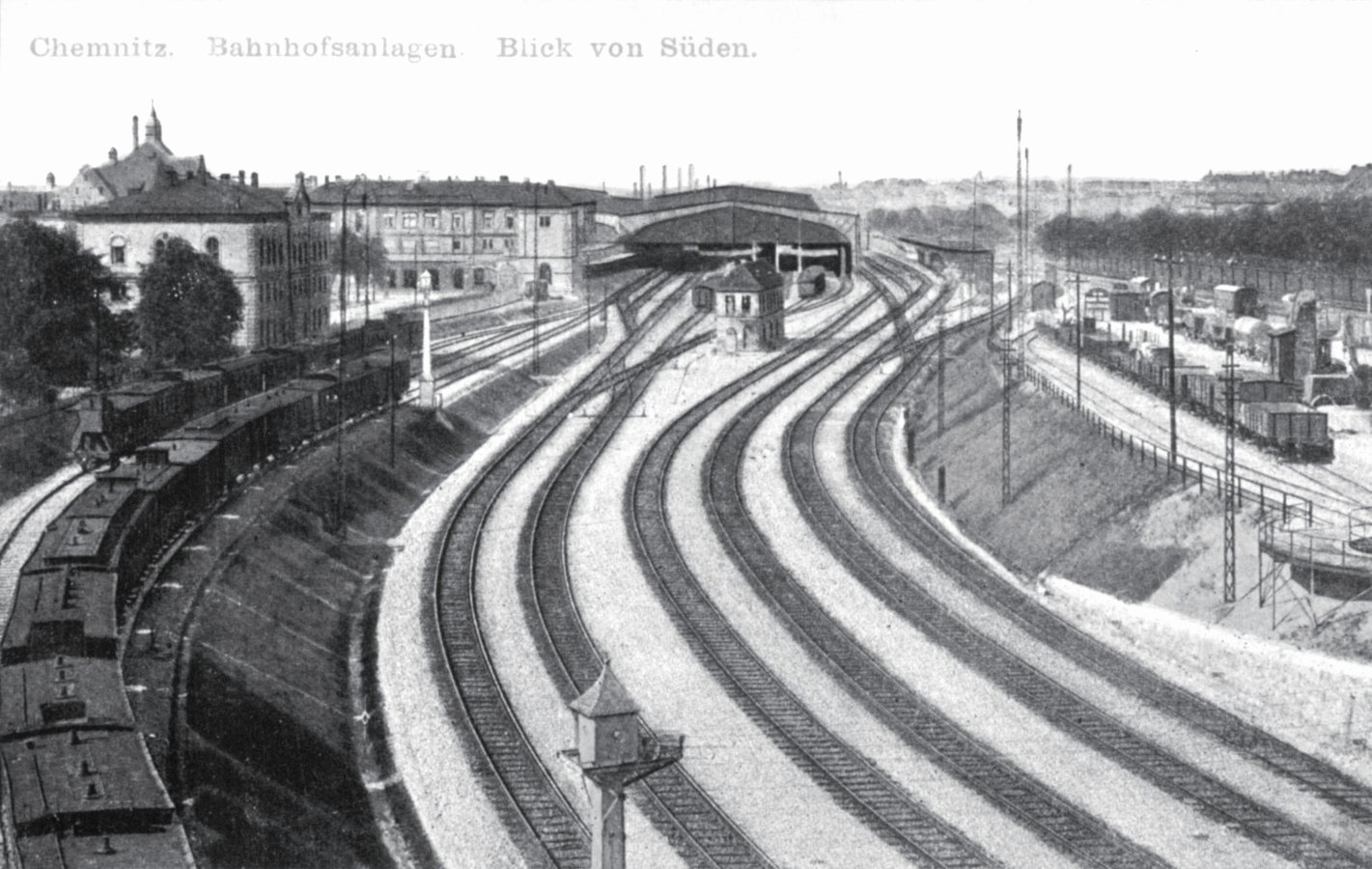
Westkopf des Chemnitzer Hauptbahnhofes um 1910 nach dem insgesamt sechsgleisigen Ausbau, rechts neben der Bahnsteighalle die Bahnsteiggleise 15/16 für die Züge nach Adorf und nach Stollberg, vorn die tiefergelegten Gleise zum Bahnhof Chemnitz Süd. Der Streckenabschnitt ist heute nur noch dreigleisig.

In den 1880er Jahren war der Eisenbahnknoten Chemnitz den gestiegenen Verkehrsleistungen – insbesondere im Güterverkehr – nicht mehr gewachsen. Trotz größerer Erweiterungen an verschiedenen Stellen (Ausbau des Bahnhofs Altchemnitz und Neubau des Güterbahnhofs Kappel) war der Bau eines Rangierbahnhofs unumgänglich geworden. Von verschiedenen Vorhaben wurde schließlich jenes ausgewählt, welches den Bau südlich des bestehenden Werkstättenbahnhofs vorsah. Zugleich wurde die Bahnstrecke Dresden–Werdau nördlich des Werkstättenbahnhofs verlegt. 1896 wurde mit dem Bau begonnen, 1902 wurde der Rangierbahnhof eröffnet.
Um die Jahrhundertwende nahm der Straßenverkehr im Chemnitzer Stadtgebiet immer mehr zu. Da der Zugverkehr ebenfalls zunahm, wurden die zahlreichen Bahnübergänge immer mehr zum Problem, am Dresdner Platz musste sogar ein Bahnbediensteter mit Warnfahne und Glocke vor dem Zug herlaufen. Deshalb wurde ab Januar 1903 die Strecke auf dem Abschnitt Chemnitz–Altchemnitz tiefergelegt und zwischen Altchemnitz und Chemnitz Kohlenbf über das Straßenniveau angehoben. Zudem wurde die Strecke auf diesen Abschnitten viergleisig ausgebaut. Ende 1909 wurde die bei laufendem Betrieb durchgeführte Umgestaltung abgeschlossen. Da die Bahnstrecke Chemnitz–Adorf bis Einsiedel ebenfalls zweigleisig ausgebaut wurde, lagen auf dem Abschnitt Chemnitz Hauptbahnhof–Chemnitz Süd nunmehr sechs Gleise nebeneinander.
Nach dem Ende des Ersten Weltkrieges nahm der Verkehr weiter zu. Deshalb wurde der 1915 begonnene viergleisige Ausbau des Streckenabschnitts Niederwiesa–Chemnitz-Hilbersdorf fortgeführt und 1924 schließlich fertiggestellt. Da der Hilbersdorfer Rangierbahnhof bei weitem nicht mehr ausreichte, wurde nach möglichen Lösungen gesucht. Die Projekte einer weiteren Bahnstrecke südlich oder nördlich der bestehenden Hauptstrecke Dresden–Werdau wurden dagegen nicht weiterverfolgt. Anstatt dieser zuletzt favorisierten komplizierten südlichen Umgehungsbahn mit drei jeweils etwa 1 km langen Tunneln wurde ein Umbau des bestehenden Rangierbahnhofs durchgeführt. Trotz des 1930 abgeschlossenen Umbaus blieb mit dem Chemnitzer Hauptbahnhof eine nicht zu beseitigende Engstelle bestehen.

#### Höherlegung und Ausbau der Bahnstrecke zwischen Dresden und Tharandt

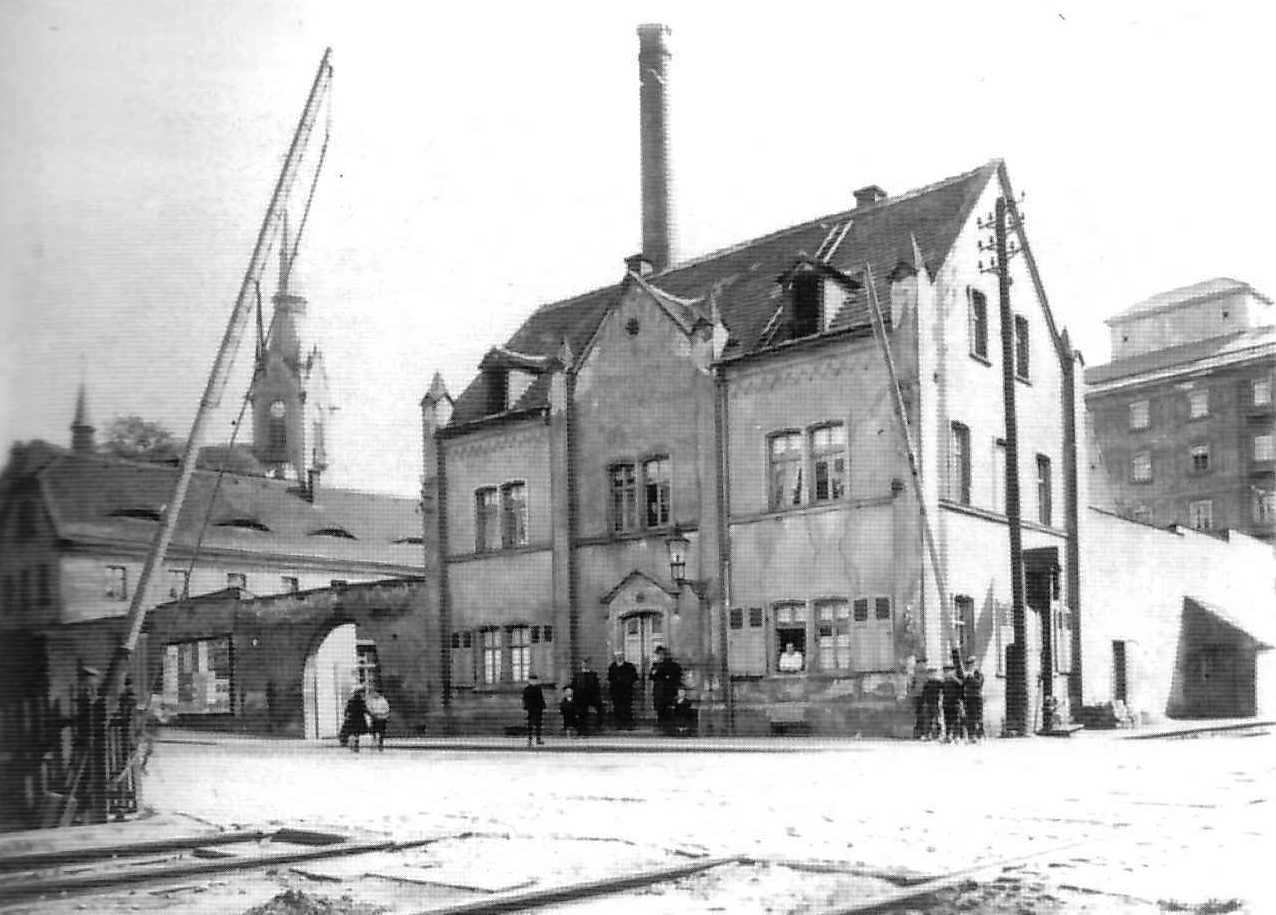
Bahnübergang über die Straße Altplauen in Dresden-Plauen um 1910. An gleicher Stelle befindet sich seit 1926 auf einer Brücke der Haltepunkt Dresden-Plauen.

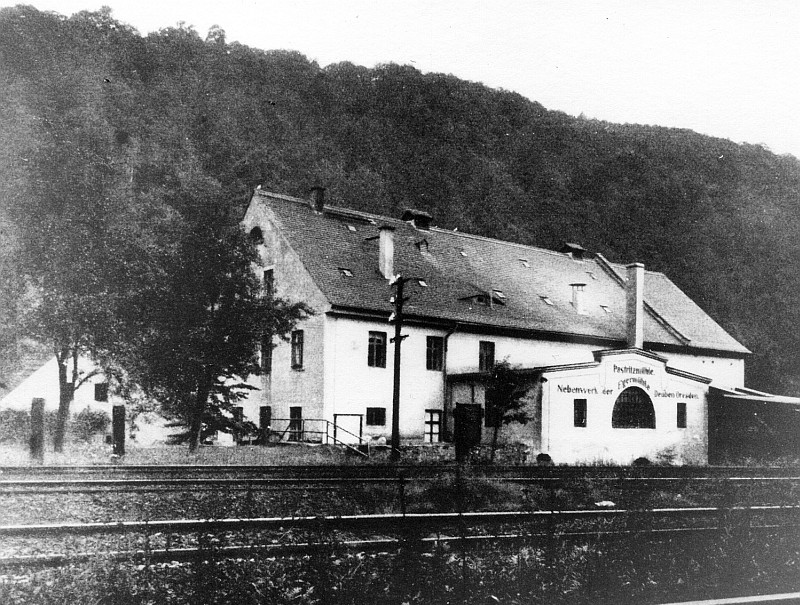
Der damals viergleisige Streckenabschnitt Potschappel–Tharandt nahe der Pastritzmühle kurz vor dem Bahnhof Tharandt (vor 1926). Der Streckenabschnitt wurde nach 1945 nur noch dreigleisig wieder aufgebaut.

Auf dem Abschnitt Dresden–Tharandt herrschte um 1900 eine ähnliche Situation wie in Chemnitz, durch den anwachsenden Straßen- und Schienenverkehr verursachten die zahlreichen niveaugleichen Kreuzungen immer mehr Probleme. Daher wurde hier von 1901 bis 1905 ebenfalls die Bahnstrecke höher gelegt, um die Bahnübergänge zu beseitigen. Anderen Quellen zufolge gingen zunächst 1903 die neuen Güteranlagen im Bahnhof Hainsberg in Betrieb, das erste hochgelegte Streckengleis im Abschnitt Potschappel–Hainsberg wurde demnach im Oktober 1908 in Betrieb genommen, 1911 war die Umgestaltung abgeschlossen.
Zugrunde lag dem Ausbau ein Entwurf von 1897, der eine Umgestaltung der Bahnhöfe Deuben und Hainsberg sowie einen viergleisigen Ausbau des Streckenabschnitts Potschappel–Hainsberg vorsah. Auf einer durchgehend viergleisigen Strecke Dresden–Tharandt wurde ein Vorort-Verkehr alle 20 bis 15 Minuten einschließlich dazwischen liegender Fernzüge für möglich erachtet. Personen- und Güterverkehr sollten jeweils zwei Gleise erhalten. Aufgrund der Siedlungsstruktur wurde das linke Gleispaar für den Personenverkehr vorgesehen, das rechte für den Güterverkehr.
Aufgrund des Ersten Weltkrieges kam man beim fehlenden rund 3 km langen Stück zwischen Dresden-Plauen und Potschappel, dem heutigen Abzweig Freital Ost, nicht über Vorarbeiten hinaus. Die innerstädtische Höherlegung im Stadtgebiet Dresden erfolgte 1923–1926, wobei man sich auf den Abschnitt zwischen der Ausfahrt Dresden-Altstadt bis zur Weißeritzbrücke in Höhe des (alten) Bahnhofs Dresden-Plauen beschränkte, an die jeweils eine höhenmäßige Anpassung erfolgte. In diesem Zug wurde der (alte) Bahnhof Dresden-Plauen geschlossen und durch einen Neubau an heutiger Stelle ersetzt.

#### Ausbau der Zwickauer Bahnanlagen
Auch in Zwickau waren die Bahnanlagen um 1910 nicht mehr dem Verkehr gewachsen, da seit den 1880er Jahren der Verkehr sprunghaft angestiegen war, die Verkehrsanlagen aber kaum erweitert wurden. Der zu dieser Zeit größte Güterbahnhof Sachsens sollte daher grundlegend umgebaut werden, zugleich sollten die Gleise ähnlich wie in Chemnitz und Dresden höher gelegt werden, damit der Straßenverkehr nicht mehr behindert würde. Aufgrund des Ersten Weltkrieges blieb es vorerst beim Geländekauf, erst nach Kriegsende begannen die eigentlichen Bauarbeiten. Diese zogen sich aber äußerst schleppend voran, so erfolgte die Höherlegung der Gleise zwischen Zwickau-Pölbitz und dem Hauptbahnhof erst zwischen 1921 und 1925. So konnten 11 Bahnübergänge komplett ersetzt werden. Größtenteils waren die Umbauarbeiten, bei denen der Hauptbahnhof ein neues Empfangsgebäude erhielt, erst Ende der 1930er Jahre fertiggestellt. Weitere Baumaßnahmen im Zweiten Weltkrieg wurden zwar noch angefangen, aber durch Personal- und Baustoffmangel nicht mehr fertiggestellt.

### Nach dem Zweiten Weltkrieg
Während längere Streckenabschnitte den Zweiten Weltkrieg weitgehend unbeschadet überstanden hatten, waren vor allem im Raum Dresden, Chemnitz und Zwickau zahlreiche Bahnanlagen schwer beschädigt oder komplett zerstört worden. Im Gegensatz zu anderen Bahnstrecken wurden keine größeren Brücken von der Wehrmacht gesprengt. 1946 wurden die Abschnitte Dresden–Freital-Potschappel und Chemnitz Hbf–Werdau bis auf ein Gleis demontiert, auch wurden zahlreiche Bahnhofsgleise abgebaut. Weil damit die Durchlässigkeit der wichtigen Bahnstrecke stark herabgesetzt wurde, erhielten einige Streckenabschnitte in Dresden und Chemnitz bereits bis Anfang der 1950er Jahre wieder ein zweites Gleis. Auf dem Großteil wurde die Zweigleisigkeit erst in den 1960er und 1970er Jahren hergestellt. Etwa Mitte der 1970er Jahre war die Strecke wieder komplett zweigleisig. Dennoch erreichte sie nicht wieder dieselbe Bedeutung wie vor dem Zweiten Weltkrieg, da durch die Grenzziehung nach 1945 der Verkehr mehr in Nord-Süd-Richtung verlief.

### Verdichteter Stadt- und Vorortverkehr ab 1976
Um der hohen Bedeutung des Berufsverkehrs gerecht zu werden, richtete die Deutsche Reichsbahn ab 1969 in den industriellen Ballungsgebieten der DDR neue S-Bahn-Systeme ein. Auch für Karl-Marx-Stadt und Umgebung taucht so ein System bereits 1964 in den Planungen auf, ursprünglich war die Realisierung für den Zeitraum 1970 bis 1975 vorgesehen.
Der zweigleisige Ausbau der Strecke ermöglichte es der Deutschen Reichsbahn schließlich zum Fahrplanwechsel am 30. Mai 1976, unter den gleichen Fahrplanprinzipien und ähnlichen Bedingungen wie bei der benachbarten SV-Bahn Dresden (Stadt- und Vorortbahn), auch zwischen Freiberg (Sachs) und Zwickau (Sachs) Hbf das Zugangebot wesentlich zu erhöhen. Den Schwerpunkt bildete der Abschnitt Flöha–Hohenstein-Ernstthal, auf dem insgesamt 43 Züge mit täglich rund 12.000 Sitzplätzen zusätzlich eingesetzt wurden. Auch sie verkehrten zeitweise im angenäherten 30-Minuten-Takt, womit die Verknüpfung zweier vertakteter Vorortsysteme erreicht wurde. In Karl-Marx-Stadt erforderte dabei insbesondere der stark gebündelte Berufsverkehr in das Umland, vor allem ins Erzgebirge beziehungsweise von dort, eine dichte Zugfolge in den Spitzenzeiten. Teilweise wurden diese Züge bis nach Glauchau (Sachs) geführt.
Vereinzelt wurde dieses verdichtete Angebot als S-Bahn oder SV-Bahn bezeichnet, wobei es das jüngste von insgesamt acht solchen Systemen der DDR war. Die entsprechenden Züge hatten fünfstellige Zugnummern im Bereich zwischen 13600 und 13699. Sie waren damit Teil der Zugnummerngruppe 12000–13999 für Züge der internen Zuggattung Psiw, die für Personenzüge der S-Bahn im Wendezugbetrieb außerhalb Berlins stand. Zum Einsatz kamen überwiegend vierteilige Doppelstock-Gliederzüge der Gattung DBv, die von Elektrolokomotiven der Baureihe 242 befördert wurden. Die Deutsche Reichsbahn selbst bezeichnete den Karl-Marx-Städter Vorortverkehr, der 1984 19.000 Fahrgäste täglich aufwies, gegenüber den Fahrgästen jedoch nicht als S-Bahn und hob die Züge in ihren veröffentlichten Fahrplänen auch nicht gesondert hervor. Auch ein spezieller Tarif, wie bei allen anderen S-Bahn-Systemen der DDR, wurde nie eingeführt.

### Elektrifizierung
Nach der Wiederelektrifizierung des Mitteldeutschen Netzes war die Neuelektrifizierung des sogenannten Sächsischen Dreiecks und damit auch der Strecke Dresden–Werdau eines der wichtigsten Investitionsvorhaben der Deutschen Reichsbahn. Man versprach sich neben einer signifikanten Kostenersparnis im Bahnbetrieb auch eine deutliche Verkürzung der Fahrzeiten, sollte doch mit der elektrischen Traktion der zusätzliche Einsatz von Schiebe- und Vorspannlokomotiven auf den Steilrampen Tharandt–Klingenberg-Colmnitz und Flöha–Oederan aufgegeben werden können.
Die Bauarbeiten für die elektrische Fahrleitung begannen Anfang der 1960er Jahre. Relativ unproblematisch erwies sich der Bau der Anlagen zwischen Freiberg und Werdau. Größere Schwierigkeiten bereitete jedoch die Elektrifizierung zwischen Dresden und Freiberg, wo insbesondere bei Edle Krone erhebliche Profileinschränkungen den Bau der Fahrleitungsanlagen behinderten. Wichtigstes Bauvorhaben in diesem Abschnitt war die Aufweitung des Tunnels Edle Krone, da sich eine etwaige Absenkung der Gleise wegen der direkt am Tunnel gelegenen Brücken als unmöglich erwies. Viele Fahrleitungsmasten mussten als Sonderkonstruktionen mit Ausleger über beide Gleise ausgeführt werden. Eröffnet wurde der elektrische Betrieb von Werdau ausgehend abschnittsweise zwischen 1963 und 1966:
| Eröffnung          | Abschnitt                            | km   |
| ------------------ | ------------------------------------ | ---- |
| 01. Oktober 1963   | (Altenburg–) Werdau–Zwickau          | 44,7 |
| 30. Mai 1965       | Zwickau–Karl-Marx-Stadt Hilbersdorf  | 52,3 |
| 26. September 1965 | Karl-Marx-Stadt Hilbersdorf–Freiberg | 36,2 |
| 25. September 1966 | Freiberg–Dresden Hbf                 | 42,6 |

Die möglichen Fahrzeitverkürzungen wurden schon im Winterfahrplan 1966/67 voll wirksam. Dampfgeführte Schnellzüge benötigten für die 40 Kilometer zwischen Karl-Marx-Stadt Hbf und Freiberg insgesamt 55 Minuten. Nach der Elektrifizierung sank die Fahrzeit dort auf nur noch 35 Minuten. Noch signifikantere Fahrzeitverkürzungen ergaben sich durch den Wegfall der Betriebshalte zum An- und Wegsetzen der Schiebelokomotive in Flöha und Oederan bei Güterzügen. So benötigte nun der 1300 Tonnen schwere Dg 7301 für die gleiche Distanz 61 Minuten, statt 122 Minuten vor der Elektrifizierung.

### Neutrassierung zwischen Oederan und Flöha

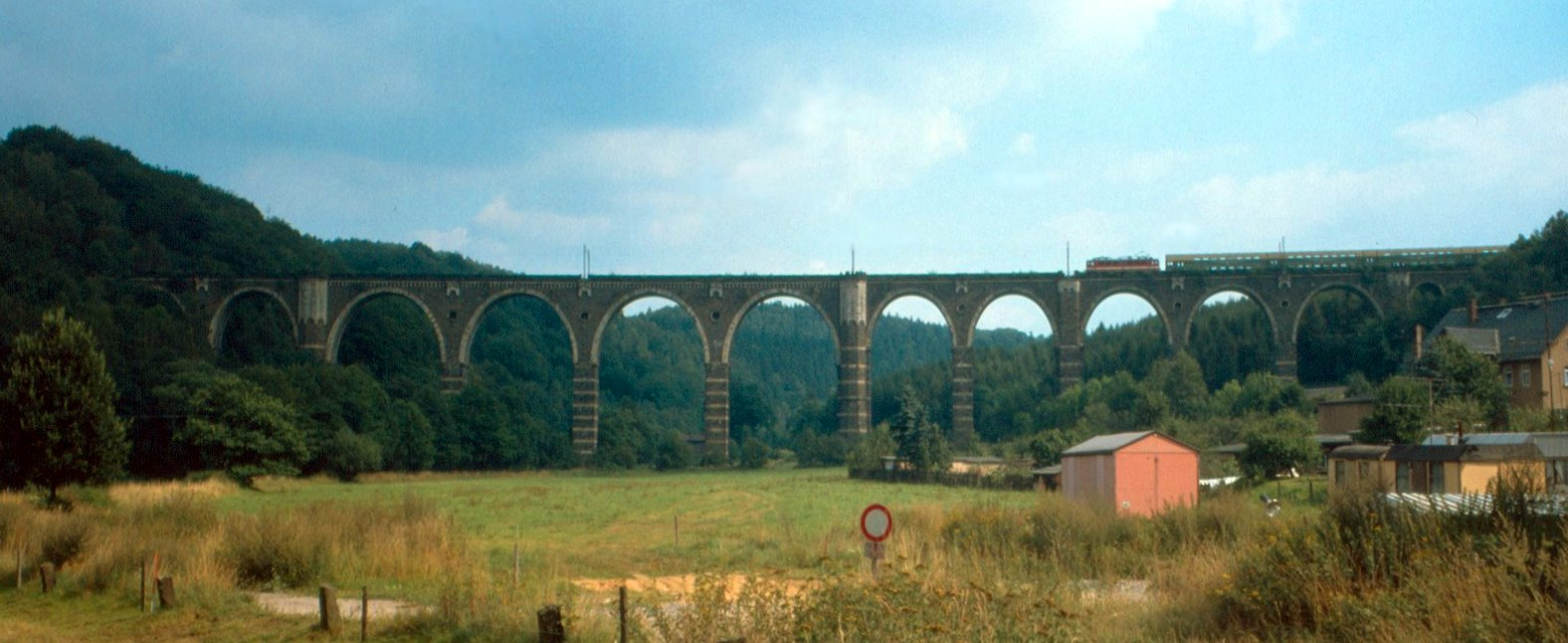
Hetzdorfer Viadukt Anfang der 1990er Jahre

Mitte der 1980er Jahre hatte der noch aus dem Eröffnungsjahr stammende Viadukt über das Flöhatal bei Hetzdorf („Hetzdorfer Viadukt“) das Ende seiner Lebensdauer erreicht. Zuletzt war eine Überfahrt nur noch mit einer Höchstgeschwindigkeit von 20 km/h möglich, was die Streckenkapazität stark einschränkte. Die Deutsche Reichsbahn konzipierte schließlich eine begradigte Trassenführung unter Umgehung des alten Viadukts. Die Neubautrasse erhielt zwei Spannbetonbrücken mit je 343,65 m Länge, die das Hetzbachtal in 36,50 m und das Flöhatal in 34,50 m Höhe überbrücken. Der bauausführende Betrieb VEB Autobahnbaukombinat errichtete ab 1987 die Brücken im Taktschiebeverfahren – erstmals bei einer Eisenbahnbrücke auf dem Gebiet der DDR. Fertiggestellt und in Betrieb genommen wurde die neue Strecke am 12. Mai 1992.
Der neue Streckenabschnitt ist 2033,9 m lang und damit 966,1 m kürzer als der vorherige Abschnitt. Er ist mit bis zu 16,8 Promille längs geneigt.

### Augusthochwasser 2002

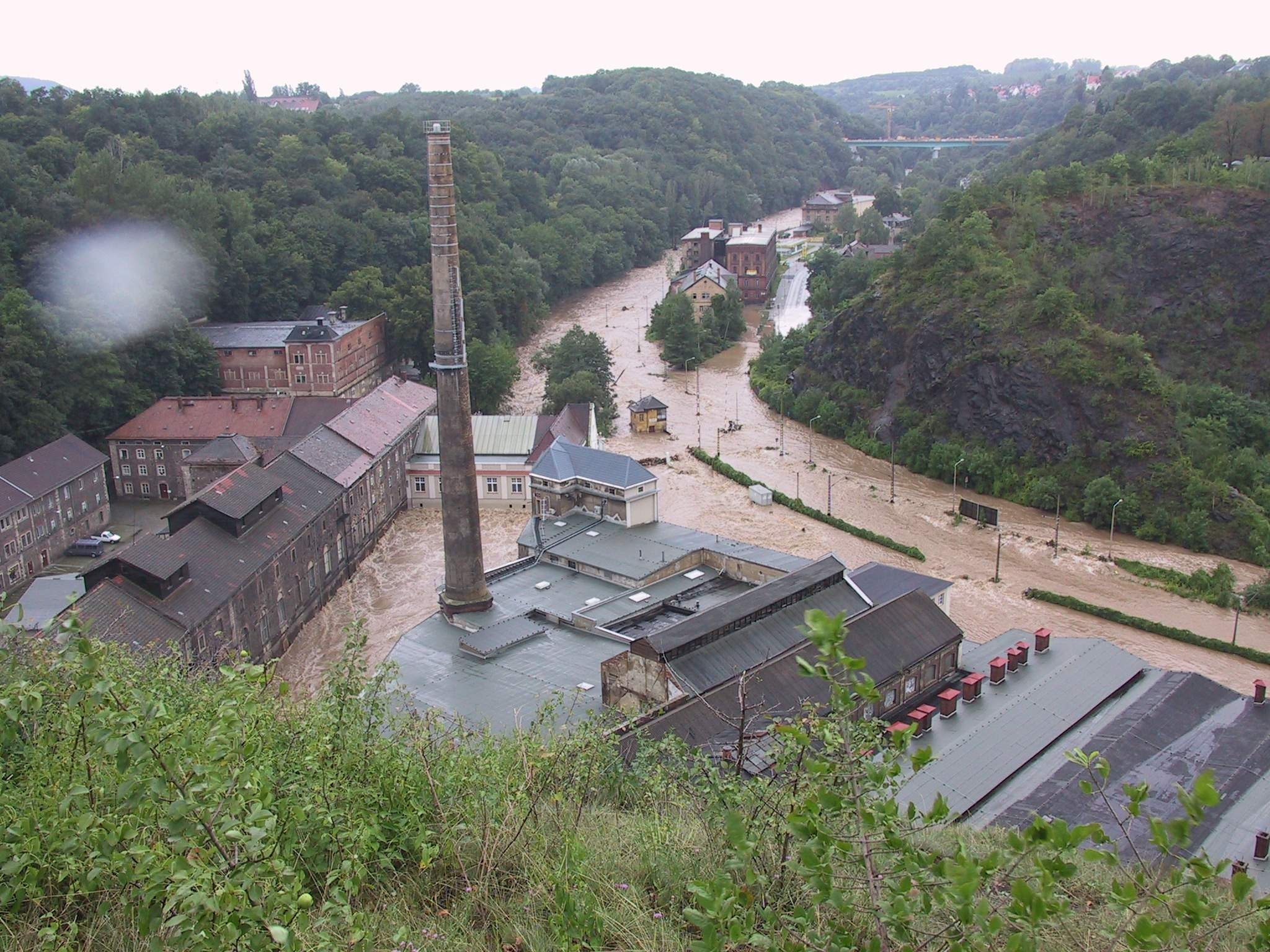
Unter anderem nahe der Felsenkeller-Brauerei im Plauenschen Grund wurde die Bahnstrecke von der Weißeritz am 12./13. August 2002 überflutet und schwer beschädigt.

Der rund 25 km lange Streckenabschnitt Dresden–Klingenberg-Colmnitz wurde durch das Augusthochwasser 2002 am 12. August vor allem durch Wilde Weißeritz und Weißeritz stark beschädigt, auf mehr als 15 km wurde die Strecke komplett zerstört. Zuvor war der Streckenabschnitt aufwendig saniert worden, am 13. August 2002 sollte die Abnahme sein.
Zwischen Dresden und Klingenberg-Colmnitz wurde Schienenersatzverkehr eingerichtet, der Fernverkehr wurde sogar auf dem Abschnitt Dresden–Chemnitz nur im Schienenersatzverkehr bedient. Seit Herbst 2003 wurde der Bahnhof Tharandt wieder von Freiberg aus angefahren, die Gesamtstrecke ging am 14. Dezember 2003 wieder in Betrieb. Bei den Bauarbeiten wurde auch der zukünftige Hochwasserschutz berücksichtigt, so wurden unter anderem die Brückenwiderlager rechtwinklig zur Fließrichtung gebaut.

### Weiterer Streckenausbau ab 2010
Von Mitte Mai 2010 bis Mitte Dezember 2011 wurde der sieben Kilometer lange Abschnitt zwischen Hohenstein-Ernstthal und St. Egidien ausgebaut. Eingesetzt wurden rund 38 Millionen Euro aus dem Konjunkturpaket I des Bundes und aus Eigenmitteln der Deutschen Bahn AG.
Von Anfang 2010 bis Dezember 2013 wurde in Chemnitz die rund 490 m lange Straßenüberführung „Dresdner Platz“ über die hier parallel verlaufenden Bahnstrecken Dresden–Werdau und Chemnitz–Adorf durch einen rund 25 Millionen Euro teuren Ersatzneubau ersetzt. Während der Abbruch- und der Neubaumaßnahmen wurden sowohl der Straßen- als auch der Eisenbahnverkehr aufrechterhalten.
Auf der Grundlage eines Planfeststellungsbeschlusses von 2017 wurden seit 2019 in Dresden-Plauen die Eisenbahnüberführungen über die Würzburger Straße, die Bienertstraße und die Straße Altplauen sowie der Haltepunkt Dresden-Plauen in veränderter Lage neu gebaut. Zudem werden auf einer Länge von rund 1,5 Kilometern die beiden Streckengleise neu verlegt. Der neue Haltepunkt wird barrierefrei erreichbar sein, einen Aufzug erhalten, Bahnsteige mit einer Nutzlänge von 140 Metern aufweisen und mit einem Wetterschutzhaus ausgerüstet. Im Bereich des Haltepunktes wird die Strecke rund 10 Meter nach Westen verschoben, im übrigen umzubauenden Streckenabschnitt etwa fünf Meter. Für die Bauarbeiten wurden ein einzelnes Gleis in östlicher Seitenlage und drei Behelfsbrücken errichtet, so dass der Eisenbahnverkehr auch während der Bauarbeiten mit Einschränkungen weiter geführt werden konnte. Im Februar 2023 ging ein erneuertes Gleis sowie ein Teil des neuen Bahnsteiges in Betrieb. Der zweite Teil soll im Juni 2023 folgen.

### Zwischenfälle
Am 19. September 1895 stießen bei Oederan ein Militärzug und ein Personenzug zusammen. 10 Menschen starben, 6 wurden darüber hinaus verletzt.
Ein ehemaliger Bergbaustollen brach am 20. Dezember 1929 unmittelbar vor dem westlichen Portal des Tunnels Edle Krone ein. Das Streckengleis Werdau–Dresden konnte für einige Wochen nicht genutzt werden, der Eisenbahnverkehr war nur eingleisig auf dem Gleis Dresden–Werdau möglich.
Am 12. Dezember 1943 entgleiste zwischen den Bahnhöfen Klingenberg-Colmnitz und Edle Krone ein talwärts fahrender Militärzug mit defekter Bremsanlage nahe der Brücke über den Seerenbach. Drei Wagen des Zuges verblieben in den Gleisen, die übrigen 47 stürzten mit der Lokomotive die Böschung in Richtung der Wilden Weißeritz hinab. Zwei der drei Wagen waren noch etwa 500 Meter bis in die Nähe des Tunnels Edle Krone gerollt. Einer anderen Quelle zufolge handelte es sich um einen Güterzug. Ursache des Bremsversagens war demnach ein vergessener Luftabsperrhahn beim voran gegangenen Lokomotivwechsel. Bei der Lokomotive brach eine Treibstange, was zu deren Entgleisen führte. Dieser Quelle zufolge verblieb lediglich der Packwagen am Schluss des Zuges, in dem sich auch Begleitpersonal befand, in den Gleisen. Beim Unfall waren sechs Todesopfer zu beklagen. Die Unfallstelle lag auf Dorfhainer Flur im Gleisbogen, mit dem die Bahnstrecke aus dem Tal des Seerenbachs in das der Wilden Weißeritz übergeht.
Am 23. Mai 1995 kam es zum Unfall bei Breitenau, bei dem zwei Reisezüge mit einem liegengebliebenen Bagger kollidierten. Neben drei Toten wurden 15 Personen teils schwer verletzt.

## Ausblick
Die DB Netz AG beabsichtigt zudem, von voraussichtlich 2019 bis voraussichtlich 2022 den „Chemnitzer Bahnbogen“, einen rund 2,8 Kilometer langen Teilabschnitt der Bahnstrecke Dresden–Werdau im Stadtgebiet Chemnitz, grundlegend zu modernisieren. Die beabsichtigten Maßnahmen umfassen dabei unter anderem den Neubau der Verkehrsstationen Chemnitz Süd und Chemnitz Mitte, wobei der bestehende Haltepunkt Chemnitz Mitte zurückgebaut und der neue an die Stollberger Straße verlegt wird, sowie von Gleisen, Oberleitungen, Stützmauern und fünf Eisenbahnüberführungen. Darin sind neben dem Chemnitztalviadukt die Brücken in der Augustusburger Straße, Bernsdorfer Straße, Reichenhainer Straße und Stollberger Straße inbegriffen, die Eisenbahnüberführung in der Reichsstraße wird zurückgebaut und verfüllt. Bund und Deutsche Bahn AG haben für die Maßnahmen insgesamt rund 95 Millionen Euro veranschlagt. Die Neu- und Umbaumaßnahmen sollen bei eingleisiger Betriebsführung unter laufendem Betrieb stattfinden. Die Einleitung des Planfeststellungsverfahrens erfolgte im September 2015. Sofern dieses bis 2018 abgeschlossen werden kann, ist ein Baubeginn 2019 möglich.
Der Planfeststellungsbeschluss erging am 1. Juni 2018. Der Abriss des denkmalgeschützten Chemnitztalviaduktes wurde hierbei im Gegensatz zum Abriss der ebenso denkmalgeschützten Brücken über die Augustusburger Straße und die Reichenhainer Straße wie auch anderer Abrisse in der Denkmal-Sachgesamtheit „Eisenbahnbogen Chemnitz“ nicht genehmigt.
Ende April 2020 wurden erste Planungsleistungen für Restmaßnahmen zwischen Dresden Hbf und Freital Ost ausgeschrieben. Im Zuge eines Streckenausbaus auf einer Länge von etwa dreieinhalb Kilometern sollen u. a. diverse Anlagen erneuert, ein Haltepunkt an der Nossener Brücke neu errichtet sowie die Leit- und Sicherungstechnik neu gebaut werden. Der Abschnitt soll dabei mit ETCS Level 2 ausgerüstet werden. In Dresden-Altstadt sind zwei 740-Meter-Überholgleise für Güterzüge geplant. Die Inbetriebnahme ist Ende 2029 vorgesehen.

## Streckenbeschreibung

### Verlauf

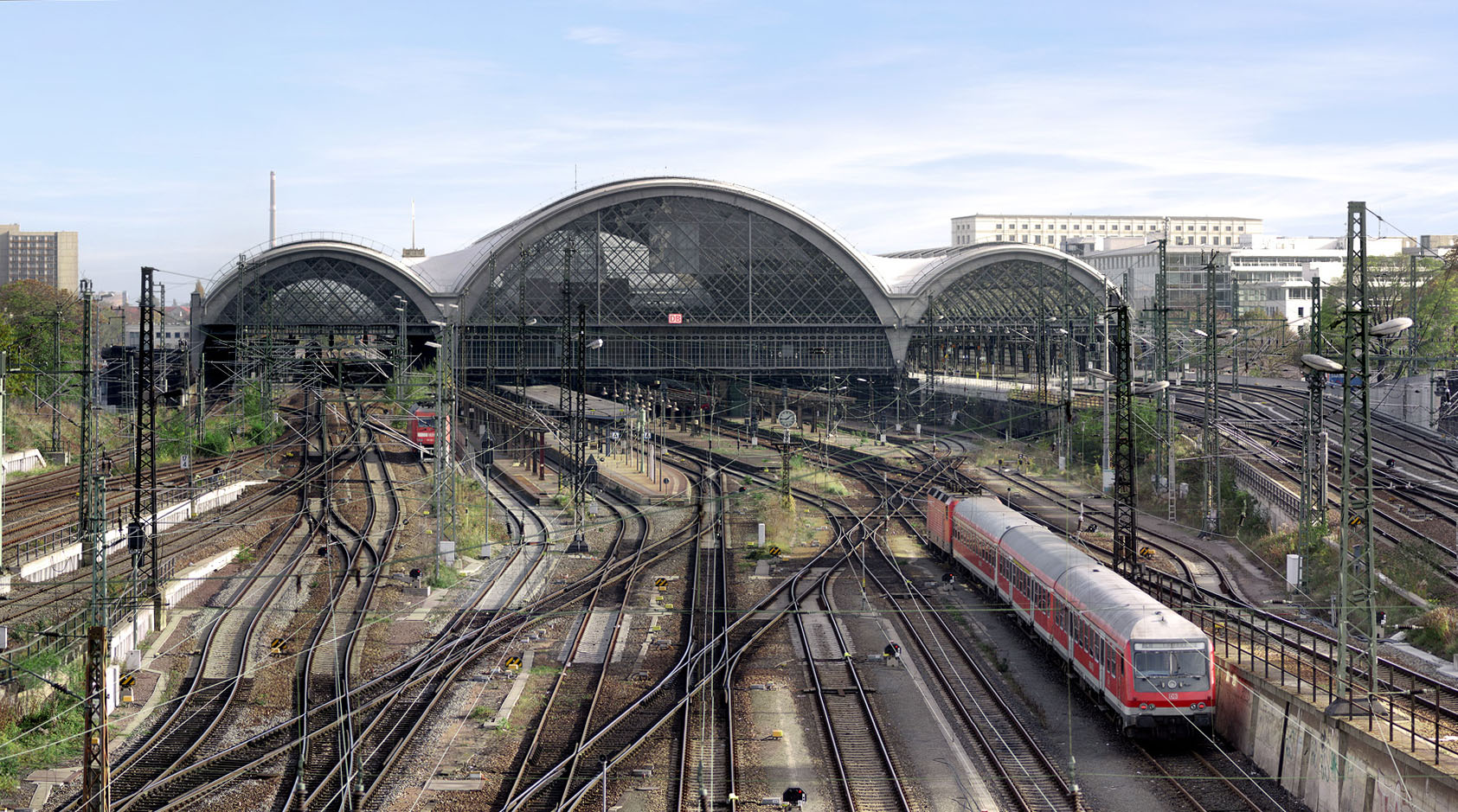
Vorfeld des Dresdner Hauptbahnhofes

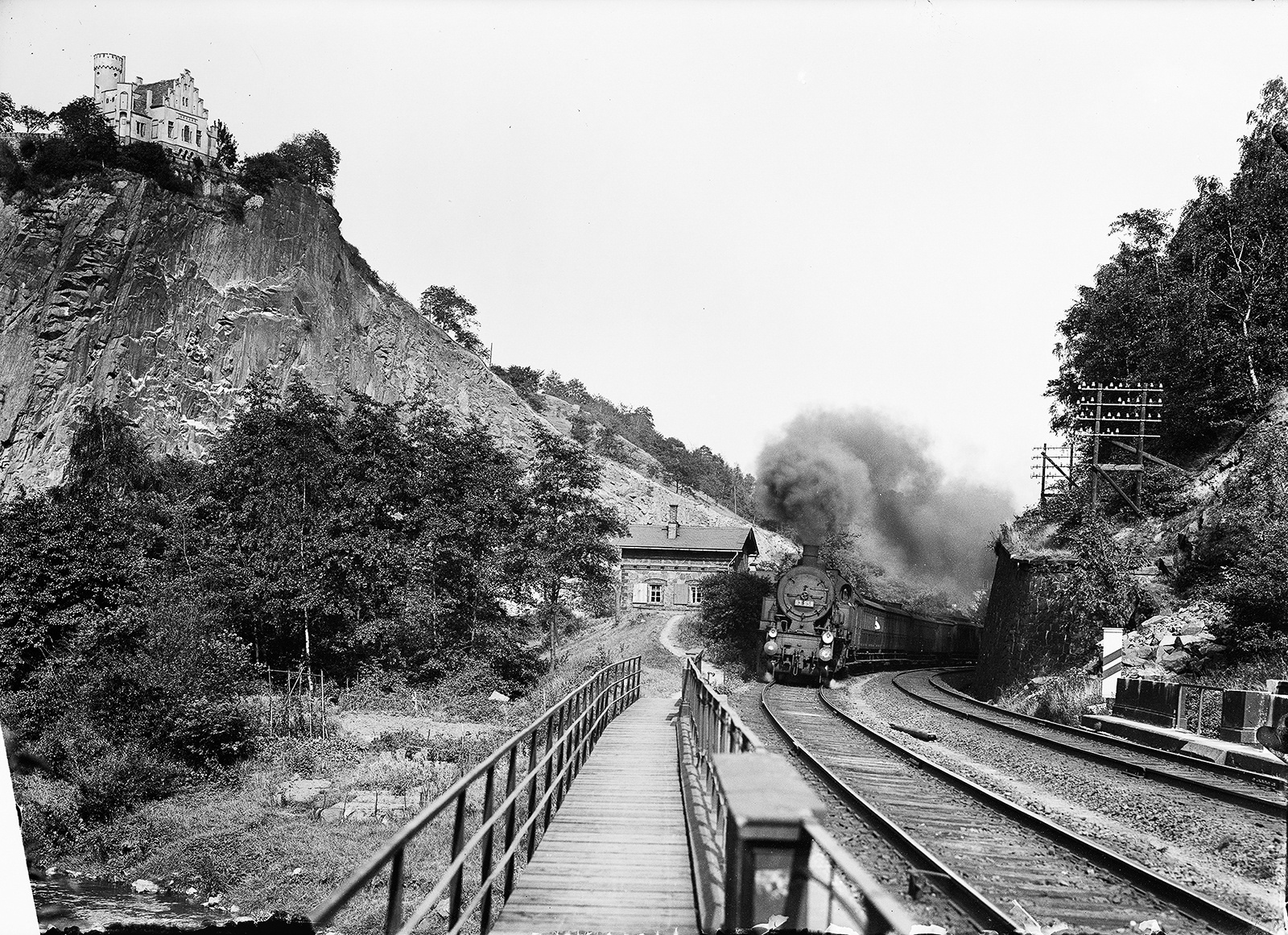
Engstelle im Plauenschen Grund (um 1925), links oben die Begerburg

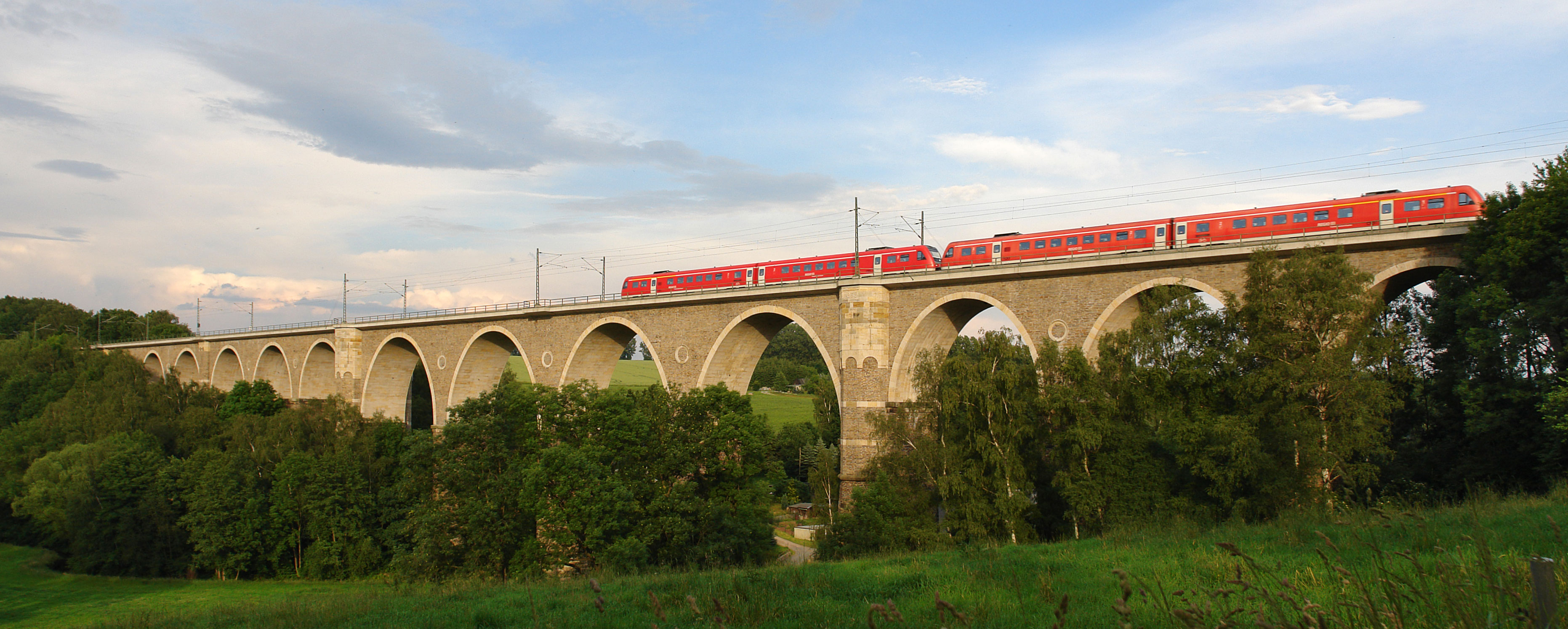
Frankensteiner Viadukt, erbaut 1868

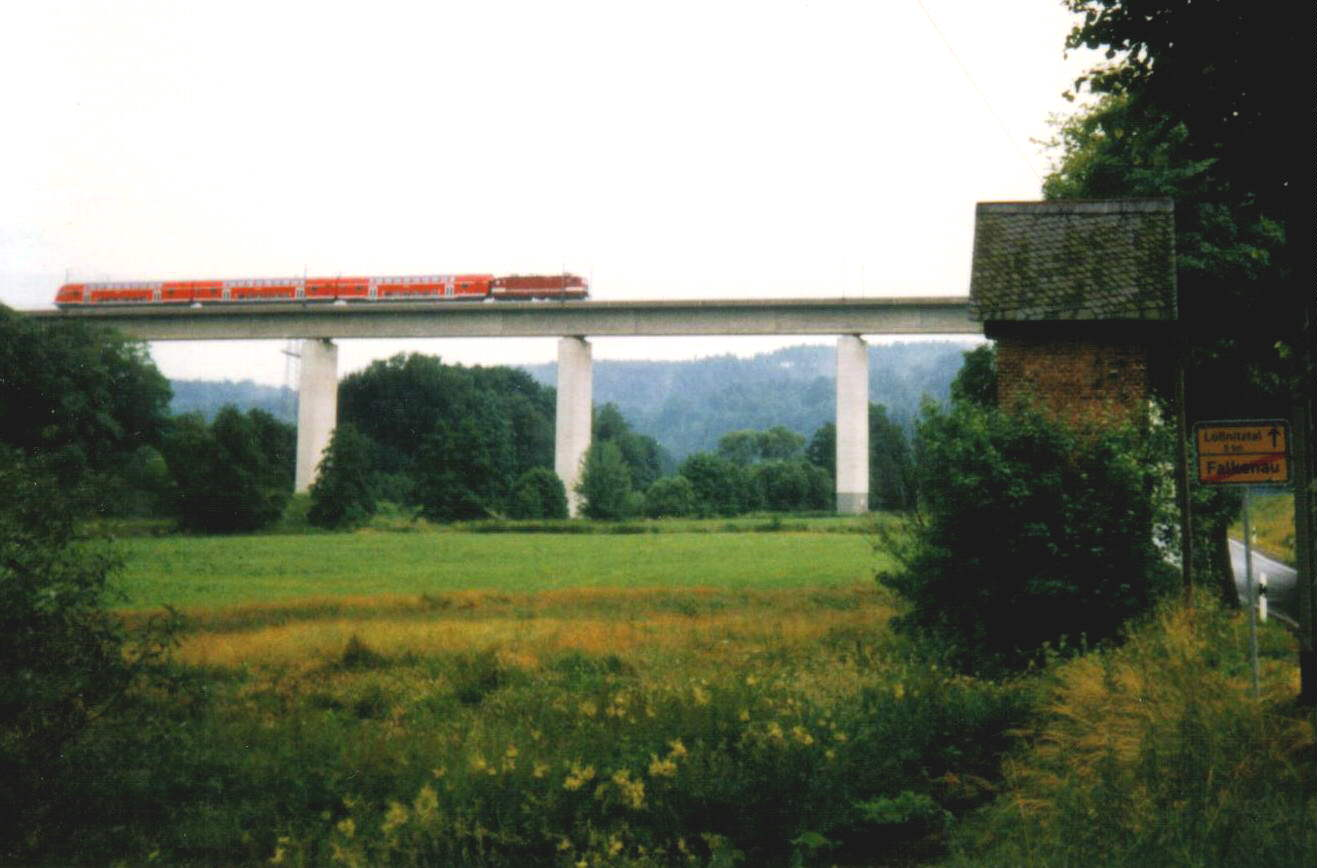
Neuer Hetzdorfer Viadukt

Die Strecke verlässt den Dresdner Hauptbahnhof in westlicher Richtung, erreicht das Gleisdreieck (Abzweigung nach Dresden-Neustadt) und wendet sich nach Süden, unter der Nossener Brücke hindurch und vorbei am Museum im ehemaligen Bahnbetriebswerk Dresden-Altstadt. Ab dem Haltepunkt Dresden-Plauen folgt sie bis Freital dem engen Tal der Weißeritz, auch Plauenscher Grund genannt, und wird von der Bundesautobahn 17 überquert. Zwischen Dresden-Plauen und Freital-Potschappel zweigte die normalspurige Windbergbahn ab. Kurz vor dem Bahnhof Freital-Potschappel beginnt streckenrechts ein drittes Gleis (Strecke 6259), das der zweigleisigen „Hauptstrecke“ 6258 bis zum Bahnhof Tharandt mit nahezu selber Kilometrierung folgt. In Verbindung mit der Potschappel-Hainsberger Verbindungsbahn gewährleistet dieses dritte Gleis in den Bahnhöfen Freital-Potschappel und Freital-Hainsberg die Einbindung zahlreicher Anschlussbahnen und verfügt seinerseits in beiden Bahnhöfen über ebenfalls elektrifizierte Kreuzungsgleise.
In Freital-Hainsberg, wo die schmalspurige Weißeritztalbahn beginnt, erreicht die Strecke den knapp südlich der Trasse liegenden Zusammenfluss der beiden Weißeritz-Quellflüsse: der Roten und der Wilden Weißeritz. Kurz nach dem Bahnhof Tharandt liegt der mit 214 m engste Bogen der Strecke. Hier beginnt ein für eine Hauptbahn seltener Steilstreckenabschnitt mit einer Steigung von 1:40, teils sogar 1:39. Diese ist notwendig, um den Übergang in das Erzgebirgsvorland zu ermöglichen. Die Strecke verläuft bis etwa einen Kilometer nach dem Haltepunkt Edle Krone im Tal der Wilden Weißeritz. Westlich der Strecke, in Kilometrierungsrichtung rechts, erstreckt sich der Tharandter Wald. Hinter dem Haltepunkt Edle Krone führt die Strecke durch einen 122 Meter langen Tunnel, kurz darauf schwenkt sie aus dem Tal der Wilden Weißeritz in das Tal des Seerenbachs und passiert den Seerenteich auf dessen nördlicher Seite. Bis zum Bahnhof Klingenberg-Colmnitz, auf 435 m ü. NN gelegen, werden auf 11,6 Kilometern insgesamt 228 Höhenmeter überwunden. Dieser Bahnhof ist die höchstgelegene Betriebstelle der Strecke und war ehemals Ausgangspunkt der Schmalspurbahnen nach Frauenstein und nach Oberdittmannsdorf.
Nun beginnt ein Abschnitt mit einer Reihe von Talbrücken. Die erste Talbrücke überspannt bei Colmnitz den Colmnitzbach, die Ortslage Colmnitz und die ehemalige Schmalspurbahn nach Oberdittmannsdorf. Bei Niederbobritzsch wird auf einer Höhe von 26 Metern die namensgebende Bobritzsch überspannt. Hinter dem Bahnhof Muldenhütten folgt die 196 Meter lange und 42,8 Meter hohe Querung der Freiberger Mulde. Mit dem Kilometer 40,0 erreicht die Strecke den Bahnhof der Kreisstadt Freiberg. Es handelt sich dabei um einen ehemals wichtigen Knotenpunkt, der heute jedoch nur noch Endpunkt der Dresdner S-Bahn-Linie S 3 und Ausgangspunkt der Nebenbahn nach Holzhau ist. Dieser wieder in Betrieb genommene Abschnitt bildete zusammen mit der sogenannten Zellwaldbahn, die am 5. November 2005 wiedereröffnet wurde, die Bahnstrecke Nossen–Moldava v Krušných horách, die westlich Freiberg nach Norden in Richtung Nossen abzweigt. An diesem Abzweig wird erstmals die von Nordosten aus dem Freiberger Stadtzentrum kommende Bundesstraße 173 unterquert.

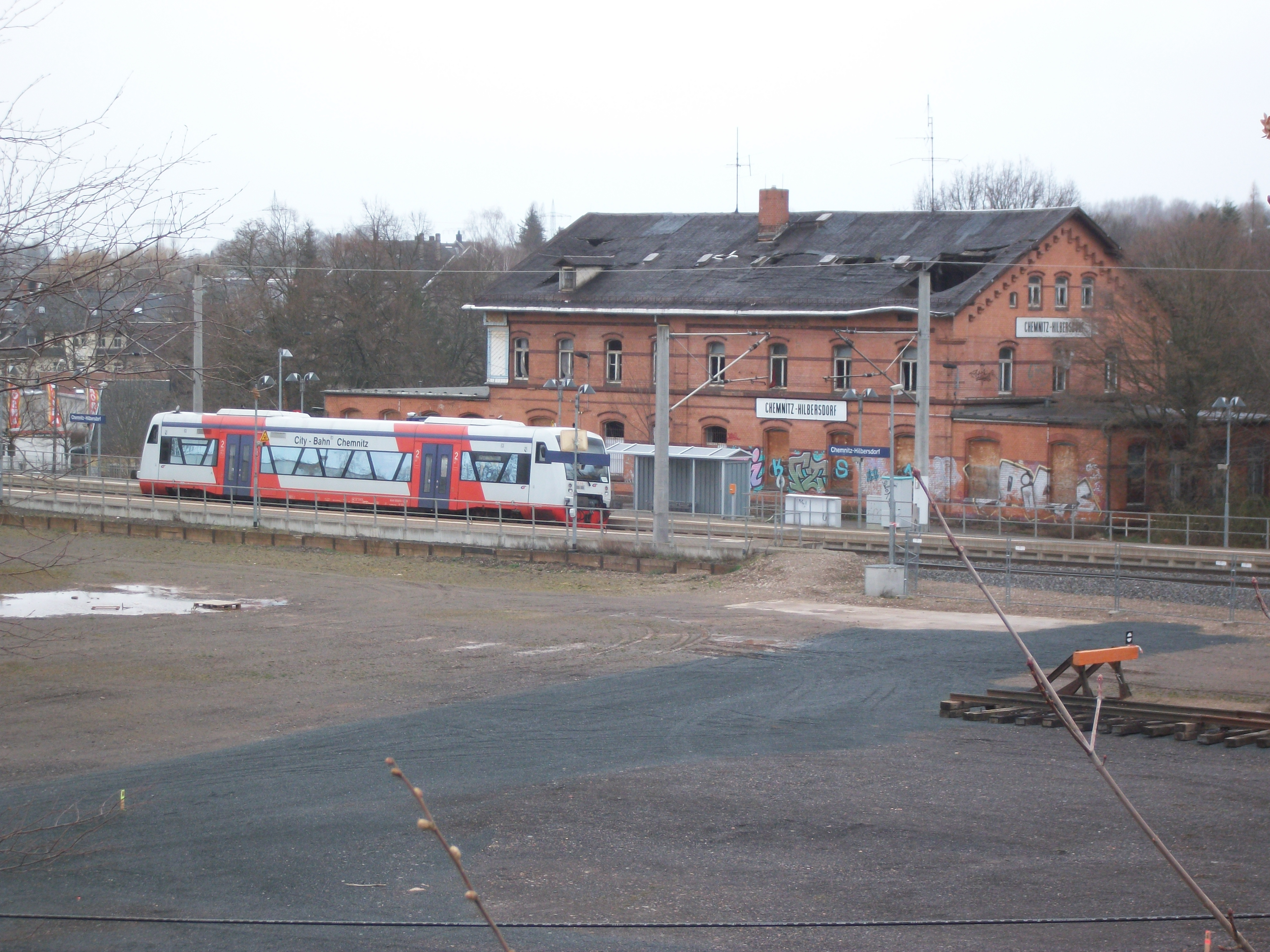
Haltepunkt Chemnitz-Hilbersdorf mit City-Bahn (2016)

Etwa 1,5 km östlich des Bahnhofs Frankenstein, beim Ort Wegefarth, führt die Bahnstrecke über einen imposanten Eisenbahnviadukt des 19. Jahrhunderts, und zwar über den 348,5 Meter langen und 39 Meter hohen Frankensteiner Viadukt, mit dem das Tal der Striegis überbrückt wird. Kurz vor Oederan wird wiederum die von Nordosten kommende Bundesstraße 173 unterquert. Bevor bei Flöha die Flöhatalbahn aus Marienberg und Olbernhau einmündet, werden diese und der Fluss Flöha überquert. In bis zu 900 Meter Entfernung verläuft dabei südlich in einem Bogen die Altstrecke, die bis 1992 über den alten Hetzdorfer Viadukt führte. Die Neubaustrecke lässt diesen Bogen aus und führt stattdessen über zwei in den frühen 1990er Jahren errichtete Spannbetonbrücken. Nach Einmündung der genannten Nebenbahn und derjenigen von Annaberg-Buchholz erreicht die Strecke die Stadt Flöha und überquert anschließend auf einer Stahlbogenbrücke die Zschopau. Vorletzter Halt vor dem Chemnitzer Hauptbahnhof ist für Regionalzüge Niederwiesa, Anfangs- und Endpunkt der Nebenstrecke von und nach Hainichen. Der Bahnhof Chemnitz-Hilbersdorf war einst ein wichtiger Bahnbetriebswerks-Standort und einer der größten Rangierbahnhöfe in Sachsen; er ist heute abgebrochen. Zusammen mit den von Norden kommenden Strecken von Riesa und von Neukieritzsch wird der Hauptbahnhof von Chemnitz erreicht.

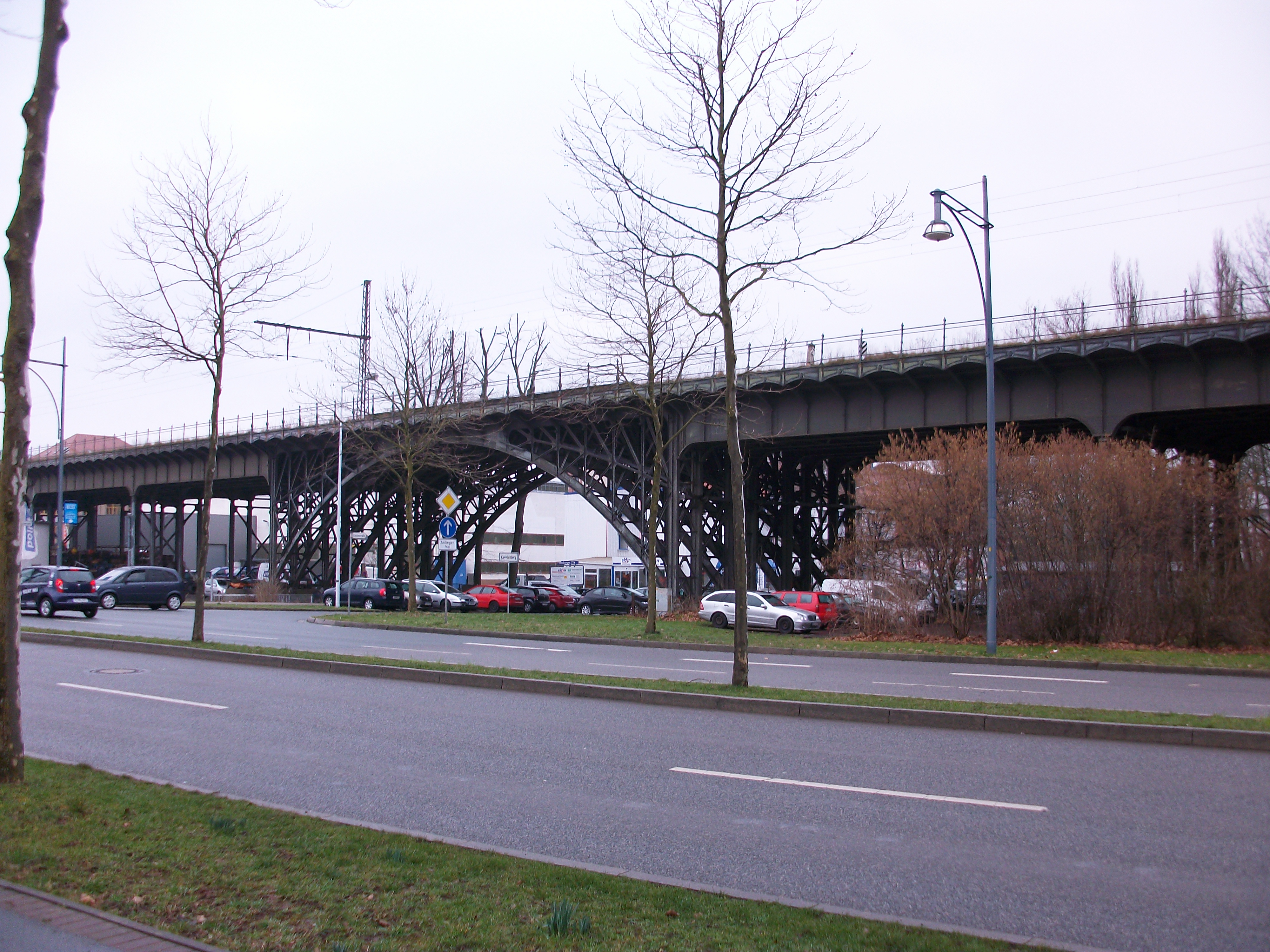
Viadukt Beckerbrücke in Chemnitz (2016)

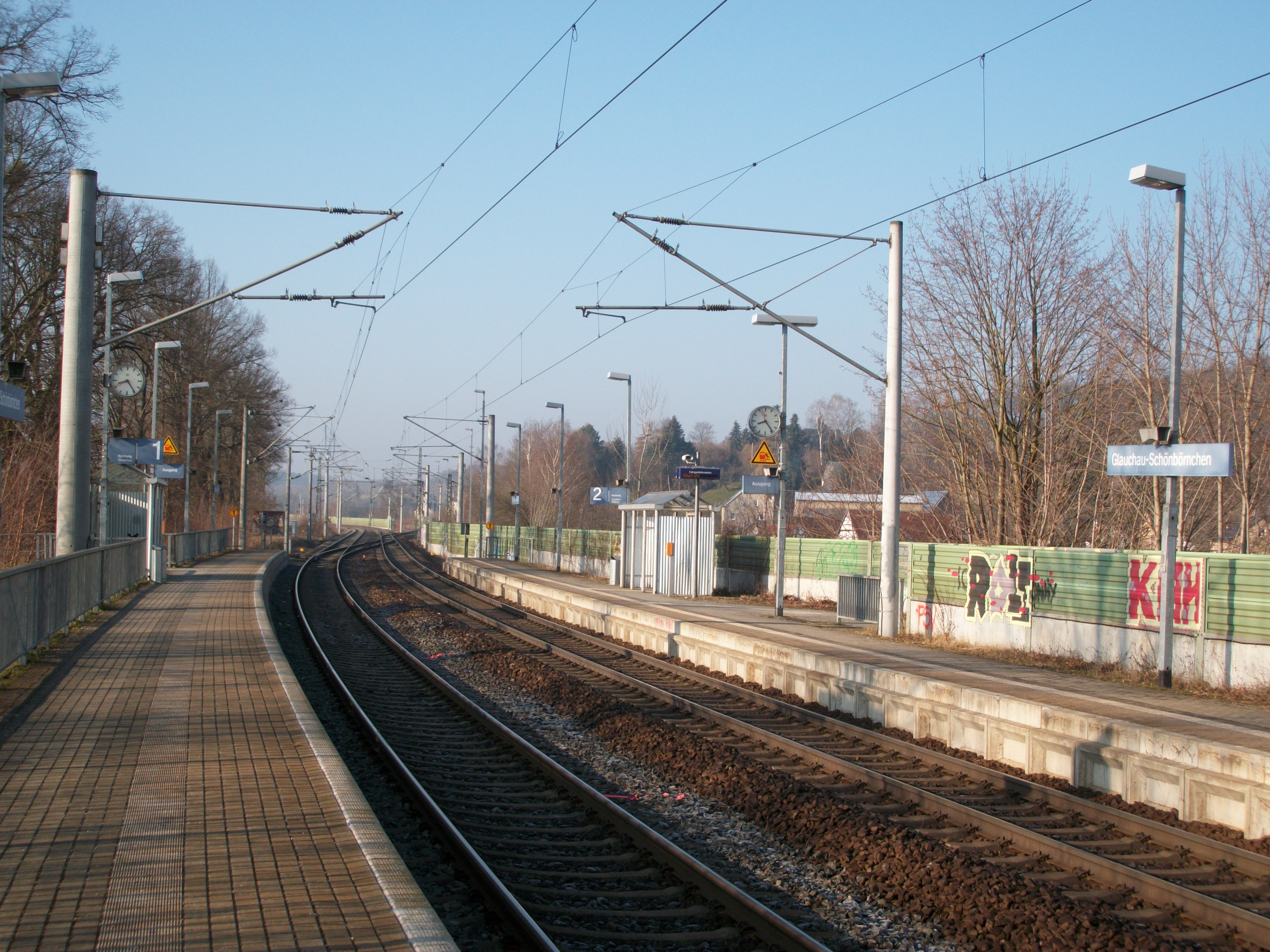
Haltepunkt Glauchau-Schönbörnchen (2016)

Hinter dem Hauptbahnhof führt die Bahnlinie in einem weiten Bogen südlich des Stadtzentrums entlang, da eine direkte Streckenführung durch das Zentrum beim Bau nicht möglich war. Nachdem in Chemnitz Süd die Linie nach Aue und Stollberg abgezweigt ist, führt sie nun konsequent durch die Chemnitzer Vororte nach Westen und verlässt allmählich den weiten Talkessel des Flusses Chemnitz. Vor Chemnitz-Siegmar wird die Bundesautobahn 72 unterquert. Das Gebiet westlich von Chemnitz gehörte zu DDR-Zeiten zum Kreis Hohenstein-Ernstthal, dem am dichtesten besiedelten Landkreis des Landes. Außergewöhnlich hoch ist demzufolge auch die Dichte von Bahnhöfen und Haltepunkten in dieser Region. Hinter Hohenstein-Ernstthal und der Unterquerung der Bundesstraße 180 erreicht die Franken-Sachsen-Magistrale den Bahnhof von St. Egidien, in dem eine weitere Strecke, aus Stollberg, einmündet. Glauchau hingegen ist Abzweigpunkt der nicht mehr im Regelbetrieb befahrenen Muldentalbahn, der sich anschließende Bahnhof Glauchau-Schönbörnchen der zur Mitte-Deutschland-Verbindung gehörenden Strecke nach Gößnitz. Die Strecke wendet sich nun nach Süden und folgt dem Lauf der Zwickauer Mulde. Der westlich der Bahnlinie gelegene Ort Mosel ist Standort des Volkswagenwerks Zwickau (und gehörte vorher zum Sachsenringwerk), außerdem wird hier die an dieser Stelle vierspurige und im Tunnel verlaufende Bundesstraße 93 beziehungsweise Bundesstraße 175 überquert. Nach insgesamt 128 Kilometern wird schließlich der keilförmig angelegte Hauptbahnhof von Zwickau erreicht. Es geht vorbei am stillgelegten Rangierbahnhof Zwickau etwa acht Kilometer westwärts bis zur Abzweigstelle Werdau Bogendreieck (⊙), der die Anbindung der aus Zwickau kommenden Züge sowohl nach Leipzig über Werdau als auch nach Nürnberg in Richtung Reichenbach sicherstellt. Hier endet die in Dresden begonnene Kilometrierung bei km 135,96.

### Betriebsstellen
Dresden Albertsbahnhof ⊙
Ausgangspunkt der Strecke war ursprünglich der Dresdner Albertsbahnhof der Albertsbahn AG. Nach der Verstaatlichung wurde die Strecke in den Dresdner Böhmischen Bahnhof (der heutige Hauptbahnhof) eingebunden. Seit dem 1. März 1869 verkehrten alle Personenzüge ab dem Böhmischen Bahnhof. Fortan diente der Albertsbahnhof nun als sogenannter Kohlenbahnhof nur noch dem Güterverkehr, so wurden um 1900 beispielsweise hier jährlich etwa 500.000 Tonnen Steinkohle umgeschlagen. Schrittweise verlor der Bahnhof an Bedeutung, obwohl in den 1960er Jahren durch den Bau und Betrieb des Heizkraftwerks Nossener Brücke kurzzeitig eine Stabilisierung der Umschlagmenge erreicht wurde. Nach 1990 brach der Güterverkehr völlig zusammen, die einzige größere Transportleistung fiel beim Bau des World Trade Centers an. Sämtliche Bahnhofsanlagen wurden mittlerweile abgebrochen.
Dresden Hbf ⊙

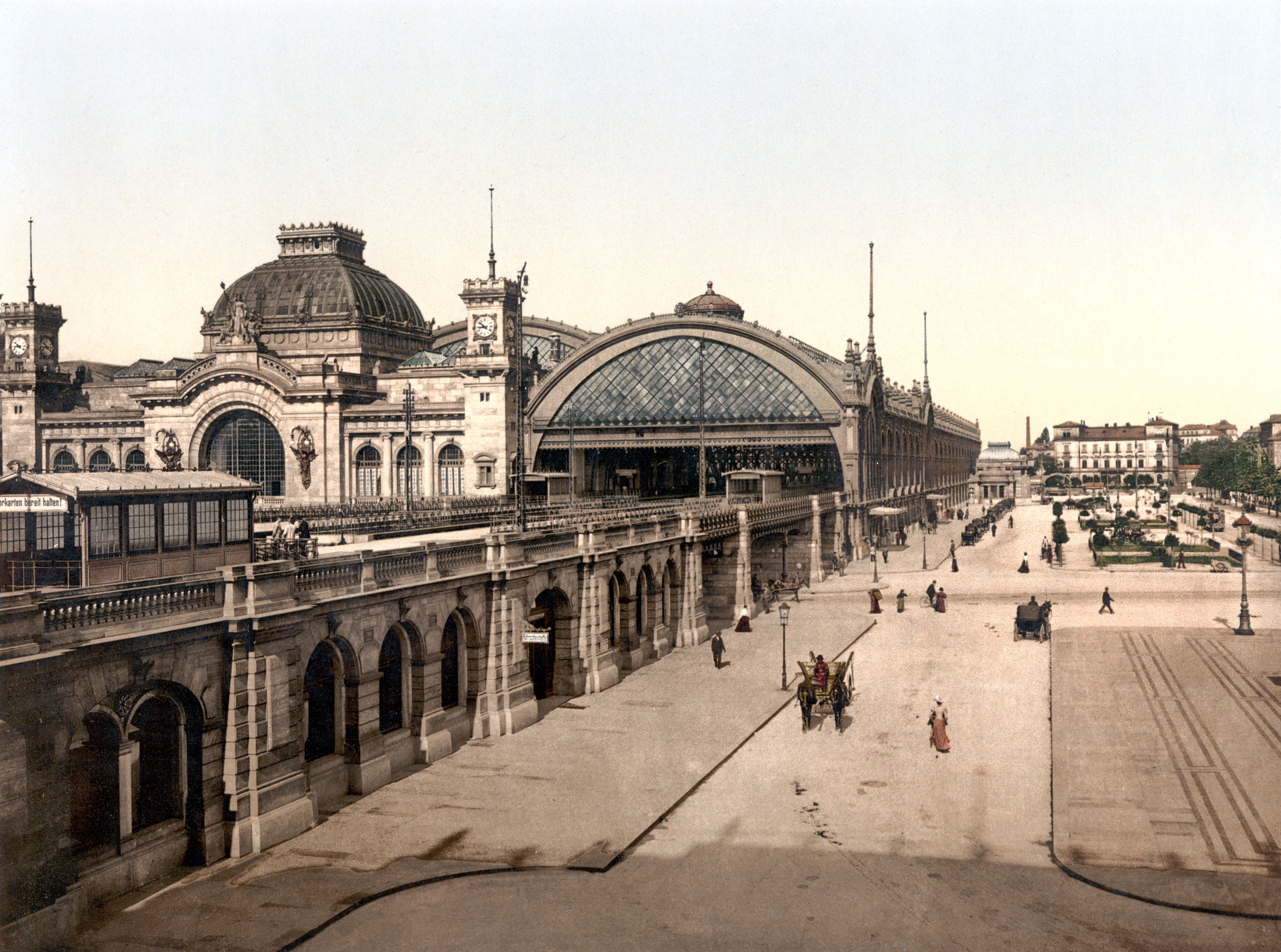
Der Dresdner Hauptbahnhof um 1900

Da in der Anfangszeit jede Bahngesellschaft ihren eigenen Bahnhof in Dresden errichtete, fehlte lange Zeit ein zentraler Umsteigeplatz. Immerhin begannen seit 1869 die Personenzügen Richtung Werdau im Böhmischen Bahnhof, der sich immer mehr zum verkehrsreichsten Bahnhof der Stadt entwickelte. Als die Bahnanlagen Anfang der 1890er Jahre vollkommen überlastet waren, entschloss man sich zu einer grundlegenden Umgestaltung. Neben der Schaffung des Rangierbahnhofs Dresden-Friedrichstadt gehörte auch der Bau eines Hauptbahnhofs zu den zentralen Punkten. Auf dem Gelände des Böhmischen Bahnhofs entstand der neue Bahnhof, der 1898 eröffnet wurde. Die Züge aus Richtung Werdau endeten fortan auf den tief liegenden Stumpfgleisen. Die sowohl vor dem als auch nach dem Zweiten Weltkrieg getroffenen Pläne für einen Neubau an anderer Stelle wurden nicht umgesetzt.
Dresden-Plauen ⊙
Der Haltepunkt Plauen bei Dresden wurde zusammen mit der Albertsbahn eröffnet. Sein ursprüngliches Empfangsgebäude befand sich bahnlinks. 1897 wurde bahnrechts ein neues Empfangsgebäude errichtet und das erste Gebäude wenige Monate später abgebrochen, als der Anschluss der Brauerei Felsenkeller dort angelegt wurde. Man errichtete stattdessen eine Wartehalle, die 1923 zum Haltepunkt Boderitz-Cunnersdorf der Windbergbahn umgesetzt wurde und noch heute (2016) existiert. 1903, nach der Eingemeindung des Dorfes Plauen nach Dresden, änderte man die Bezeichnung dieses Haltepunktes in Dresden-Plauen. Da der Haltepunkt recht ungünstig für die in Dresden-Plauen auf mittlerweile 12.000 Personen angewachsene Bevölkerung lag, wurde im Januar 1926 ein etwa 800 Meter weiter nordostwärts gelegener Haltepunkt eröffnet und der „Alte Bahnhof“ geschlossen. Dieser, 1926 eröffnete Haltepunkt, soll bis Mitte 2018[veraltet] saniert werden. Das 1897 eröffnete Empfangsgebäude (der „Alte Bahnhof“) ist in den späten 1990er Jahren saniert worden und beherbergt heute (2016) eine Glaswerkstatt.
Abzw Freital-Ost ⊙
An der ehemaligen Blockstelle Abzweig Freital-Ost der Bahnstrecke Dresden–Werdau beginnt die Windbergbahn. Ab 1912 zweigte die Strecke nach rechts parallel zum Güterzuggleis nach Tharandt aus der Hauptbahn ab und unterquerte diese dann im sogenannten Höllenmaul. Eine weitere Gleisverbindung zum Bahnhof Freital Ost diente nur dem Güterverkehr. Die Deutsche Reichsbahn baute 1946 beide Abzweiggleise als Reparationsleistung für die Sowjetunion ab. Sämtliche Zugfahrten fanden nun über das Gleis 1 statt, das ursprünglich als separates Verbindungsgleis zum Bahnhof Freital-Potschappel errichtet worden war. Das Höllenmaul wurde 1984 verfüllt und beim Streckenausbau auf der Bahnstrecke Dresden–Werdau im Jahr 2003 gänzlich abgerissen. Seit 2003 besteht am Abzweig Freital-Ost keine Abzweigweiche mehr.
Freital-Potschappel ⊙
Von den sechs Freitaler Bahnstationen war der Bahnhof Freital-Potschappel die bedeutendste. Hier zweigte seit 1856 die Niederhermsdorfer Kohlezweigbahn zu zwei Steinkohlenschächten ab. Beim Bau der 1886 eröffneten Schmalspurbahn Potschappel–Wilsdruff wurde dessen Trasse mitgenutzt. In Potschappel entstanden ausgedehnte Güter- und Umladeanlagen, die mit der Höherlegung und dem viergleisigen Ausbau nach 1900 nochmals erweitert wurden.
1913 entstand ein schmalspuriges Verbindungsgleis, das für den Güterverkehr und Fahrzeugaustausch mit der Weißeritztalbahn genutzt wurde. Die Schmalspurbahn Richtung Wilsdruff wurde 1972 stillgelegt, seitdem wird nur noch die Wagenausbesserung der Weißeritztalbahn in Freital-Potschappel durchgeführt.
Freital-Deuben ⊙
Der Haltepunkt trug während seiner Betriebszeit schon drei unterschiedliche Namen, im Einzelnen waren dies:
- bis 11. Januar 1918: Deuben
- bis 30. September 1921: Deuben (Bez Dresden)
- seit 1. Oktober 1921: Freital-Deuben

Der Haltepunkt wurde 1855 eröffnet, er liegt auf der Grenze der beiden Freitaler Stadtteile Deuben und Döhlen. Durch das ebenfalls 1855 gegründete Gußstahlwerk in Döhlen, in dem bis zu 5000 Personen beschäftigt waren, hatte der Bahnhof bis zur Wende eine große Bedeutung im Berufsverkehr. Heute halten die Linie S 3 der S-Bahn Dresden sowie die RB30 Dresden–Zwickau im Haltepunkt. Zeitweise hielten auch Regional-Express-Züge, zuletzt auch der Franken-Sachsen-Express alle zwei Stunden, in Freital-Deuben.
Freital-Hainsberg ⊙

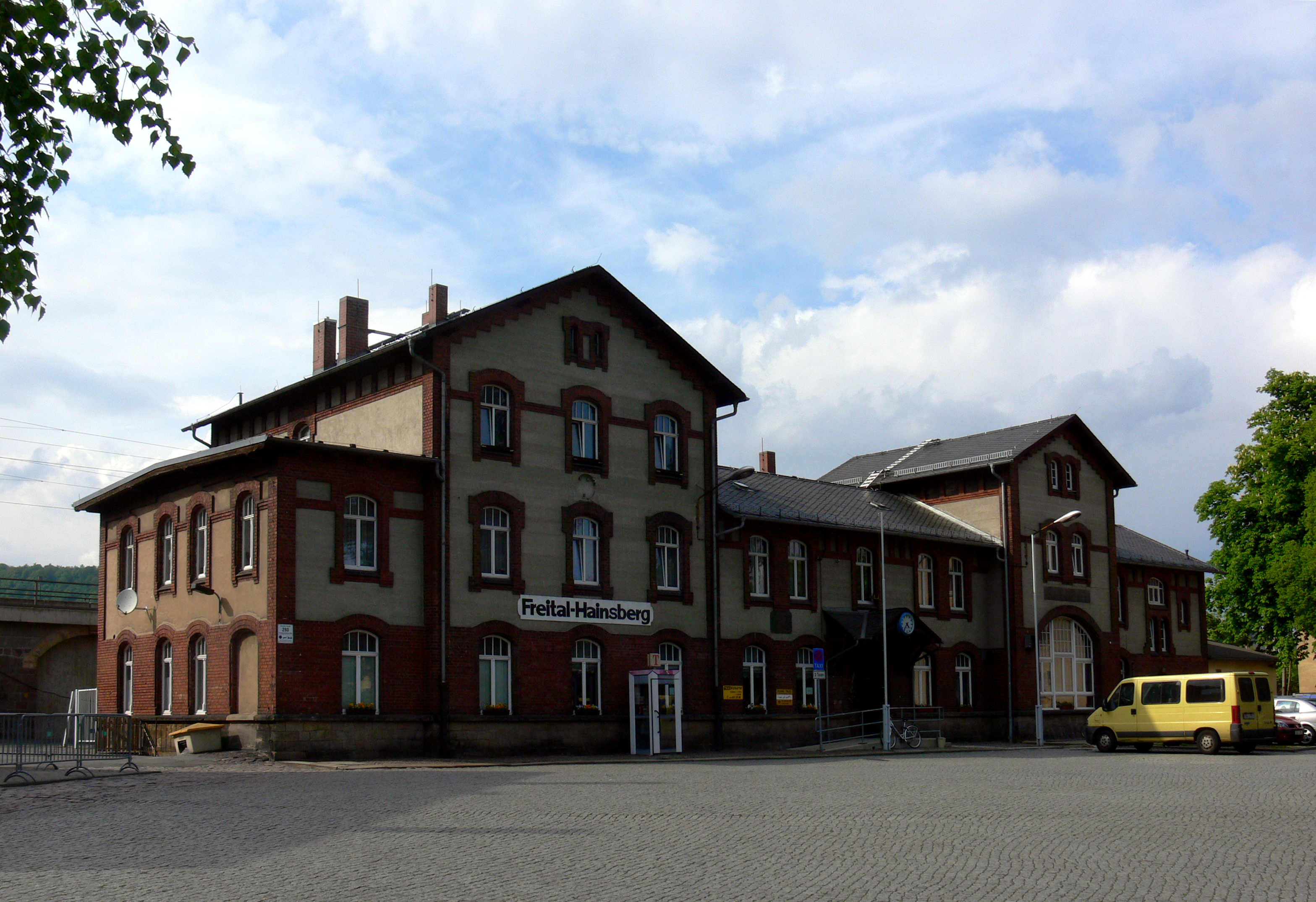
Bahnhof Freital-Hainsberg

Der Bahnhof Freital-Hainsberg (bis 1965: Hainsberg (Sachs)) ist seit dem 1. November 1882 der Ausgangspunkt der schmalspurigen Weißeritztalbahn. Sein heutiges Aussehen erhielt der Spurwechselbahnhof bei einem Umbau in den Jahren 1903 bis 1912. Neben der Lokomotiveinsatzstelle und den ehemaligen Güterverkehrsanlagen befinden sich hier mehrere Abstellgleise. Die Station wurde am 28. Juni 1855 eröffnet und am 1. Oktober 1874 zum Bahnhof erhoben. Die Station trug in ihrer Geschichte bereits vier unterschiedliche Namen, im Einzelnen waren dies:
- bis 12. Januar 1918: Hainsberg
- bis 12. Dezember 1933: Hainsberg (Sa)
- bis 29. September 1965: Hainsberg (Sachs)
- seit 29. September 1965: Freital-Hainsberg

In Freital-Hainsberg halten die Züge der S-Bahn-Linie S 3 und der Regionalbahnlinie RB30 Dresden–Zwickau.
Freital-Hainsberg West ⊙

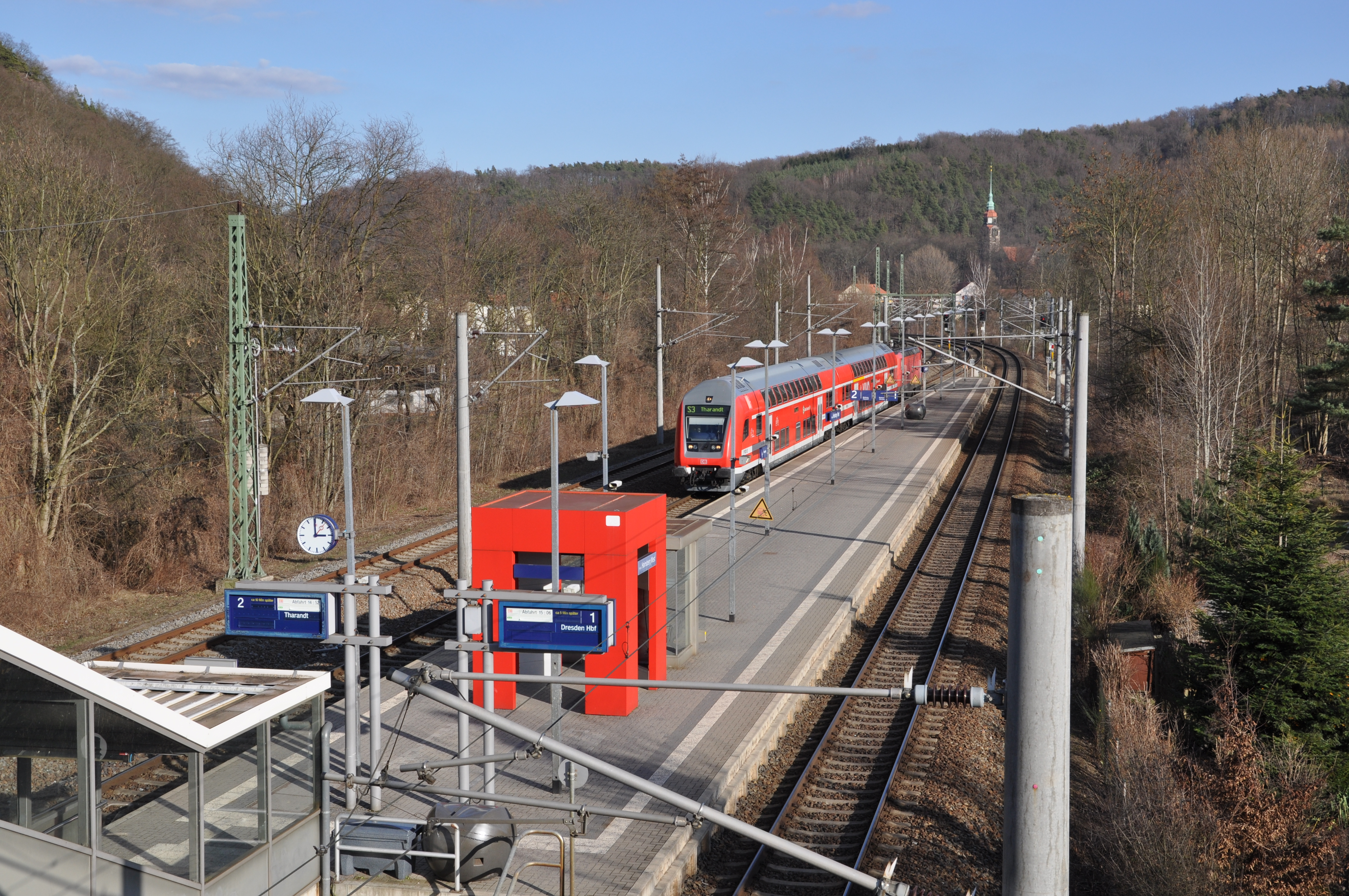
Haltepunkt Freital-Hainsberg West

Der Haltepunkt Freital-Hainsberg West wurde am 25. September 1977 eröffnet. Er besitzt einen Mittelbahnsteig zwischen den beiden Gleisen der Strecke 6258.
Tharandt ⊙

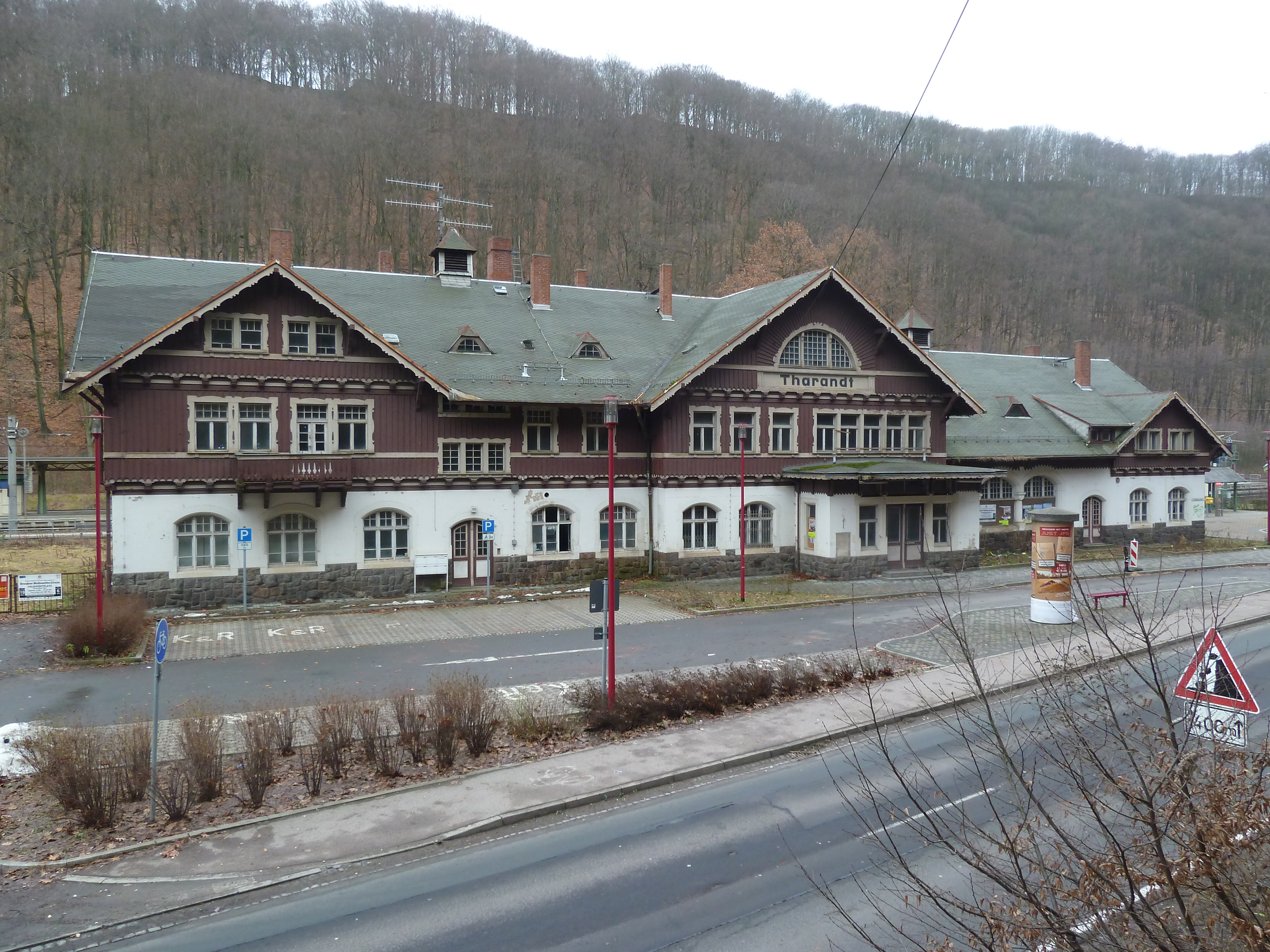
Empfangsgebäude des Bahnhofs Tharandt (2013)

Der östlich der Stadt Tharandt gelegene Bahnhof Tharandt war bis zur Elektrifizierung in den 1960er Jahren betrieblich von großer Bedeutung. Für die Bewältigung der starken Steigung bis Klingenberg-Colmnitz erhielten hier die meisten Züge eine zusätzliche Schiebe- oder Vorspannlokomotive. Bei Güterzügen wurde dieses Verfahren noch bis in die 1990er Jahre praktiziert.
Die Lokstation für die Schiebelokomotiven wurde nach der Elektrifizierung überflüssig und im September 1966 aufgelöst, zuletzt war sie dem Bahnbetriebswerk Dresden-Altstadt zugeordnet. Davor gehörte sie jahrzehntelang zum Bahnbetriebswerk Dresden-Friedrichstadt. Bis zum Abriss in den 1990er Jahren diente sie als Depot des Verkehrsmuseums Dresden.
Heute enden in Tharandt einzelne Züge der Linie S3 der S-Bahn Dresden, zuletzt hielt auch der Franken-Sachsen-Express hier.
Edle Krone ⊙

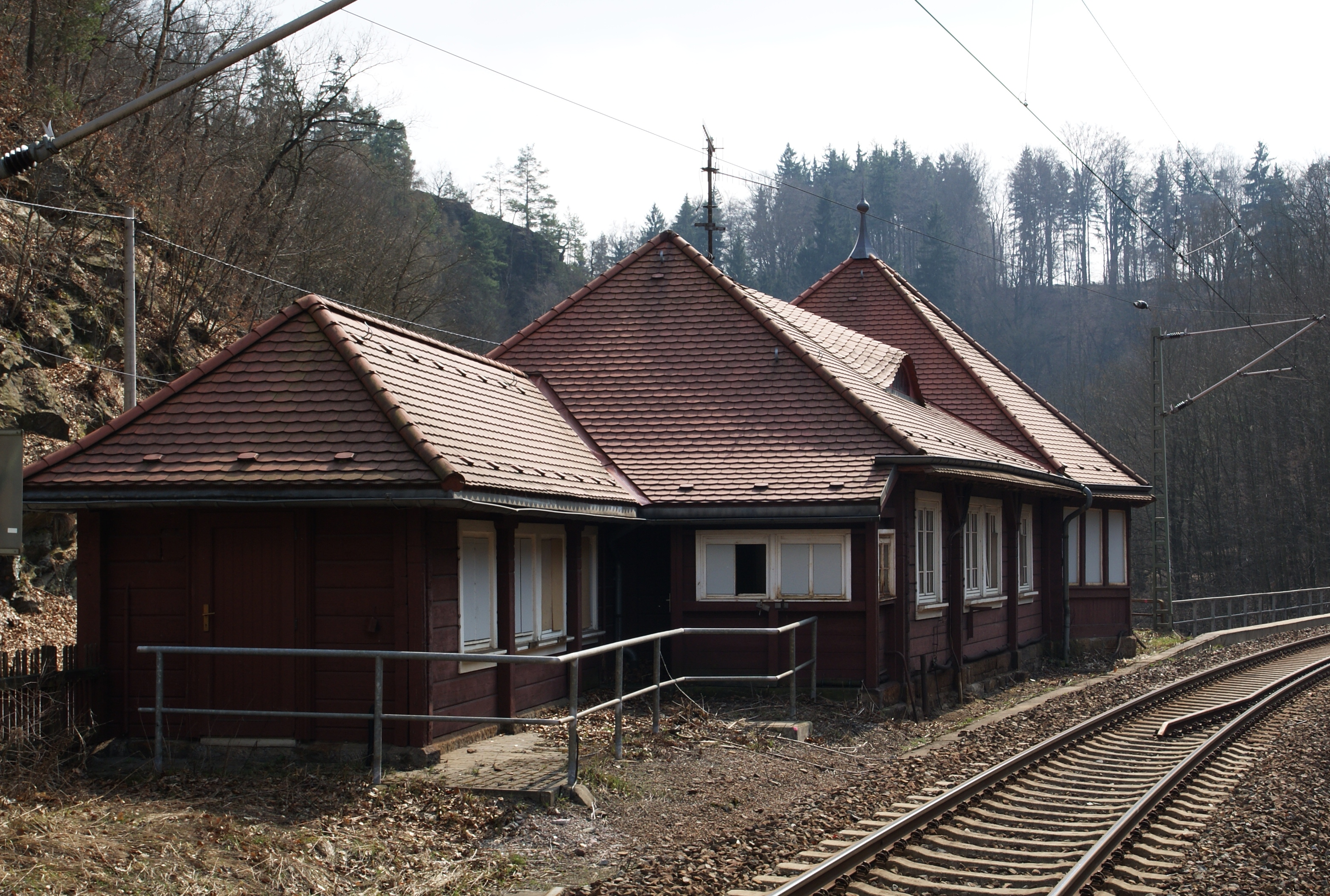
Ehemaliges Empfangsgebäude des Bahnhofs Edle Krone (2011)

Der heutige Haltepunkt Edle Krone wurde am 11. August 1862 als Höckendorf eröffnet und 1871 in Edle Krone umbenannt. Die Station im Tal der Wilden Weißeritz am Südostrand des Tharandter Waldes wurde am 1. Mai 1905 zum Bahnhof gewidmet und am 31. Juli 1999 zum Haltepunkt zurückgestuft.
Klingenberg-Colmnitz ⊙
Klingenberg-Colmnitz war „Bergstation“ der Tharandter Steige. Von 1898 bis 1972 begannen im Bahnhof die Schmalspurbahnen nach Frauenstein und nach Oberdittmannsdorf.
Niederbobritzsch ⊙

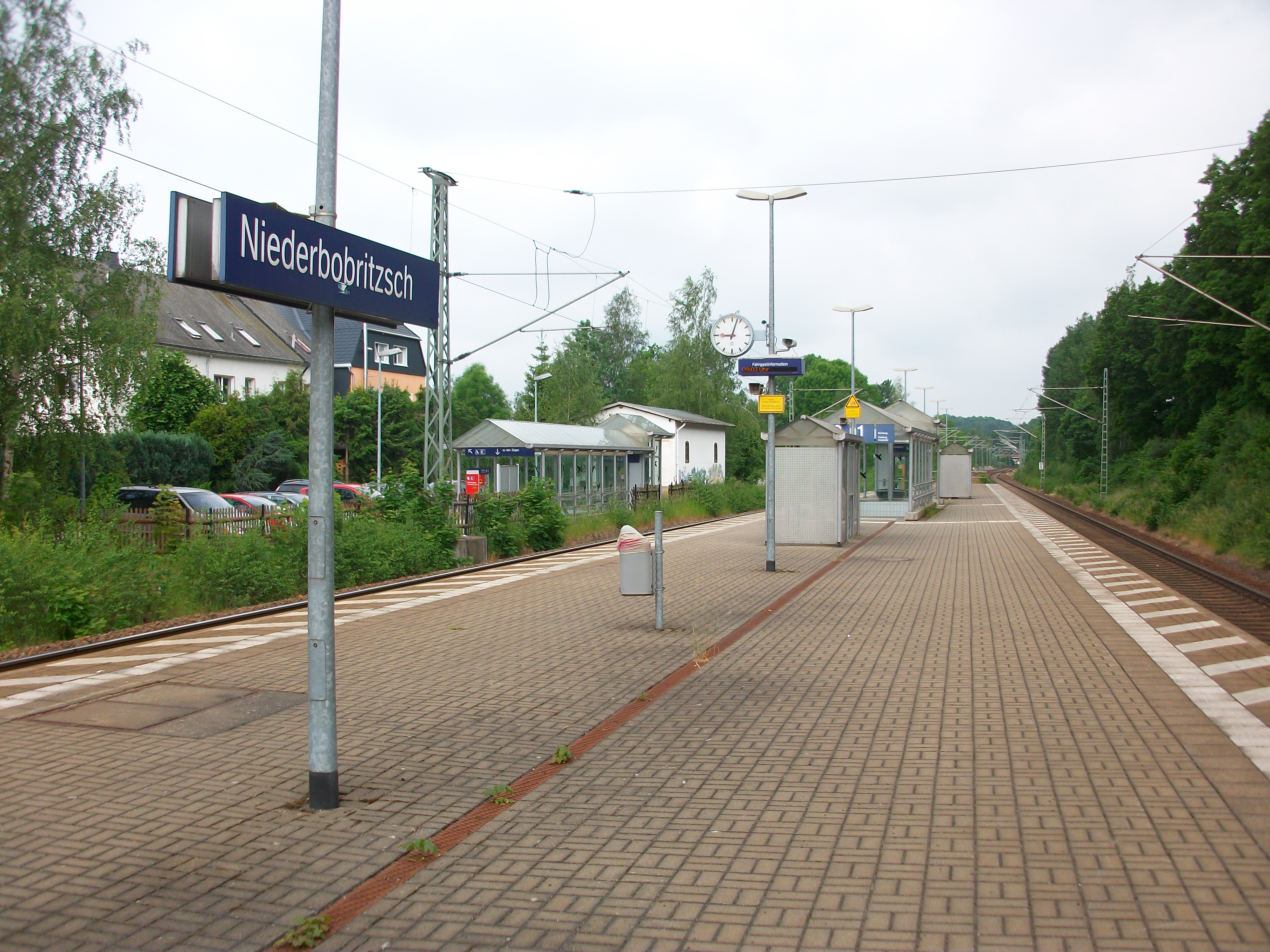
Haltepunkt Niederbobritzsch (2017)

Die Haltestelle Niederbobritzsch wurde am 11. August 1862 eröffnet und im Jahr 1905 zum Bahnhof geweiht. Später war die Station nur noch ein Haltepunkt. Das Empfangsgebäude der Station ist am Standort noch erhalten. Seit dem 9. Dezember 2007 ist die Station ein Halt der S-Bahn Dresden.
Muldenhütten ⊙

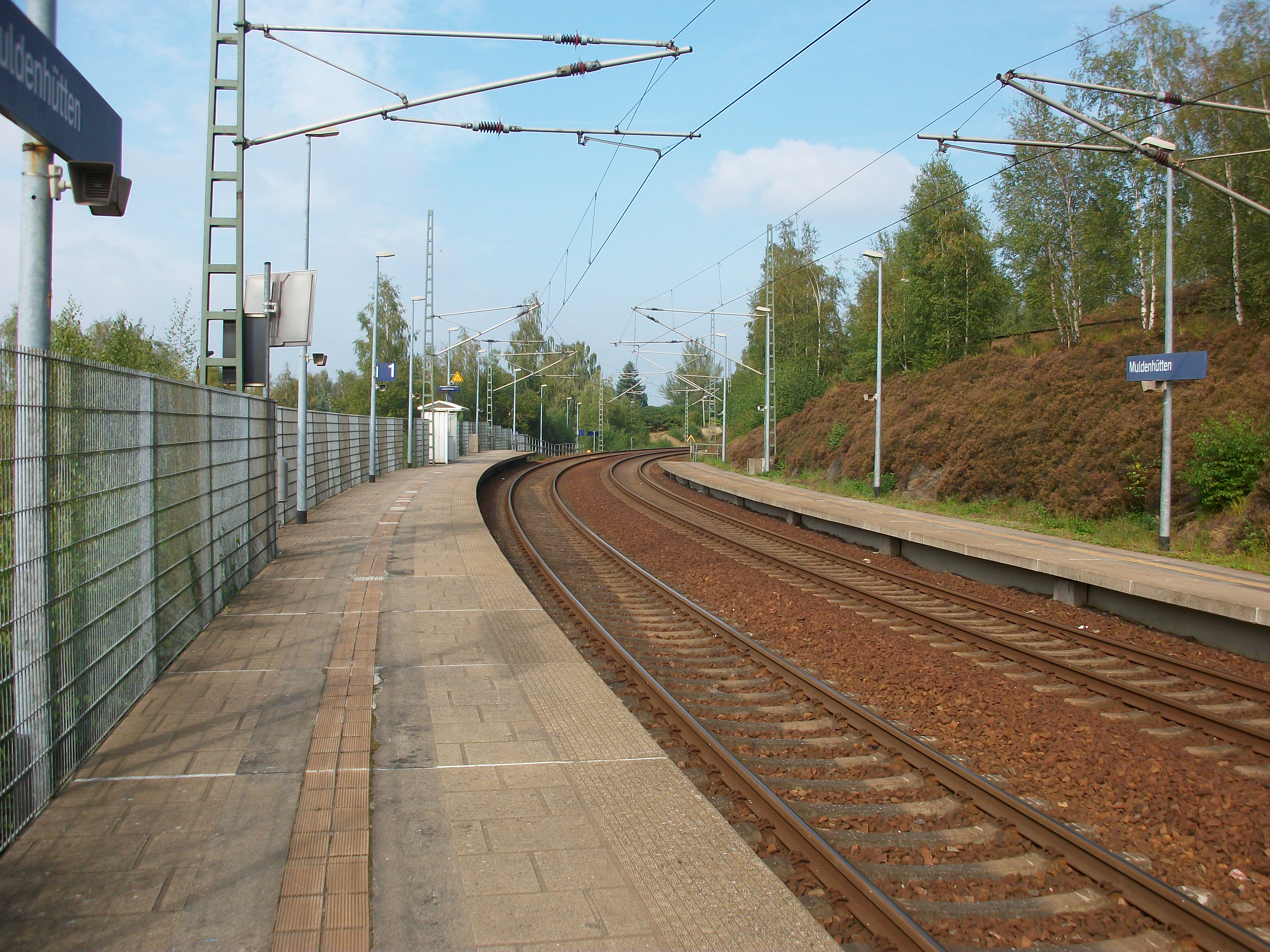
Haltepunkt Muldenhütten (2016)

Die Haltestelle Muldenhütten wurde am 8. Dezember 1861 als Haltestelle eröffnet. Seit 1905 ist die Station ein Bahnhof. Im Jahr 2002 wurde die Station zum Haltepunkt herabgestuft. Seit dem 9. Dezember 2007 ist die Station ein Halt der S-Bahn Dresden. In direkter Nachbarschaft befindet sich das Industriegebiet Muldenhütten, der älteste, noch in Betrieb befindliche Hüttenstandort in Deutschland. Das im Jahr 2004 noch existente Empfangsgebäude wurde inzwischen abgerissen.
Freiberg (Sachs) ⊙

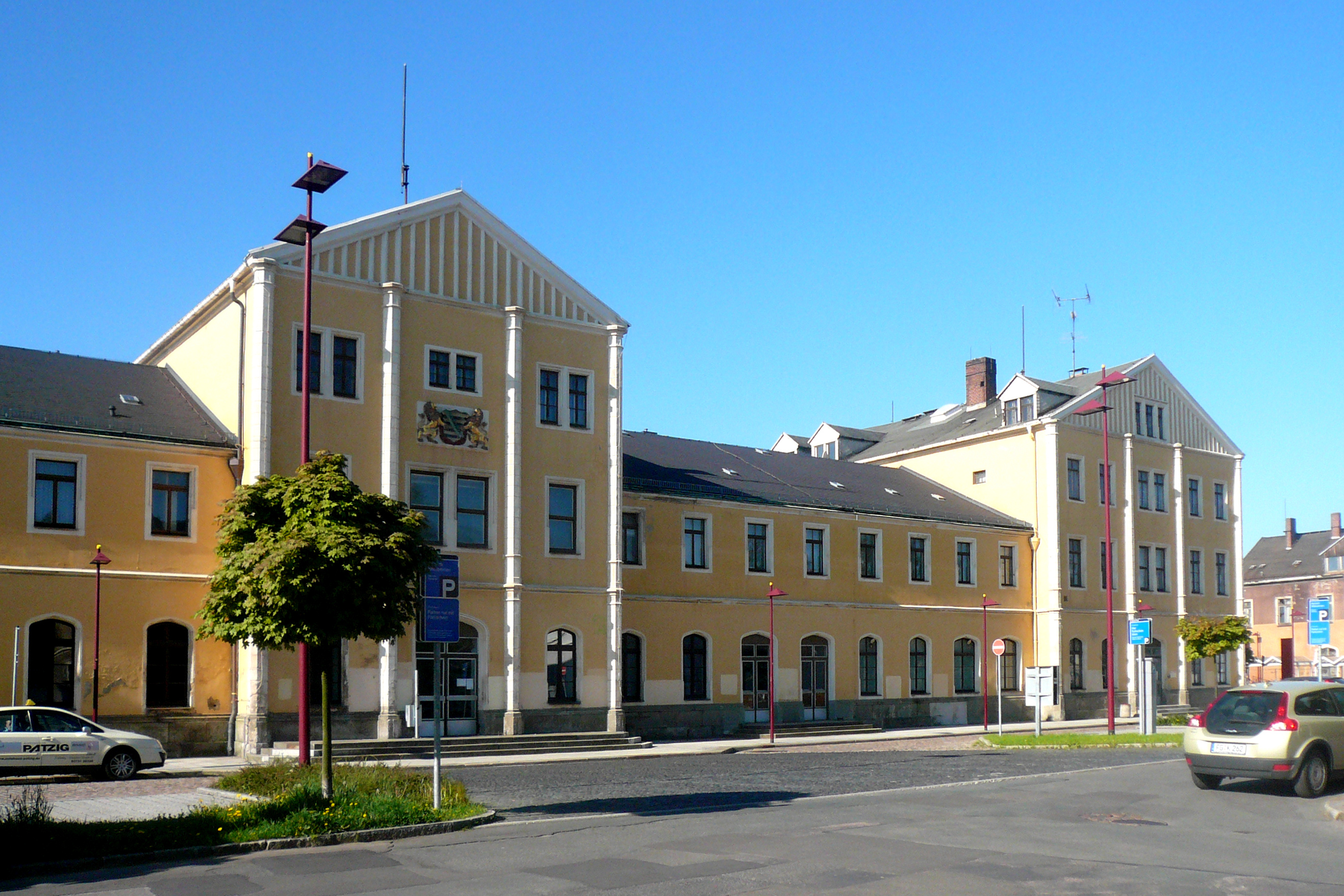
Bahnhof Freiberg (Sachs)

Der Bahnhof Freiberg wurde am 11. August 1862 zunächst als Endpunkt der Strecke von Dresden eröffnet, die 1869 bis Chemnitz fortgeführt wurde. Mit dem Bau der Strecke Nossen–Moldau (1873/1885) und der Stichbahn nach Halsbrücke sowie der von der Strecke nach Moldau außerhalb von Freiberg abzweigenden Strecken nach Langenau und nach Großhartmannsdorf (1890) wurde Freiberg zu einem der bedeutendsten Eisenbahnknotenpunkte in Sachsen.
Kleinschirma ⊙

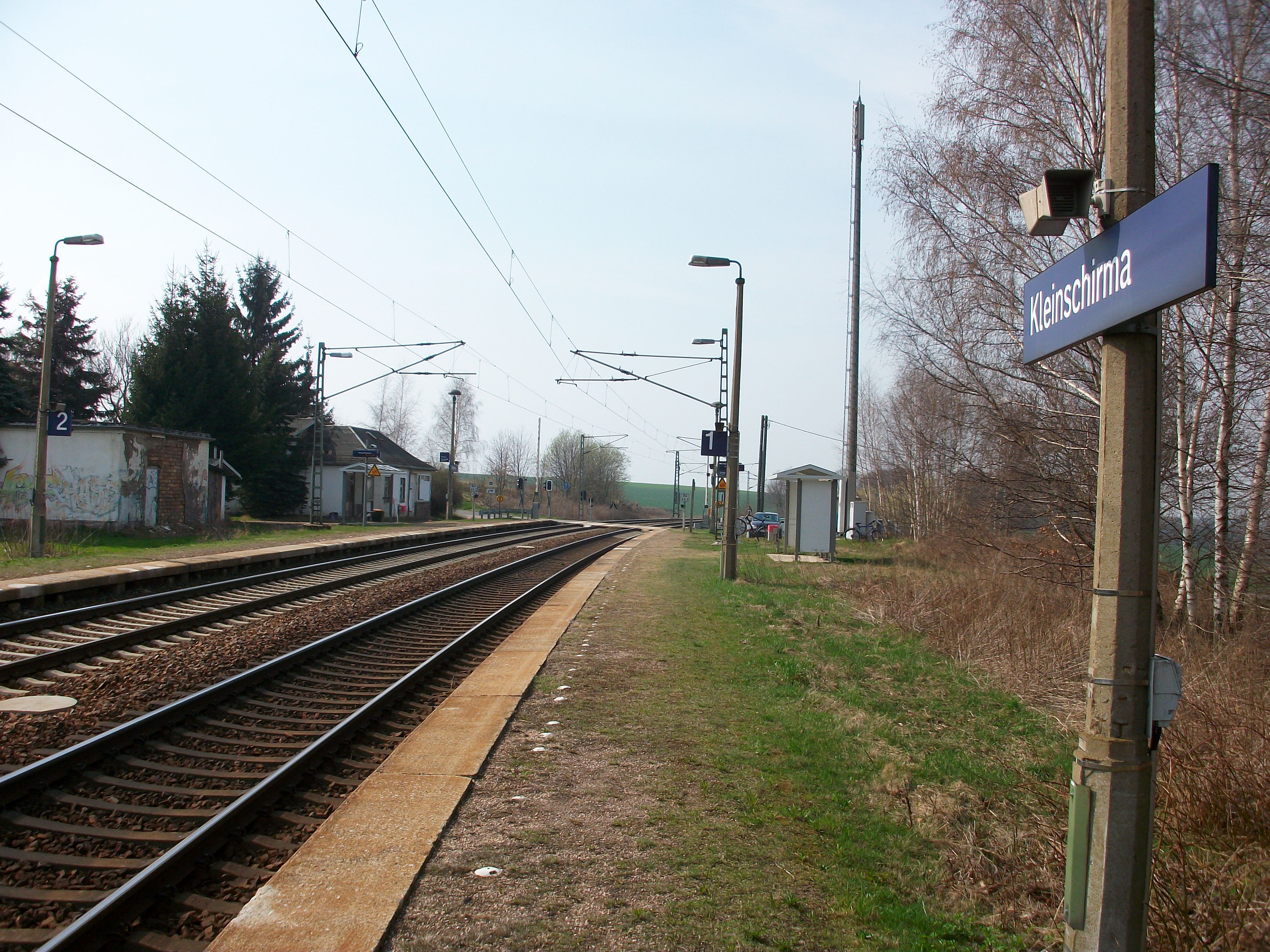
Haltepunkt Kleinschirma (2016)

Der Haltepunkt Kleinschirma wurde am  1. März 1869 eingeweiht. Er befindet sich im Südwesten des Ortes in der Nähe der Bundesstraße 173.

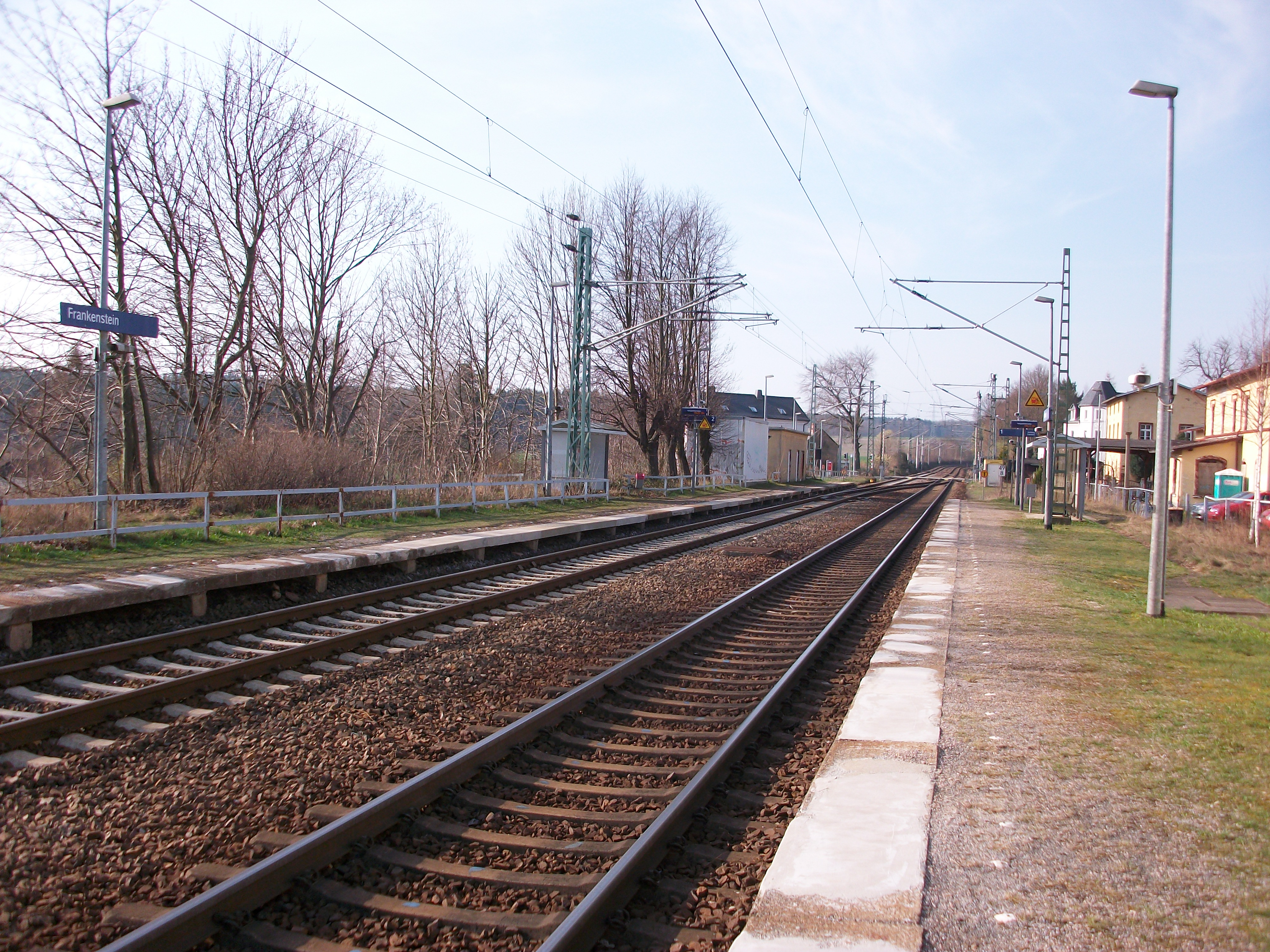
Bahnhof Frankenstein (2016)

Frankenstein (Sachs) ⊙
Die Station trug während ihrer Betriebszeit schon vier unterschiedliche Namen, im Einzelnen waren dies:
- bis 30. April 1903: Frankenstein
- bis 30. Juni 1911: Frankenstein in Sachsen
- bis 21. Dezember 1933: Frankenstein (Sa)
- seit 22. Dezember 1933: Frankenstein (Sachs)

Obwohl die Station auf der Flur von Oberschöna liegt, wurde die Station nach der etwa 750 Meter entfernten Gemeinde Frankenstein benannt. Neben dem etwa einen Kilometer entfernten Oberschöna diente der Bahnhalt auch der etwa zwei Kilometer entfernt gelegenen Ortschaft Wegefarth. Zunächst war Frankenstein nur eine Haltestelle, erst am 1. Mai 1905 wurde die Station zum Bahnhof erhoben. Zunächst auf freien Feld gelegen – hier kreuzte anfangs nur die Landstraße Oberschöna–Frankenstein die Strecke – siedelten sich mehrere Gewerbetreibende in unmittelbarer Bahnhofsnähe an. Auch entstanden mehrere Bahnwohnhäuser nahe dem Bahnhof.
Außer einem den sächsischen Typenbaugrundsätzen entsprechenden Empfangsgebäude wurde ein Güterschuppen gebaut. Für den Güterverkehr stand außerdem eine Ladestraße und eine Seitenladerampe zur Verfügung, des Weiteren zweigte innerhalb des Bahnhofs ein Anschlussgleis ab. Die Gleisanlagen wurden mittlerweile bis auf die beiden Hauptgleise und eine Weichenverbindung entfernt. Anstelle des niveaugleichen Übergangs erfolgt der Zugang zum zweiten Außenbahnsteig heute über den Bahnübergang.
Oederan ⊙

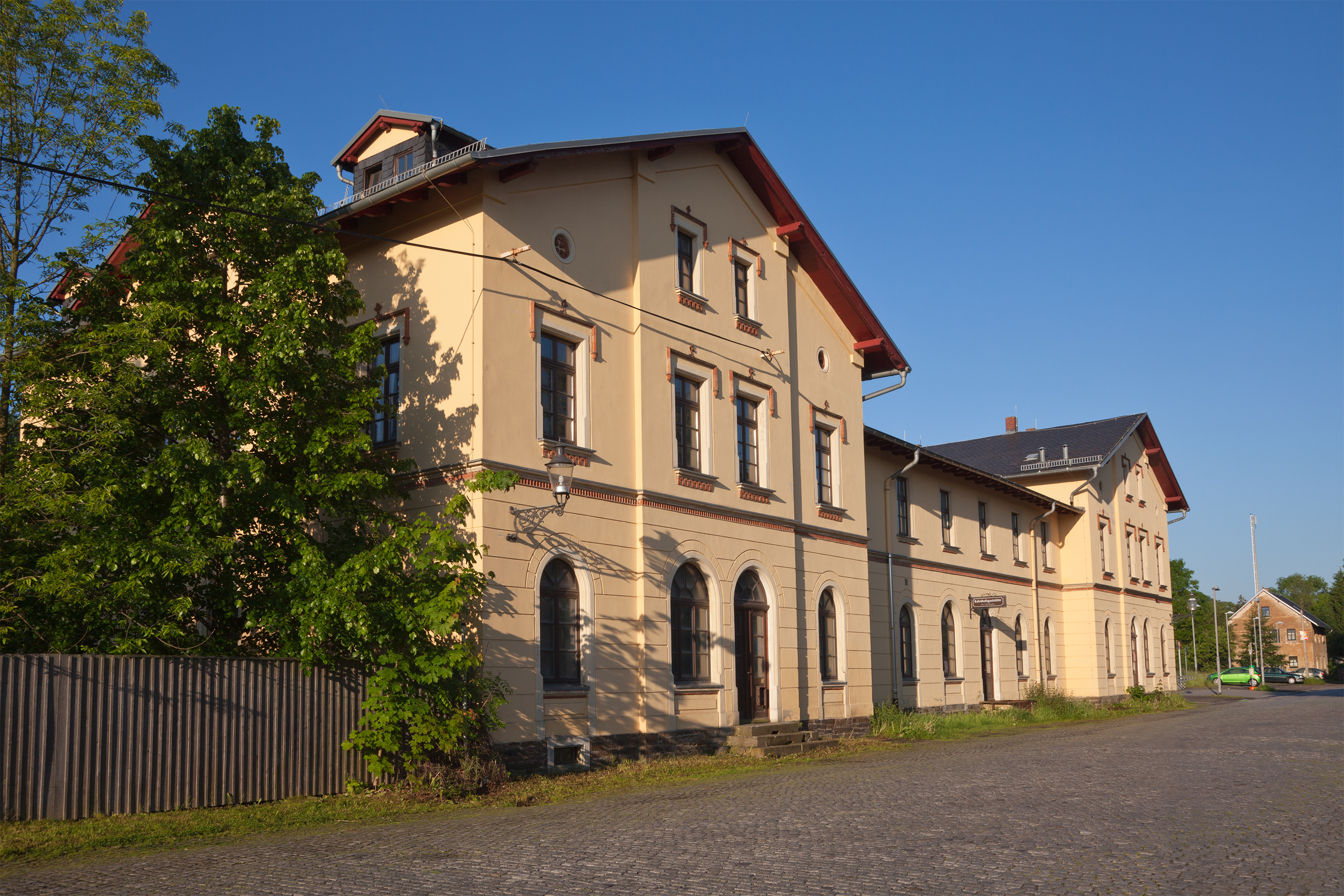
Bahnhof Oederan

Der Bahnhof Oederan wurde am 1. März 1869 eröffnet. Zwischen 1905 und 1930 trug er den Namen „Öderan“. Außer der Neuanlage eines dritten Streckengleises wurden die einst umfangreichen Bahnhofsanlagen bei der Streckenmodernisierung 2003/04 zurückgebaut und der Bahnsteig in versetzter Lage wieder errichtet. Bis 2014 war Oederan auch Halt des Franken-Sachsen-Express.

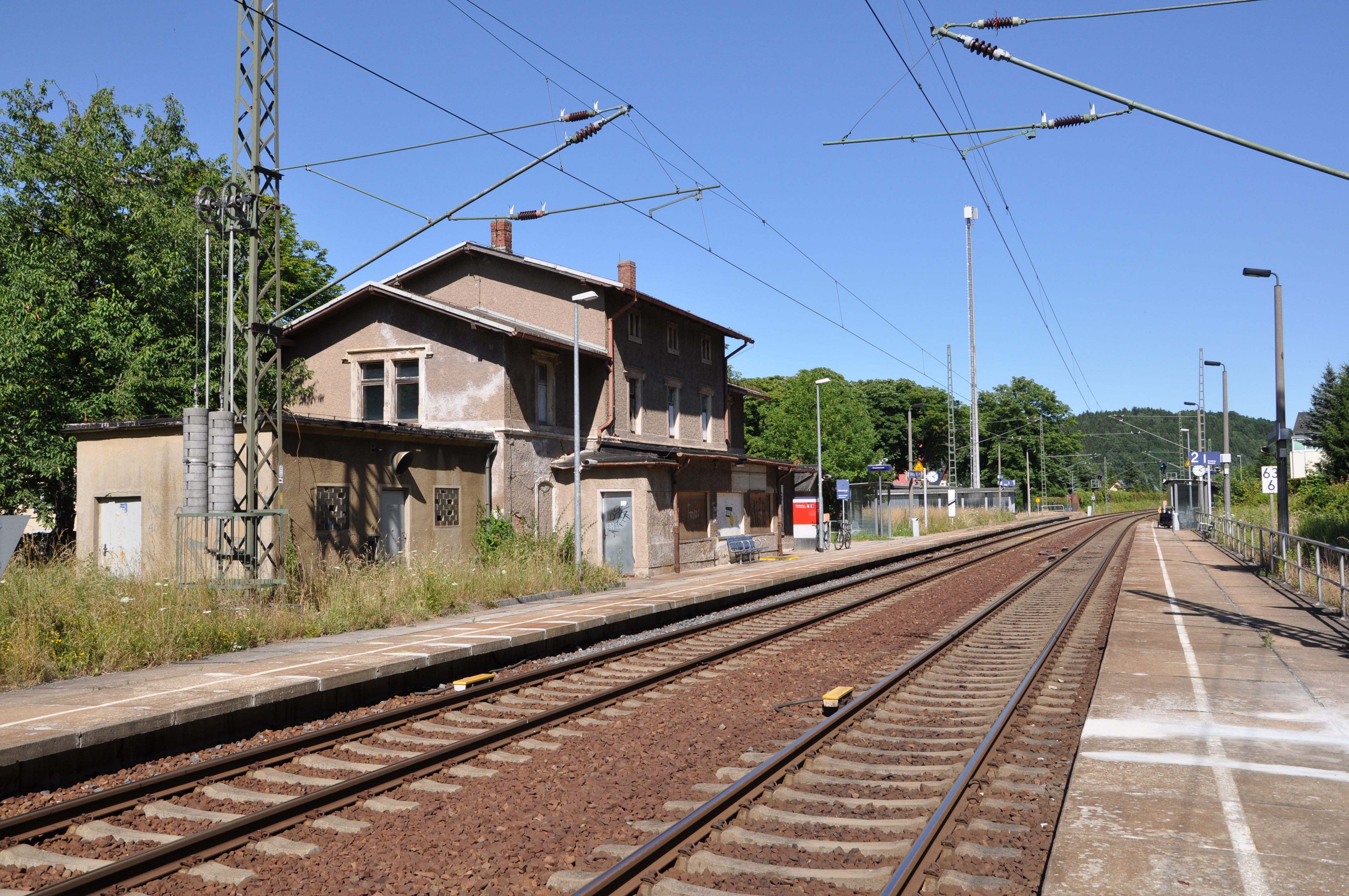
Haltepunkt Falkenau (Sachs) Süd

Falkenau (Sachs) Süd ⊙
Der Haltepunkt Falkenau (Sachs) Süd wurde am 1. März 1869 als „Bahnhof Falkenau“ eröffnet. Er trug folgende Namen:
- bis 1911: Falkenau
- bis 1933: Falkenau (Sa)
- bis 1966: Falkenau (Sachs)

Wie der heutige Name verrät, befindet sich der Haltepunkt im Süden des heute zu Flöha gehörigen Ortsteils. Der 1928 eröffnete Haltepunkt Falkenau (Sachs) Hp liegt an der Bahnstrecke Reitzenhain–Flöha und befindet sich am Nordostrand von Falkenau.
Flöha ⊙

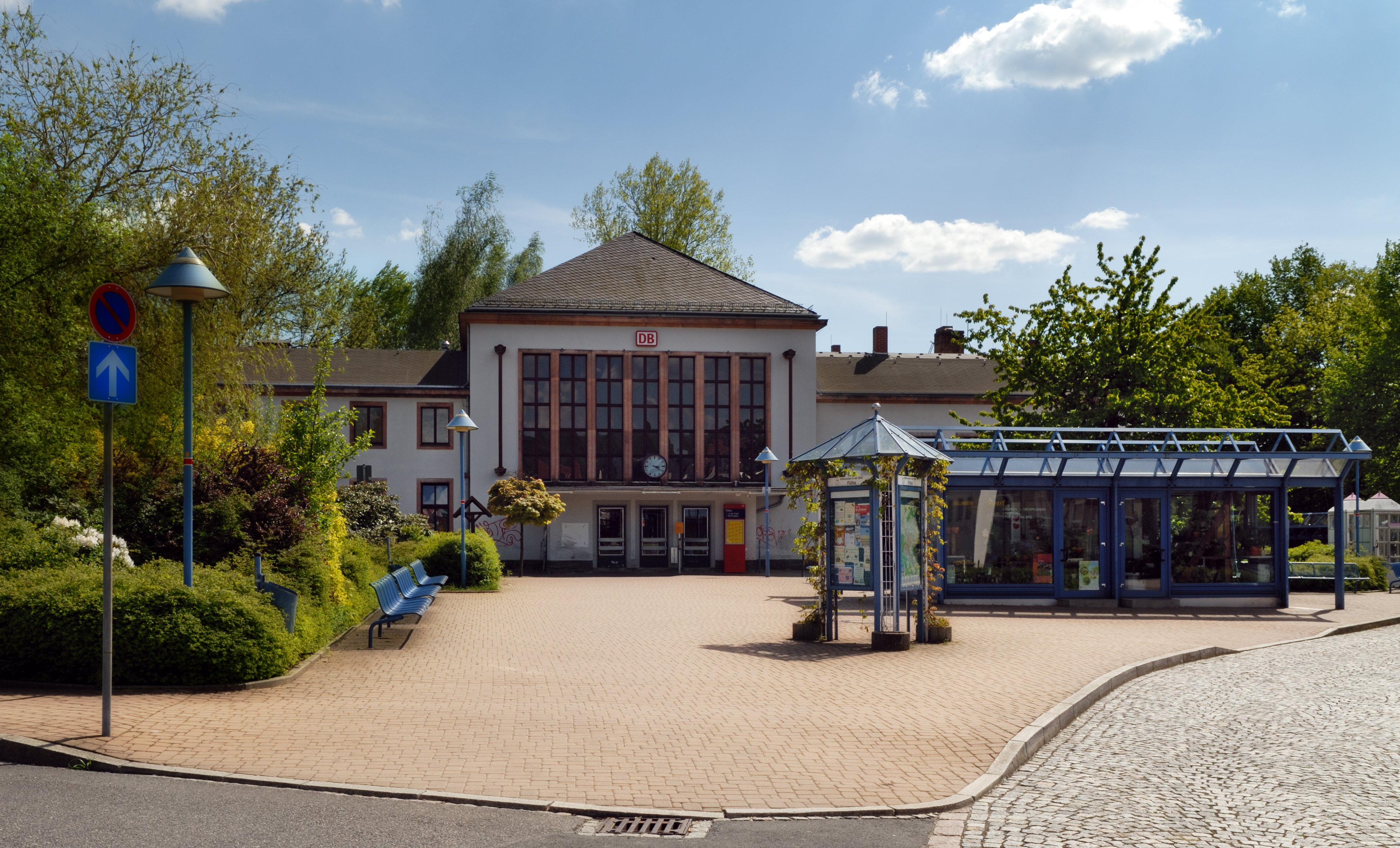
Empfangsgebäude des Bahnhof Flöha, 2008

Zunächst war der Bahnhof Flöha nur ein Durchgangsbahnhof an der 1866 eröffneten Bahnstrecke Chemnitz–Annaberg. Beim Bahnbau des Abschnittes Freiberg–Flöha entstand nordöstlich des vorhandenen Bahnhofs ein neuer Bahnhofsteil. Das Empfangsgebäude befand sich seitdem in Keillage. Mit dem Bau der 1875 eröffneten Bahnstrecke Reitzenhain–Flöha entstand weiter nordöstlich davon der Bahnhof der Chemnitz-Komotauer Eisenbahngesellschaft. Diese errichtete auch ein Heizhaus. Zusammen mit dem Heizhaus der Staatsbahn entwickelte sich später eine Lokomotiveinsatzstelle, die von 1946 bis 1950 ein selbstständiges Bahnbetriebswerk war. Neben Kurzleistungen auf den von Flöha ausgehenden Strecken gehörte auch der Schiebedienst auf der Rampe Richtung Freiberg zu den Aufgaben der hier stationierten Lokomotiven.
In den 1930er Jahren entstand bei einem großen Bahnhofsumbau das heutige repräsentative Empfangsgebäude in Seitenlage.
Obwohl die Bahnhofsanlagen mittlerweile stark zurückgebaut wurden, sind immer noch sechs Bahnsteiggleise vorhanden. Die jeweils äußeren Bahnsteiggleise 1 und 6 sind nicht elektrifiziert und werden regelmäßig nur von den Zügen der Erzgebirgsbahn von und nach Olbernhau sowie Annaberg-Buchholz bzw. Cranzahl befahren.
Niederwiesa ⊙

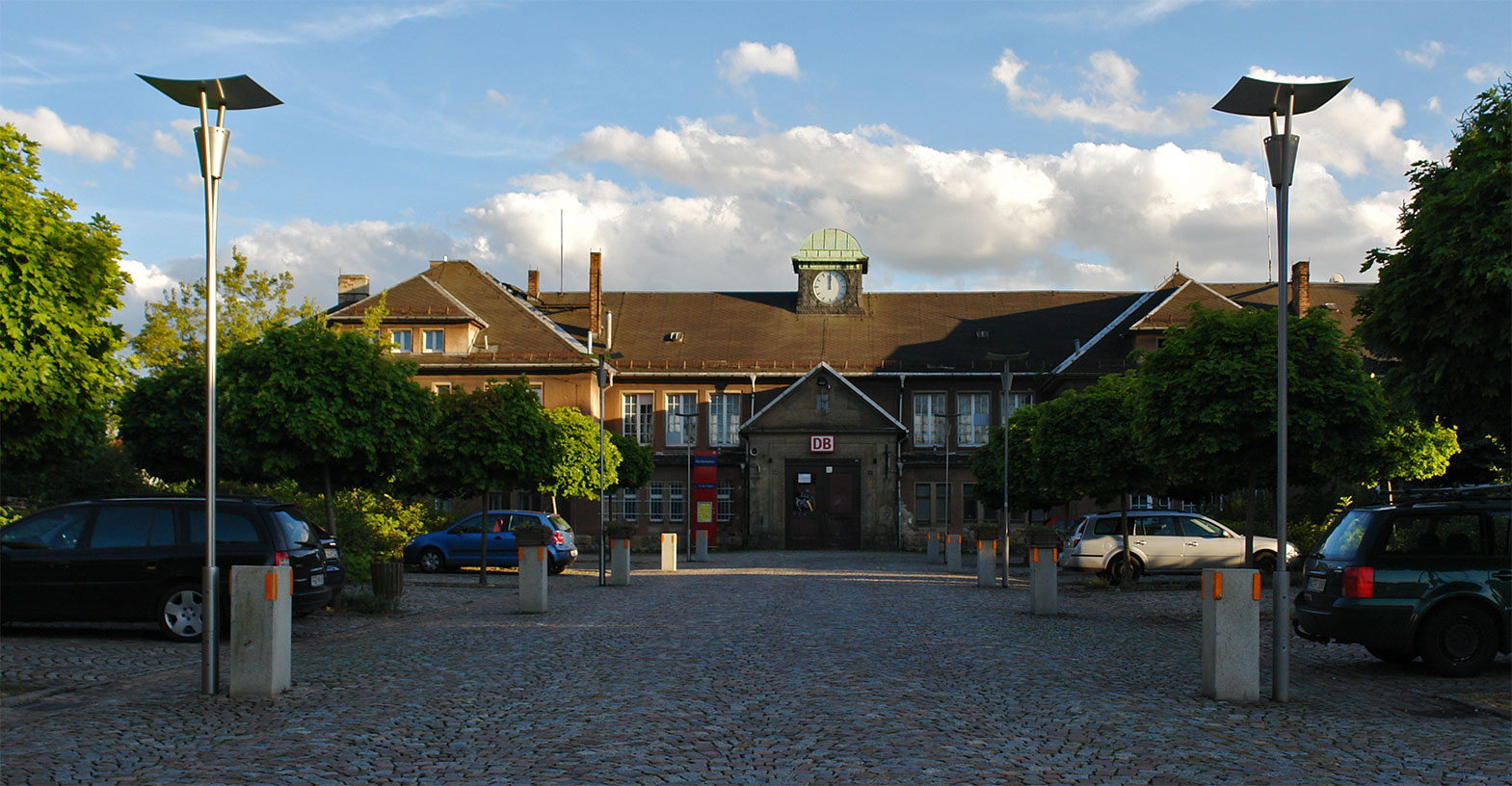
Bahnhof Niederwiesa

Der Bahnhof Niederwiesa wurde am 14. Mai 1866 eröffnet. Seit 1869 war er der Endpunkt der Bahnstrecke Roßwein–Niederwiesa. Seit 1998 verkehren auf dieser Strecke die Züge nur noch bis Hainichen. Seit der Modernisierung dieser Strecke ist sie Teil des Chemnitzer Modells und wird von der City-Bahn Chemnitz bedient.
Chemnitz-Hilbersdorf Hp ⊙
Chemnitz-Hilbersdorf wurde am 15. August 1893 zunächst als Haltepunkt eröffnet. Bereits nach kurzer Zeit wurde die Station Haltestelle. Diese wurde mit dem Bau des Rangierbahnhofs zum Bahnhof aufgewertet. Zugleich wurde die Station an den heutigen Standort zwischen Chemnitz-Hilbersdorf und Ebersdorf verlegt. Heute ist die Station nur noch Haltepunkt.
Chemnitz-Hilbersdorf ⊙
Der dringend notwendige Rangierbahnhof zur Entlastung des Hauptbahnhofs vom Güterverkehr wurde zwischen 1896 und 1902 an der Stelle der ersten Hilbersdorfer Station gebaut. Neben dem als Gefällebahnhof ausgelegten Rangierbahnhof entstanden umfangreiche Lokbehandlungsanlagen, aus denen später das Bahnbetriebswerk Chemnitz-Hilbersdorf hervorging.
Da die Kapazität des Bahnhofs in den 1920er Jahren nicht mehr ausreichte, wurde er Ende der 1920er Jahre modernisiert. Dabei wurde eine moderne Seilablaufanlage eingebaut. Somit war Hilbersdorf nach Dresden-Friedrichstadt der zweitgrößte Rangierbahnhof in der Reichsbahndirektion Dresden.
Nach der Wende 1989/90 brach der Güterverkehr fast vollständig zusammen. Deshalb wurden zunächst große Teile des Bahnhofs aufgegeben und die Station 1996 ganz geschlossen. Im ehemaligen Bahnbetriebswerk ist heute das Sächsische Eisenbahnmuseum untergebracht.
Chemnitz Hbf ⊙
Der heutige Chemnitzer Hauptbahnhof entstand 1852 als Endpunkt der Strecke Riesa–Chemnitz. Mit der Eröffnung der Strecken Chemnitz–Zwickau (1858), Chemnitz–Annaberg (1866), Borna–Chemnitz und Chemnitz–Adorf (1875) wurde er zu einem der wichtigsten sächsischen Eisenbahnknoten. Neben der Geltung im Personenverkehr war der Bahnhof auch im Güterverkehr lange wichtig, bis Ende der 1870er Jahre war die Station sogar die einzige in ganz Chemnitz mit Güterverkehr. Seit den 1990er Jahren hat die Bedeutung durch den allgemeinen Verkehrsrückgang, Fernverkehrsverlust und einige Streckenstilllegungen stark abgenommen. Güterverkehr findet nicht mehr statt. Das große Bahnbetriebswerk Chemnitz Hbf, das später mit dem Bahnbetriebswerk Chemnitz-Hilbersdorf zusammengeschlossen wurde, existiert mit Stand 2006 noch als Betriebshof Chemnitz. Im östlichen Gleisvorfeld besteht eine Gleisverbindung ins Netz der Straßenbahn Chemnitz, die im Zuge der sukzessiven Umsetzung des Chemnitzer Modells errichtet wurde und den Übergang der von Niederwiesa kommenden Züge der Linie C15 ins Straßenbahnnetz ermöglicht. Diese Züge dienen im Hauptbahnhof die Bahnsteige 3 und 4 an. Die durchgehenden Streckengleise der Bahnstrecke Dresden–Werdau dienen die Bahnsteige 11 und 12 an.

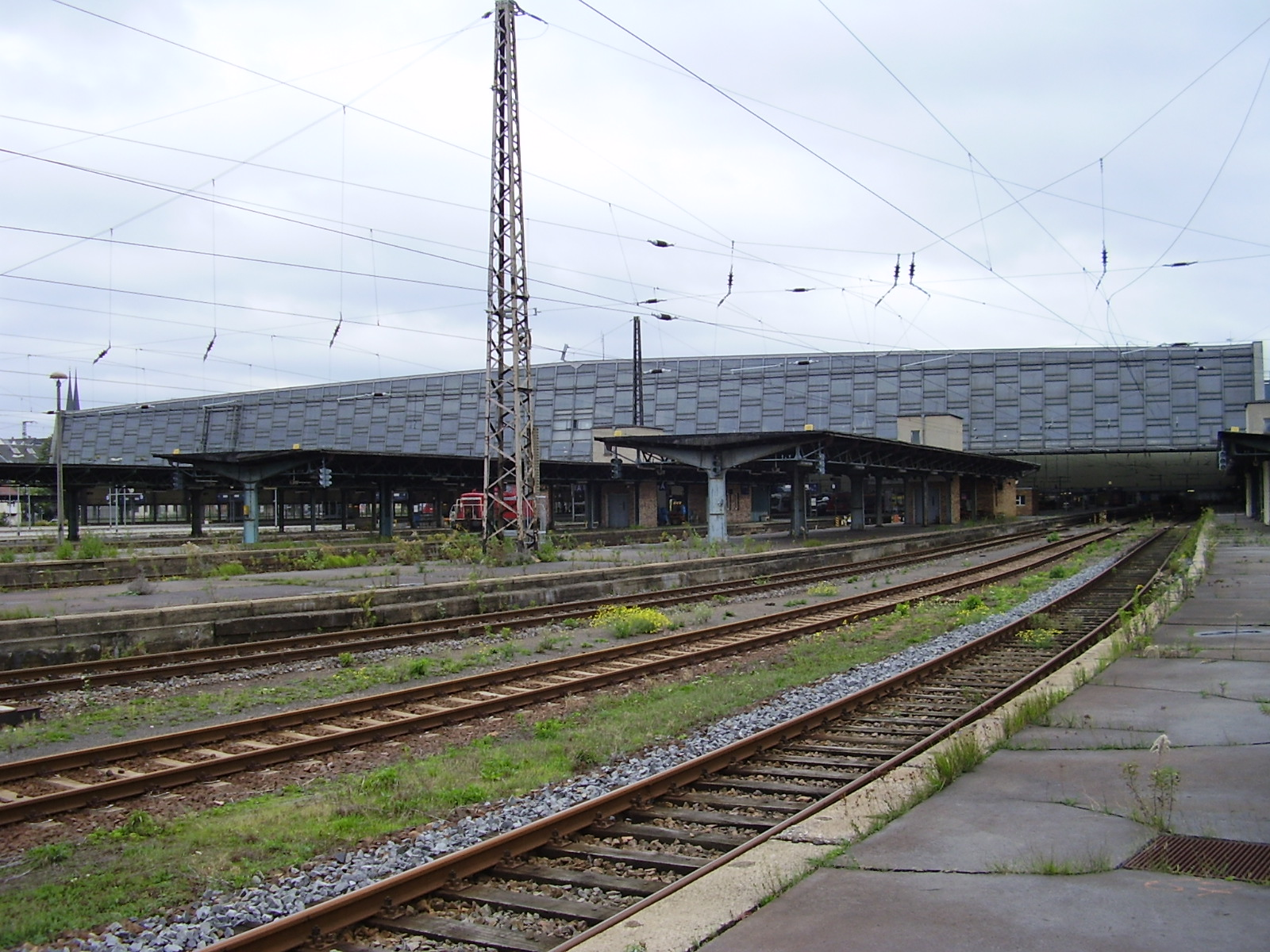
Halle des Hauptbahnhofs Karl-Marx-Stadt von 1976
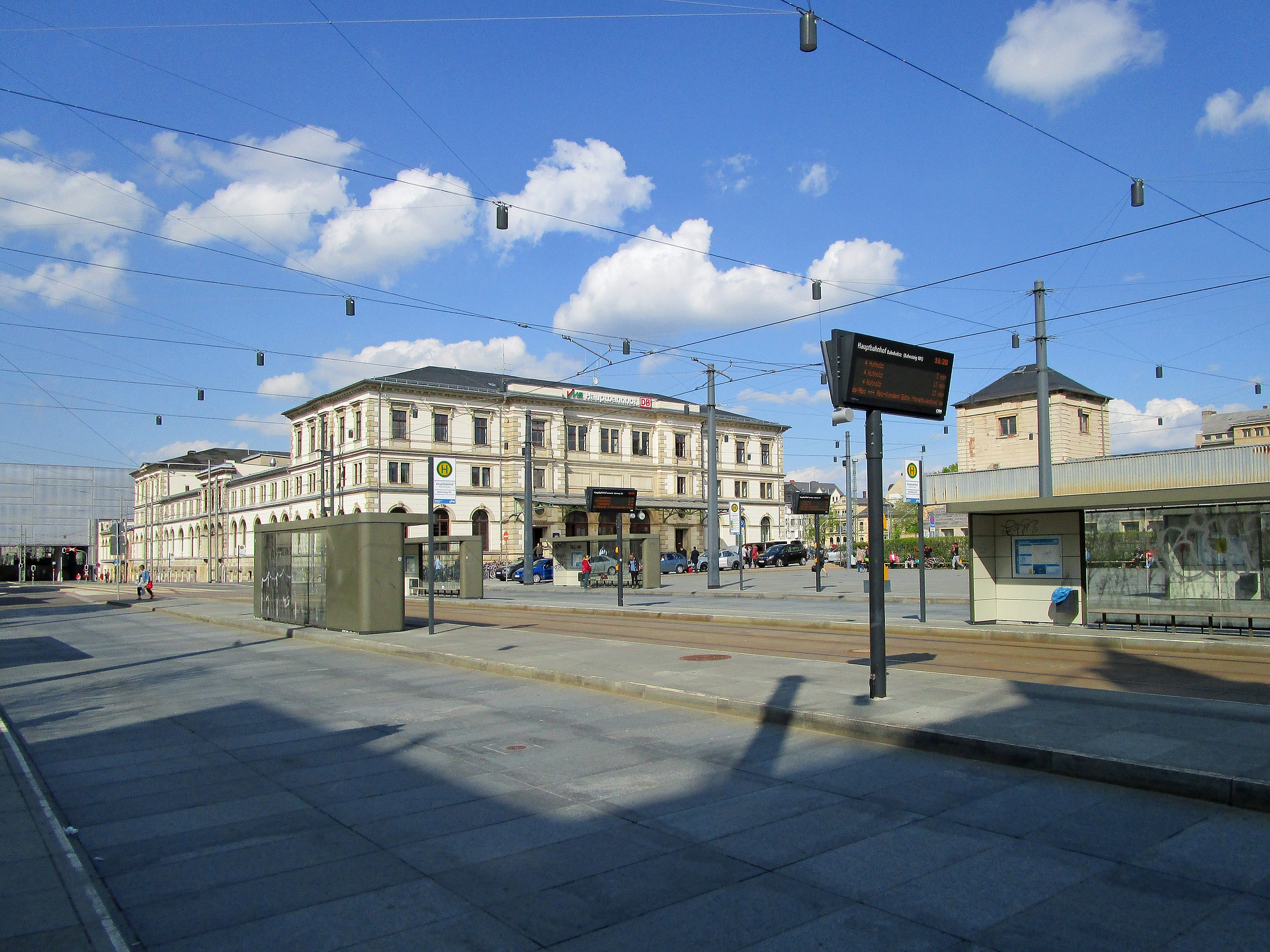
Empfangsgebäude und Vorplatz des Chemnitzer Hauptbahnhofes (2015)

Chemnitz Süd ⊙

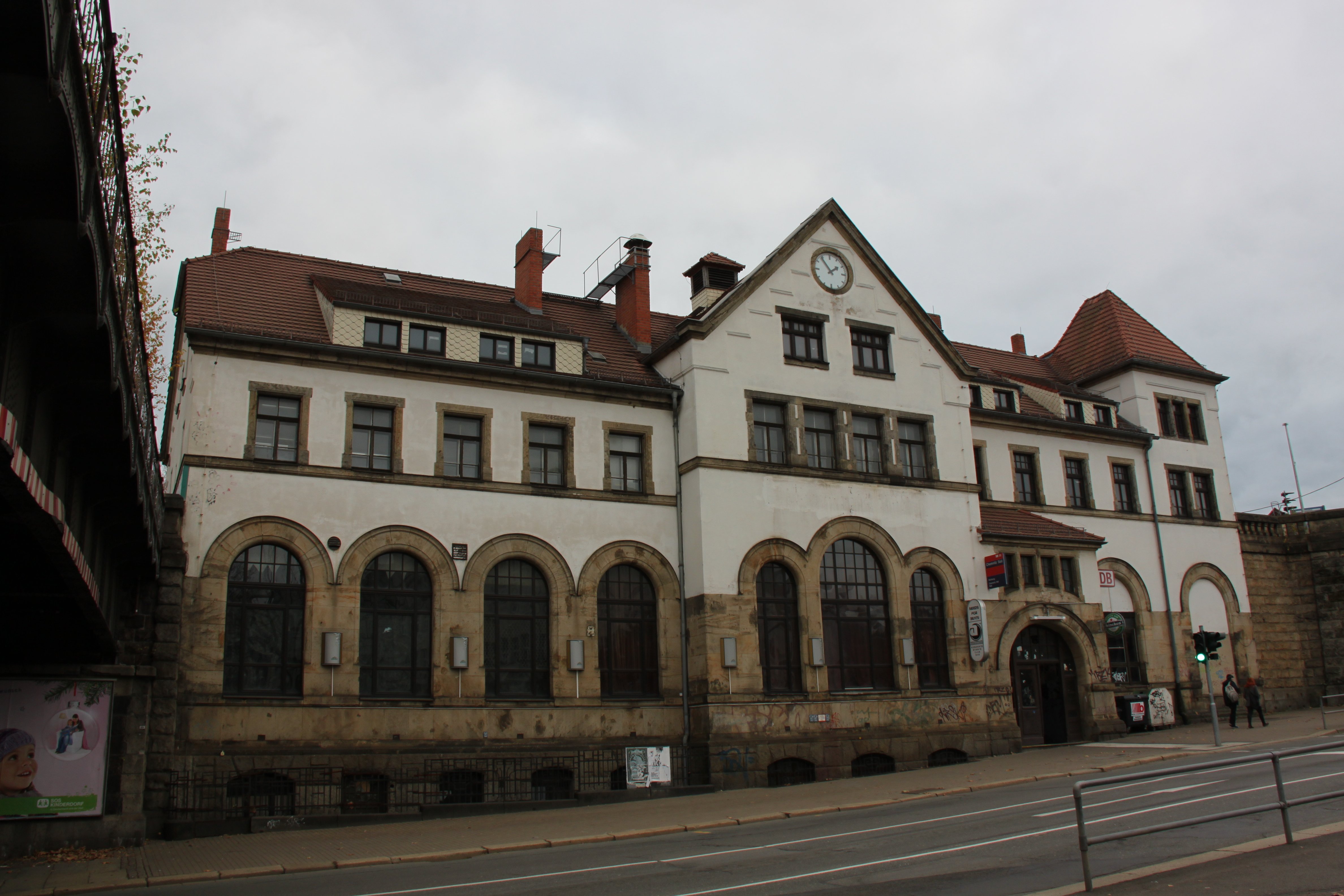
Bahnhof Chemnitz Süd, Empfangsgebäude

Der spätere Bahnhof Chemnitz Süd entstand 1875, als die Chemnitz-Aue-Adorfer Eisenbahn-Gesellschaft für ihre Bahnstrecke Chemnitz–Adorf einen eigenen Bahnhof einrichtete, da sie die Strecke nicht bis zum Hauptbahnhof führen sollte. Die Gesellschaft wurde bereits ein Jahr später verstaatlicht und die Züge danach bis zum Hauptbahnhof durchgebunden. Mit der Strecke Zwönitz–Chemnitz kam 1895 eine weitere Bahnstrecke hinzu. Der heutige Bahnhof entstand in den 1900er Jahren bei der Trassenhöher-/tieferlegung. Erstmals hielten nun auch die Züge der Relation Dresden–Werdau, zuvor war an dieser Strecke kein Bahnsteig vorhanden.
Insbesondere im Güterverkehr hatte Chemnitz Süd früher Bedeutung, zeitweise war der große Güterbahnhofsteil als eigene Betriebsstelle ausgegliedert. Am 30. Mai 1965 erfolgte die Eröffnung des elektrifizierten Abschnitts zwischen Karl-Marx-Stadt Hilbersdorf und Zwickau der Bahnstrecke Dresden–Werdau, welcher auch die Gleise 1 und 2 des Südbahnhofs betraf. Im Zuge des Chemnitzer Modells wurde der Abschnitt Chemnitz Süd–Altchemnitz der Bahnstrecke Zwönitz–Chemnitz nach Stollberg (betraf Gleise 3 und 4) im Jahr 2002 (Stufe 0) auf die Straßenbahngleise verlegt. In Vorbereitung der Verlegung des Abschnitts Chemnitz Hbf–Chemnitz-Reichenhain der Bahnstrecke Chemnitz–Adorf nach Aue auf eine neue Straßenbahntrasse ab dem 29. Januar 2022 (Stufe 2) wurde im September 2018 der Zugang zu den Gleisen 3 und 4 gesperrt, da diese nunmehr ohne Personenverkehr sind. Somit ist seitdem nur noch der Nordteil des Bahnhofs Chemnitz Süd (Gleise 1 und 2) der Bahnstrecke Dresden–Werdau in Betrieb. Dieser wurde im Rahmen des „Bauprojekts Chemnitzer Bahnbogen“ ab 2020 barrierefrei umgebaut. Damit einher ging der Abriss der historischen Bahnüberführung Reichenhainer Straße (Bahnstrecke Dresden–Werdau) und der Ersatz durch einen Neubau. Ebenfalls abgerissen wurde die darauf befindliche Bahnsteigüberdachung. Der provisorische Zugang erfolgt seit dem 22. März 2021 über die „Südbahnstraße“. Um einen barrierefreien Zugang zu gewährleisten, erhält die Station bis Frühjahr 2022 neben einer Treppe (unter Erhaltung des historischen Eingangs) auch einen Aufzug.
Chemnitz Mitte ⊙

Der heutige Haltepunkt Chemnitz Mitte wurde als Nicolaivorstadt am 9. Januar 1860 eröffnet, auch wenn mehrere Quellen dies bereits mit der Inbetriebnahme der Eisenbahnstrecke von Chemnitz nach Zwickau am 15. November 1858 in Verbindung bringen. Er wurde nach der damaligen Chemnitzer Nikolaivorstadt benannt und befand sich ursprünglich östlich der damals noch höhengleichen Kreuzung mit der Stollberger Straße in unmittelbarer Nähe der Nikolaikirche.

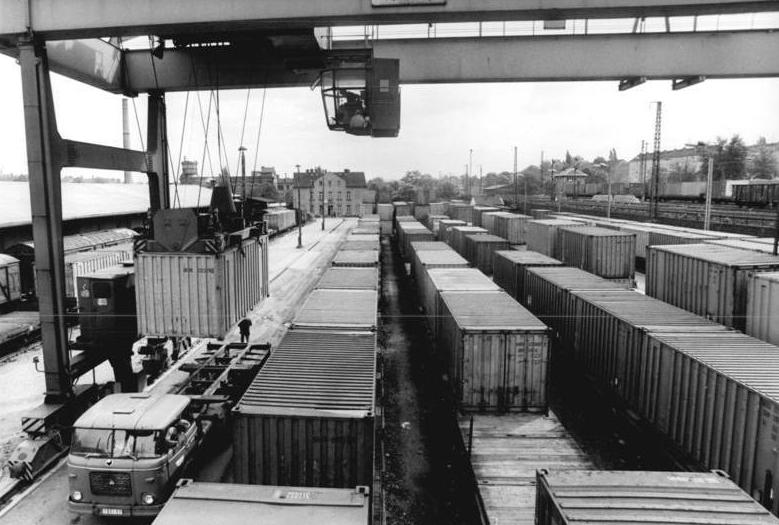
Containerbahnhof Karl-Marx-Stadt-Kappel, 1982

Die Station trug während ihrer Betriebszeit mehrere unterschiedliche Namen:
- bis 30. April 1904: Nicolaivorstadt
- bis 30. April 1905: Chemnitz Nicolaibf
- bis 9. Mai 1953: Chemnitz Nicolaivorstadt
- bis 29. Mai 1990: Karl-Marx-Stadt Mitte
- seit 30. Mai 1990: Chemnitz Mitte

Im „Kursbuch der Deutschen Reichs-Postverwaltung“ vom Juli 1880 ist die Haltestelle als St. Nicolai vermerkt, ebenso in einem Stadtplan von 1897.
Die Station diente und dient ausschließlich dem Personenverkehr. Mit einer Petition wurde bereits 1864 – wenn auch vergeblich – der Wunsch geäußert, die Haltestelle Nicolaivorstadt zu einem zweiten Güter- und Kohlenbahnhof für die zahlreichen im Westen und Südwesten der Stadt Chemnitz bereits vorhandenen bzw. in Gründung befindlichen Fabriken auszubauen. Letztendlich wurde der erforderliche Güterbahnhof 1880 knapp einen Kilometer weiter westlich in der damals noch selbstständigen Gemeinde Kappel eingerichtet.
Das ursprüngliche Empfangsgebäude von 1860 wurde 1880 um eine Wartehalle ergänzt. Beide wurden 1906 abgerissen, als man beim Umbau der Chemnitzer Eisenbahnanlagen zwischen 1903 und 1909 die Strecke in diesem Abschnitt höherlegte. Bei dieser Gelegenheit wurde der Haltepunkt einige Meter Richtung Westen an die Ecke Reichsstraße/Neefestraße verlegt und im September 1906 in Betrieb genommen. Das Empfangsgebäude von 1906 steht unter Denkmalschutz, wird jedoch nicht mehr für den Eisenbahnbetrieb genutzt. Im Zuge des noch bis 2022 andauernden Ausbaus des „Chemnitzer Bahnbogens“ wird der Haltepunkt Chemnitz Mitte wieder an seinen ursprünglichen Standort östlich der Stollberger Straße verlegt. Seit 22. März 2021 wird mit einem Gleis und einer Bahnsteigkante bereits der neue, verlegte Haltepunkt mit Zugang von der Stollberger Straße genutzt. Das Bahnsteigdach am alten Standort wurde am 11. April 2021 abgerissen.

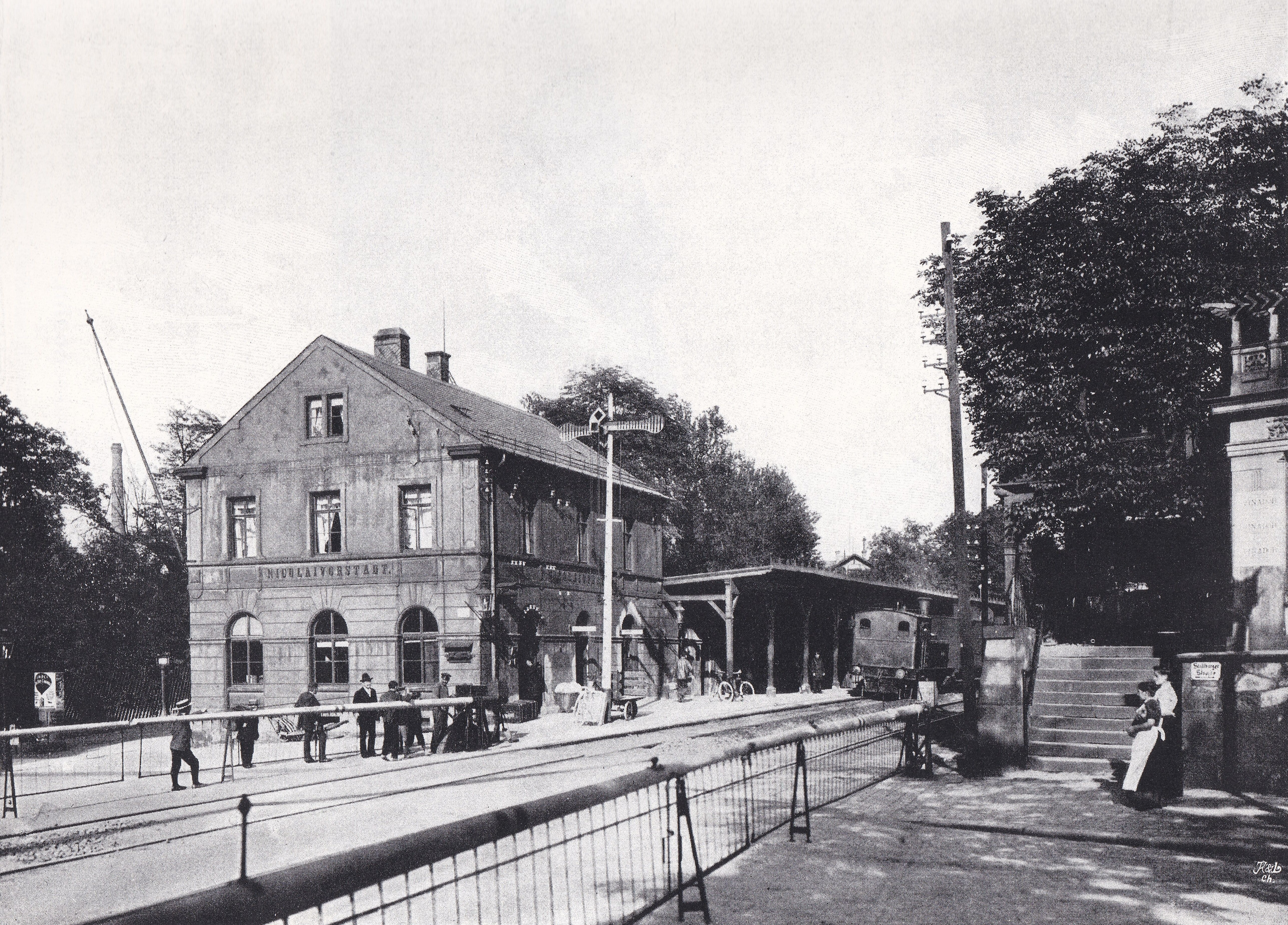
Haltestelle Nicolaivorstadt (um 1900), damals noch am Bahnübergang über die Stollberger Straße
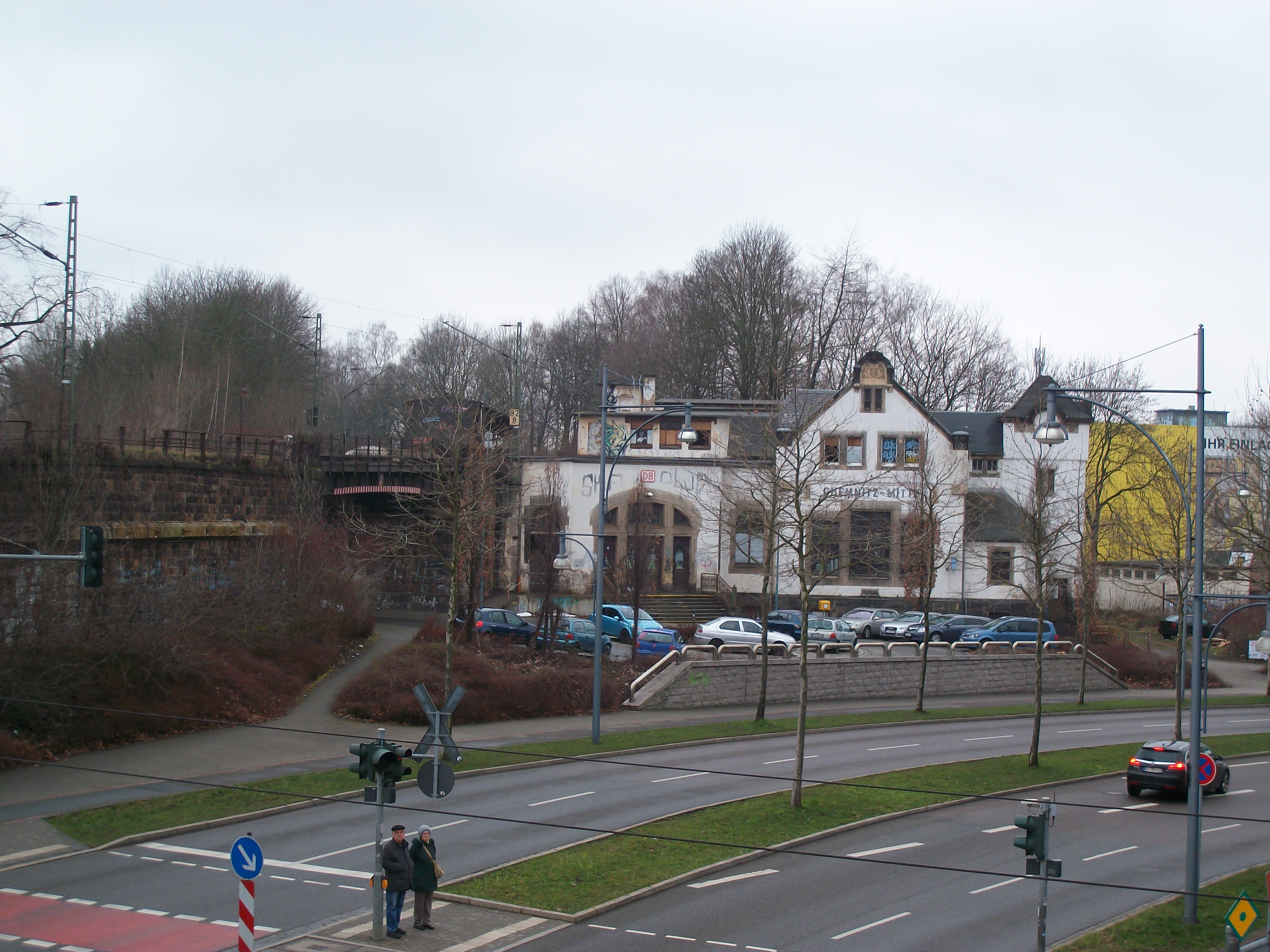
1906 in Betrieb genommenes Empfangsgebäude des Haltepunkts Chemnitz Mitte, davor die Reichsstraße (2016)
2021 abgerissener Mittelbahnsteig, Blick Richtung Werdau (2013)
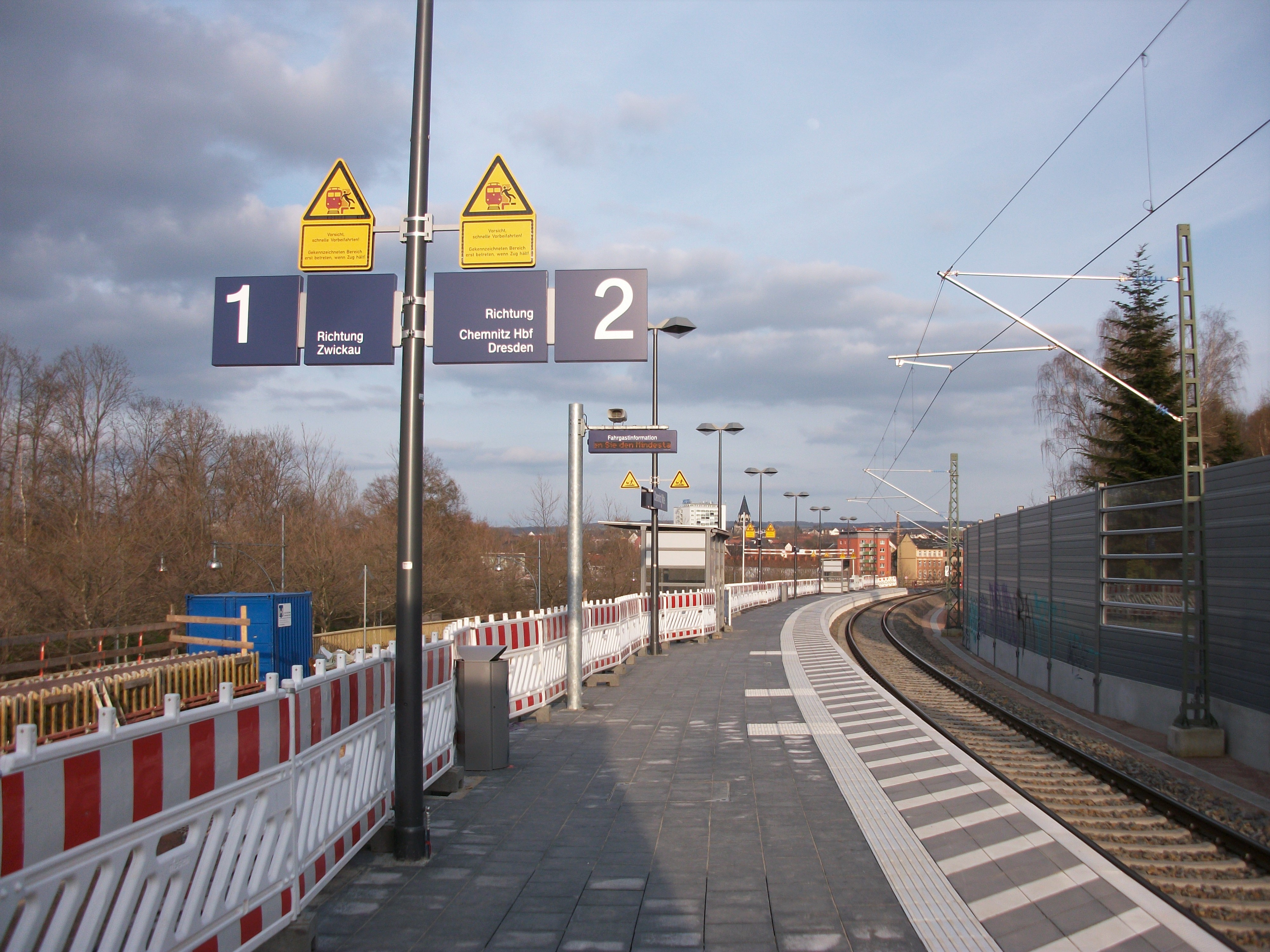
Haltepunkt Chemnitz Mitte am neuen Standort (2021 eröffnet)

Chemnitz-Kappel ⊙

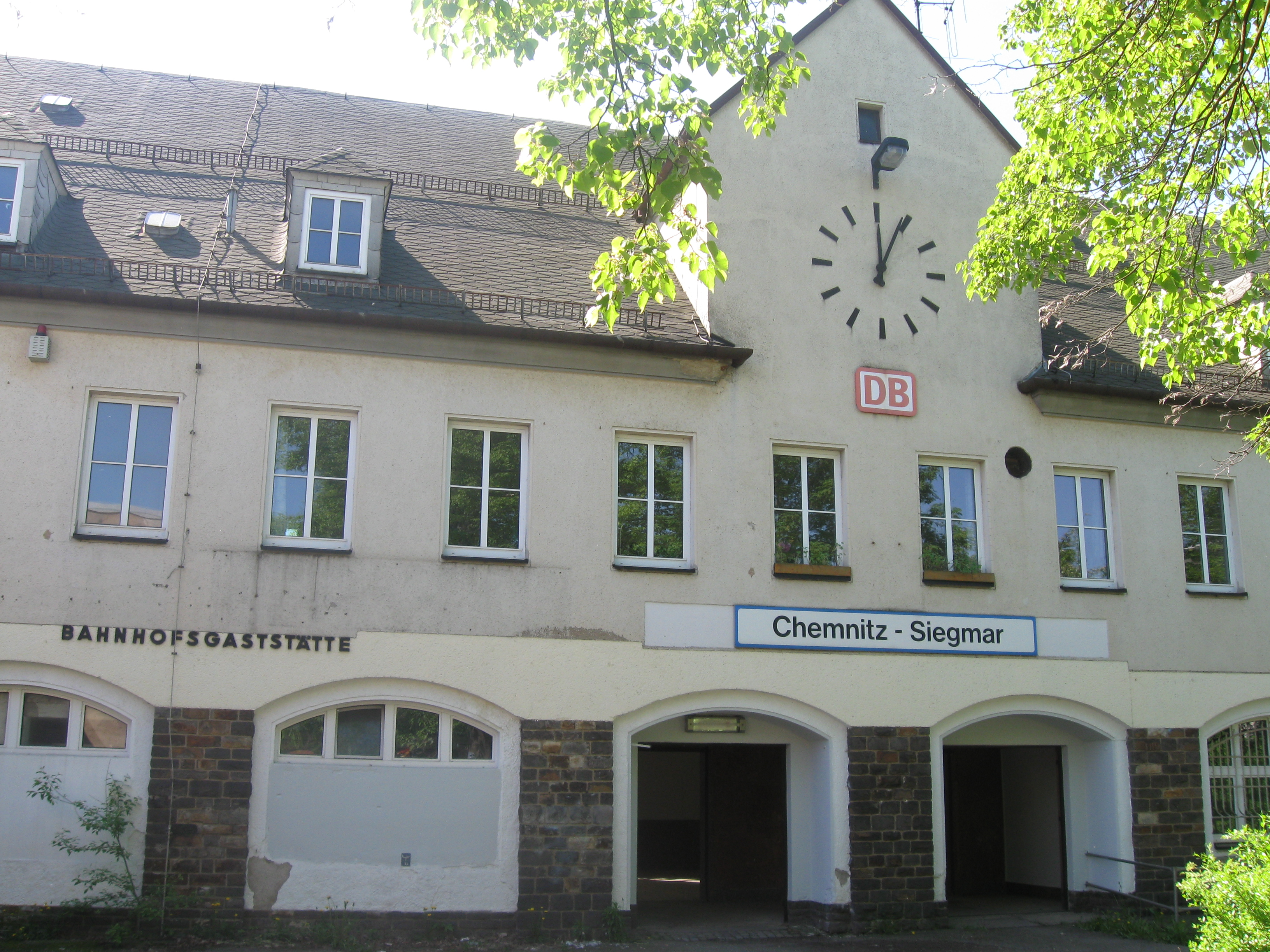
Bahnhof Chemnitz-Siegmar

Der Bahnhof trug während seiner Betriebszeit schon fünf unterschiedliche Namen, im Einzelnen waren dies:
- bis 31. Juli 1882: Chemnitz Kohlenbf
- bis 30. April 1904: Kappel i Sachsen
- bis 30. Juni 1911: Chemnitz-Kappel (Güterbf)
- bis 9. Mai 1953: Chemnitz-Kappel
- bis 29. Mai 1990: Karl-Marx-Stadt-Kappel
- seit 30. Mai 1990: Chemnitz-Kappel

Als Chemnitz Kohlenbahnhof wurde der ausschließlich dem Güterverkehr dienende Bahnhof 1880 eröffnet. Damit erhielten die zahlreichen Industriebetriebe im Westen der Stadt ihren eigenen Güterbahnhof. Zunächst war ein Ausbau der Haltestelle Nicolaivorstadt vorgesehen, da das benötigte Bauland in Kappel wesentlich günstiger war, wurde die Station dort errichtet.
Ende der 1960er Jahre wurde Chemnitz-Kappel für den Containerumschlag umgebaut. Die Containerverladeanlage ging im Dezember 1968 als eigene Betriebsstelle in Betrieb. 1999 wurde der Bahnhof schließlich aufgelassen. Danach sind sämtliche Gleise abgebaut worden, die Fläche liegt ebenso wie beim Hilbersdorfer Bahnhof brach.

Haltepunkt Chemnitz-Schönau

Chemnitz-Schönau ⊙
Der Haltepunkt wurde 1940 vor allem für den Berufsverkehr zu den damaligen Wanderer-Werken und weiteren Industriebetrieben entlang der Strecke errichtet.
Der Haltepunkt trug während seiner Betriebszeit schon vier unterschiedliche Namen, im Einzelnen waren dies:
- ab Eröffnung am 26. November 1940: Wanderer-Werke
- ab 1. November 1950: Chemnitz Wanderer-Werke
- ab 10. Mai 1953: Karl-Marx-Stadt-Schönau
- seit 30. Mai 1990: Chemnitz-Schönau

Die Anlagen bestehen heute aus zwei Seitenbahnsteigen, die über eine Fußgängerbrücke verbunden sind.
Chemnitz-Siegmar ⊙
Der Bahnhof trug während seiner Betriebszeit schon vier unterschiedliche Namen, im Einzelnen waren dies:
- ab Eröffnung 1858: Siegmar
- ab 15. Mai 1936: Siegmar-Schönau
- ab 1. November 1950: Chemnitz-Siegmar
- ab 10. Mai 1953: Karl-Marx-Stadt-Siegmar
- seit 30. Mai 1990: Chemnitz-Siegmar

Obwohl der Bahnhof bereits 1858 eröffnet wurde, erlangte er erst im Zuge der fortlaufenden Industrialisierung Ende des 19. Jahrhunderts an Bedeutung, als zahlreiche Firmen im Bahnhofsumfeld größere Fabriken errichteten.
Grüna (Sachs) ⊙

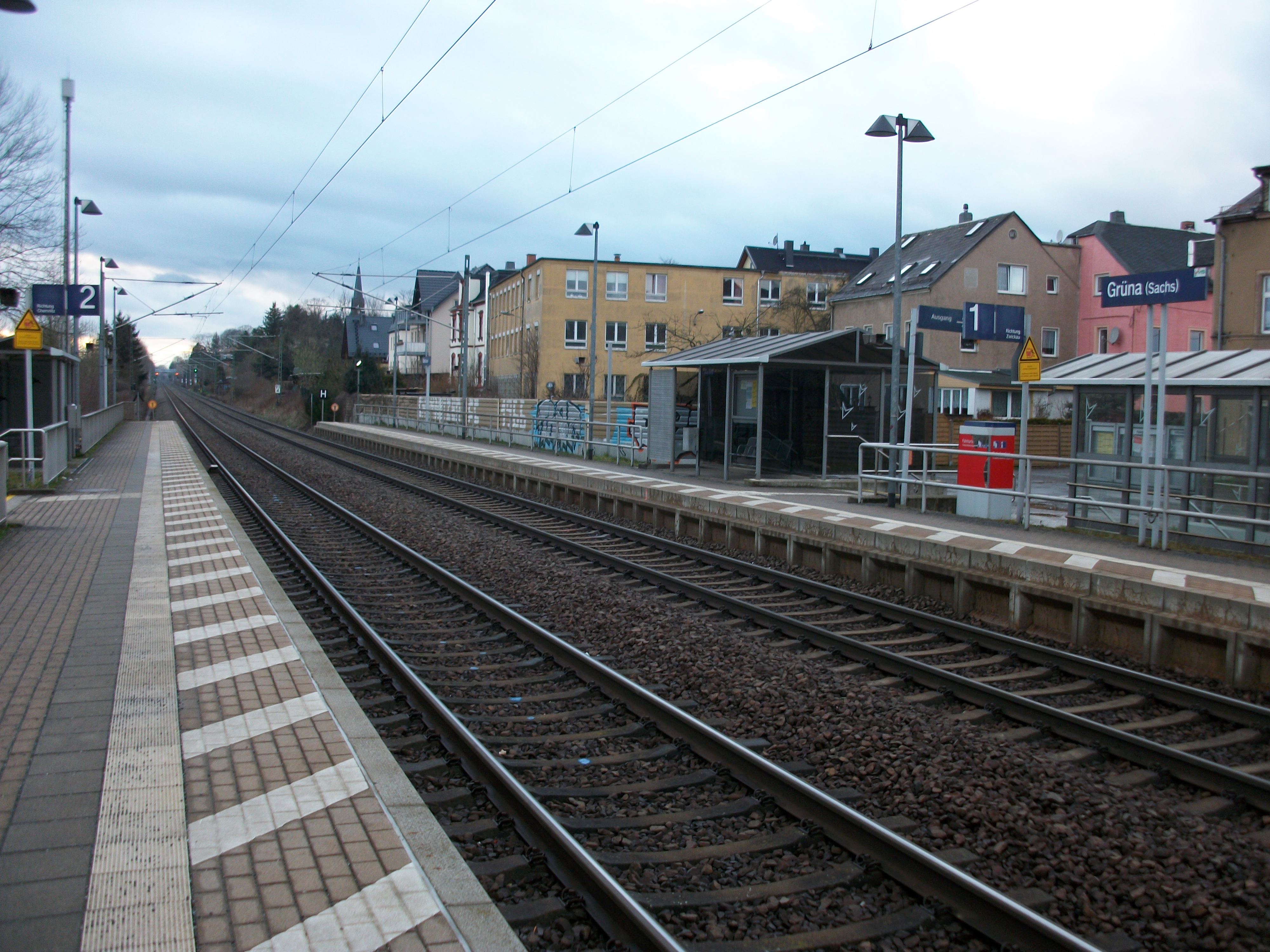
Haltepunkt Grüna (Sachs) (2016)

Der Haltepunkt Grüna (Sachs) wurde am 15. November 1858 eröffnet. Grüna hatte zwischen 1897 und 2004 mit Grüna (Sachs) ob Bf noch eine zweite Bahnstation, die an den Bahnstrecken Limbach-Wüstenbrand und Küchwald-Obergrüna lag. Der Haltepunkt an der Bahnstrecke Dresden-Werdau trug folgenden Namen:
- bis 1910: Grüna
- bis 1911: Grüna (Sachsen) Hp
- bis 1933: Grüna (Sa) Hp
- seit 1933: Grüna (Sachs) Hp

Wüstenbrand ⊙

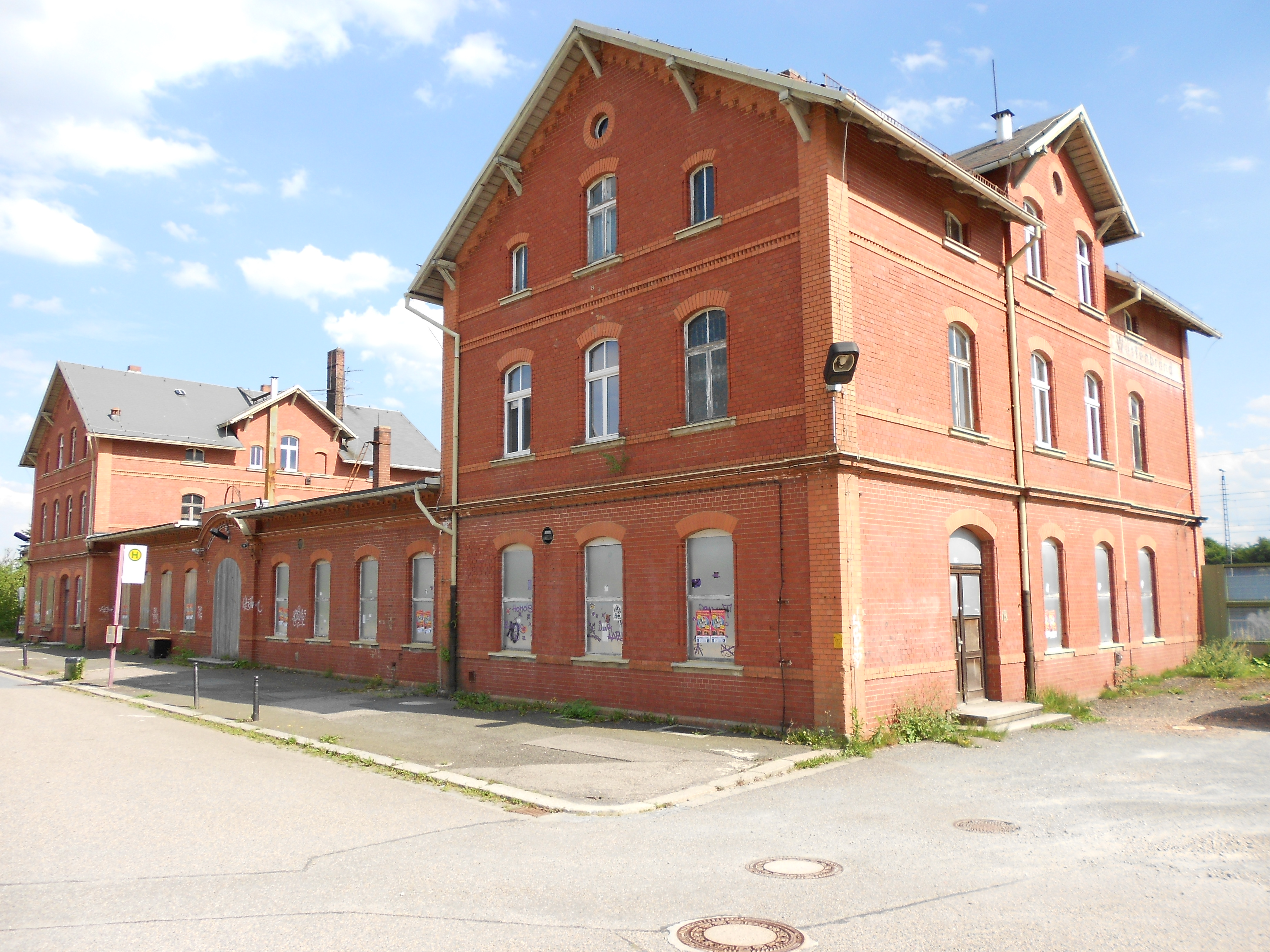
Bahnhof Wüstenbrand

Der Bahnhof Wüstenbrand besteht seit der Streckeneröffnung 1858. Zunächst war hier nur die Kohlenbahn Lugau–Wüstenbrand der Chemnitz-Würschnitzer Eisenbahngesellschaft eingebunden (die später bis Höhlteich verlängert wurde), 1897 kam noch die Bahnstrecke Limbach–Wüstenbrand hinzu. Letztere diente teilweise zusammen mit der nach 1903 erfolgten Eröffnung der Bahnstrecke Küchwald–Obergrüna hin und wieder als Umleitungsstrecke für den Streckenabschnitt Chemnitz–Wüstenbrand.
Die abzweigenden Bahnstrecken sind heute stillgelegt, dennoch hat Wüstenbrand eine gewisse Funktion als Überholmöglichkeit. Auch sind noch zwei Gütergleise vorhanden, die derzeit aber nicht genutzt werden.

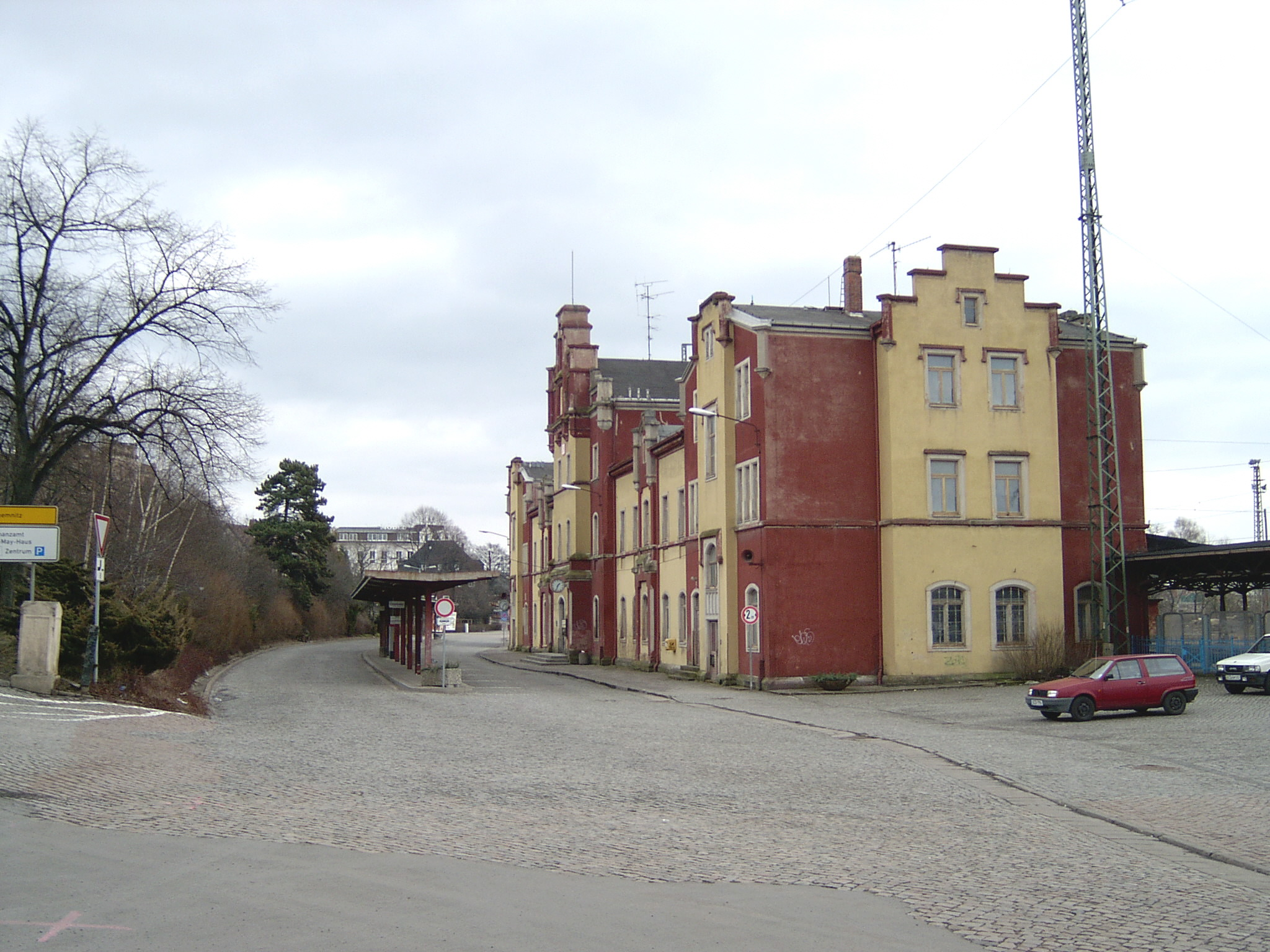
Das mittlerweile abgerissene Empfangsgebäude von Hohenstein-Ernstthal mit dem Bahnhofsvorplatz, 2003

Hohenstein-Ernstthal ⊙
Auf dem Bahnhofsvorplatz des Bahnhofs Hohenstein-Ernstthal hatte von 1913 bis 1960 die Überlandstraßenbahn Hohenstein-Ernstthal–Oelsnitz ihren Ausgangspunkt.
In den 2000er Jahren wurde das Bahnhofsgelände erheblich umgebaut. Dabei wurde auch das teilweise aus der Anfangszeit stammende Empfangsgebäude abgerissen und durch einen Busbahnhof ersetzt. Heute liegen im Bahnhof nur noch drei Gleise, ein Mittelbahnsteig befindet sich zwischen den beiden durchgehenden Hauptgleisen.
St Egidien ⊙
Der Bahnhof St Egidien wurde am 15. November 1858 eröffnet. Seit 1879 ist der Bahnhof auch Endpunkt der Bahnstrecke Stollberg–St. Egidien, auf der seit der Modernisierung Diesel-Triebwagen der City-Bahn Chemnitz verkehren.

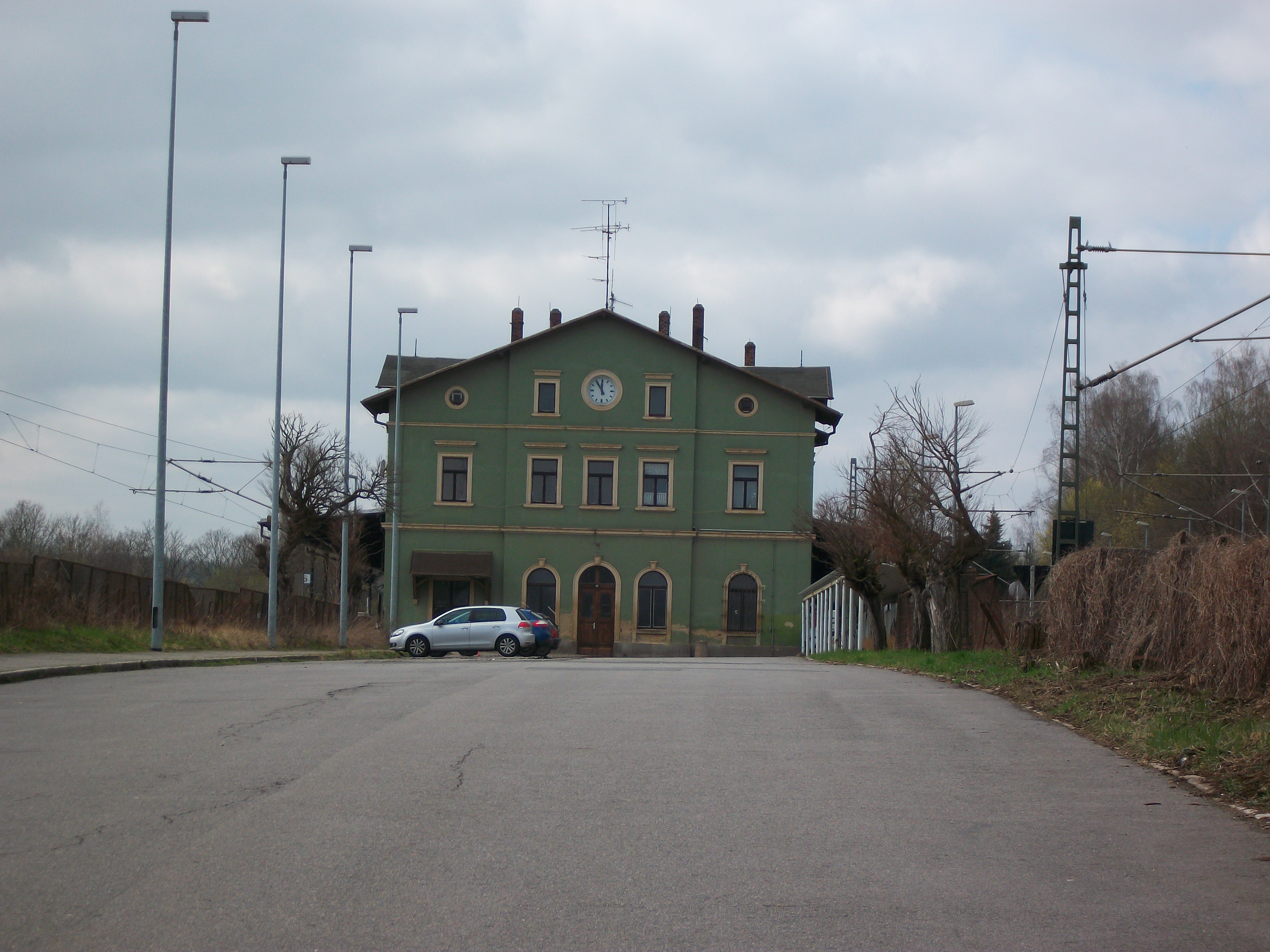
Bahnhof St Egidien, Frontansicht (2016)
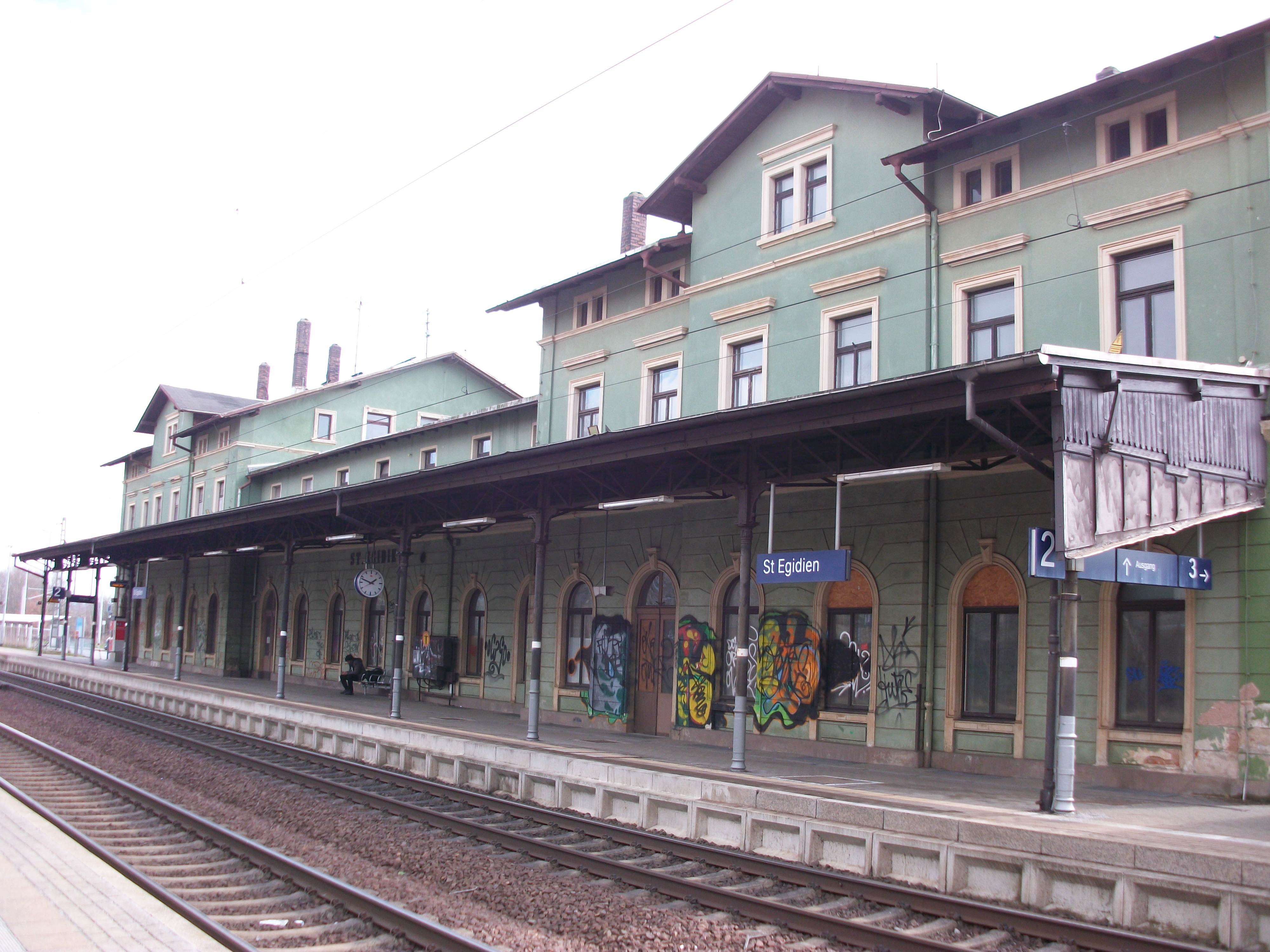
Bahnhof St Egidien Bahnseite (2016)
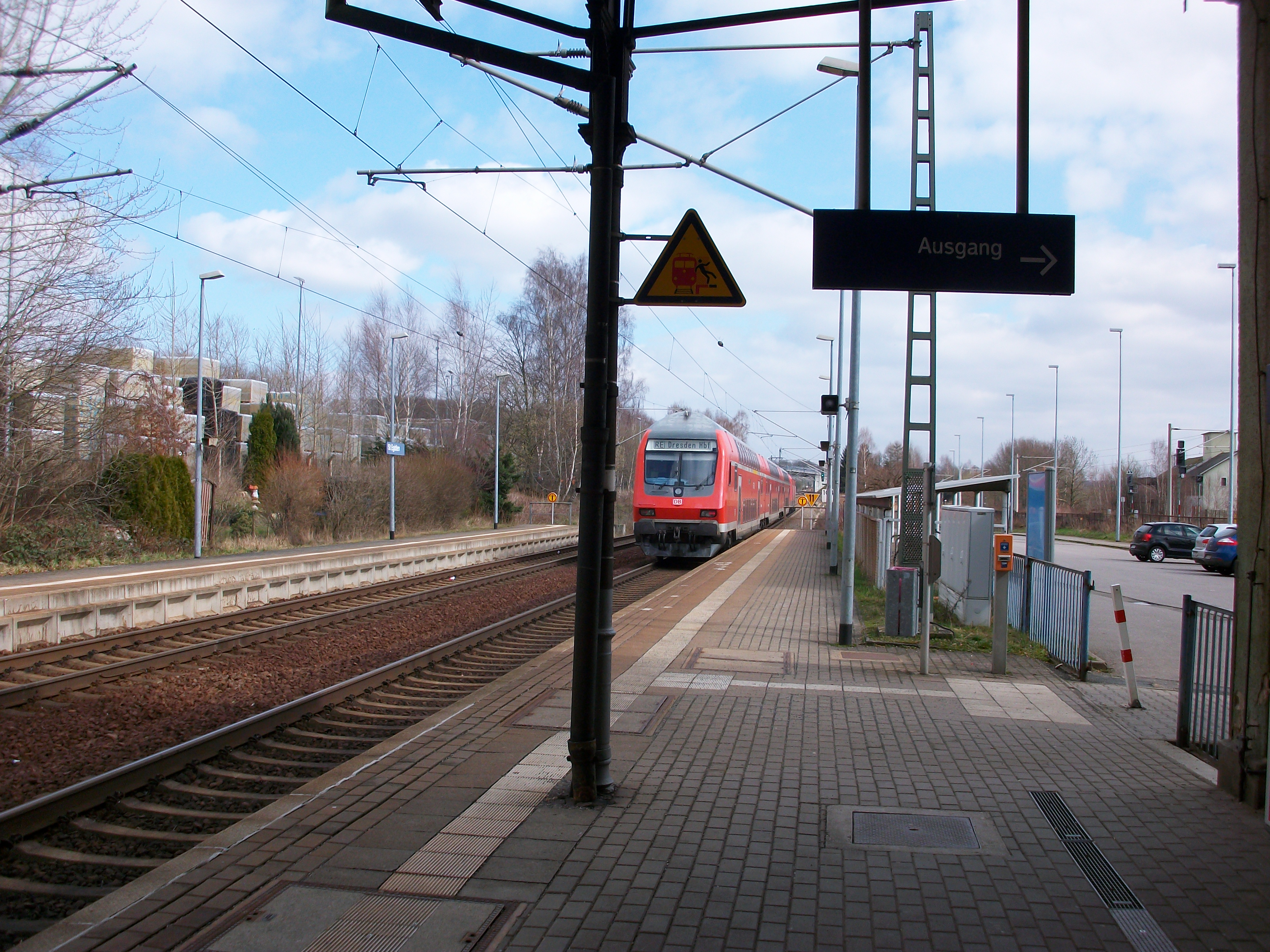
Durchfahrender RE nach Dresden im Bahnhof St Egidien (2016)
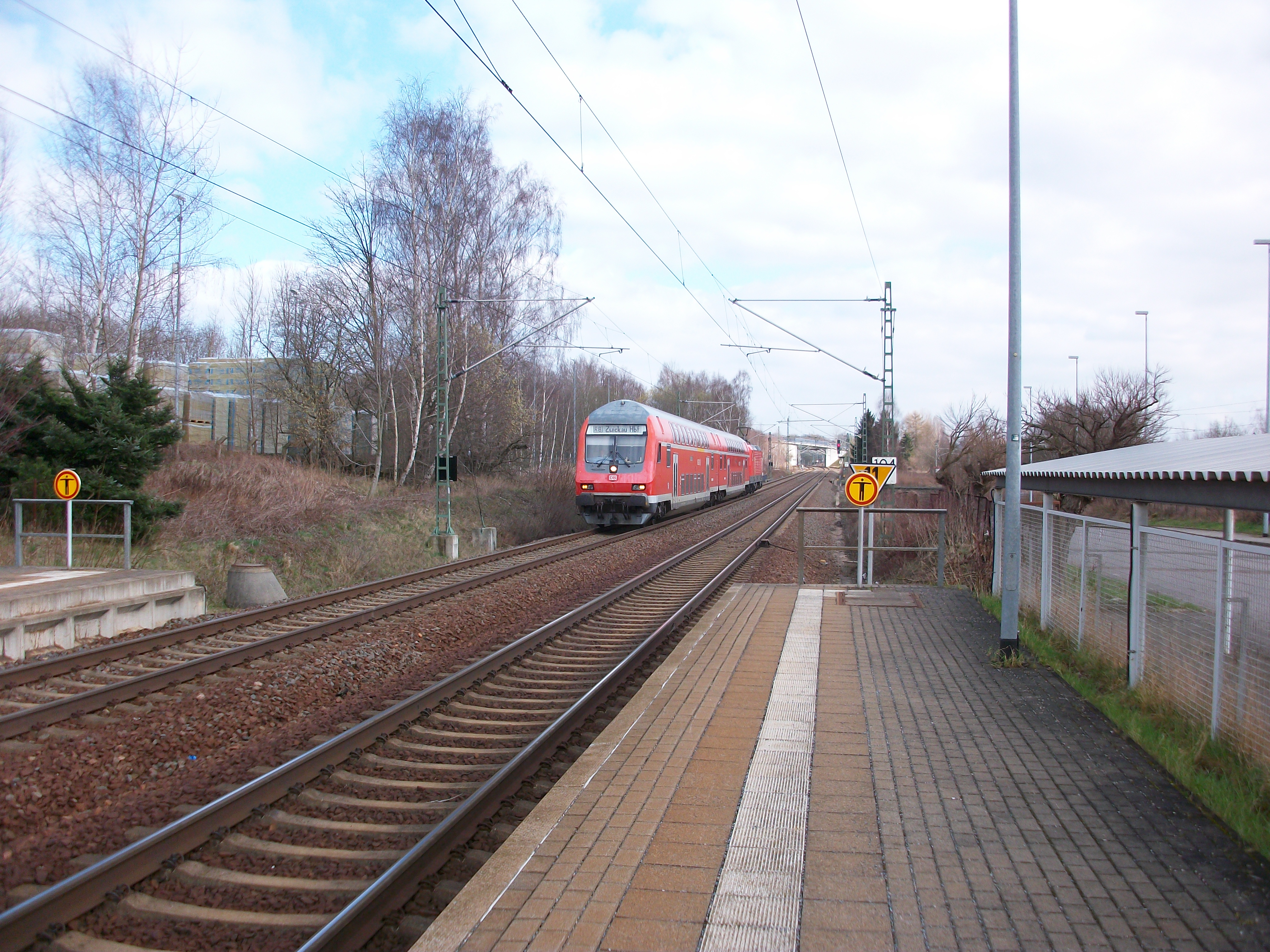
Bahnhof St Egidien mit einfahrender RB nach Zwickau (2016)
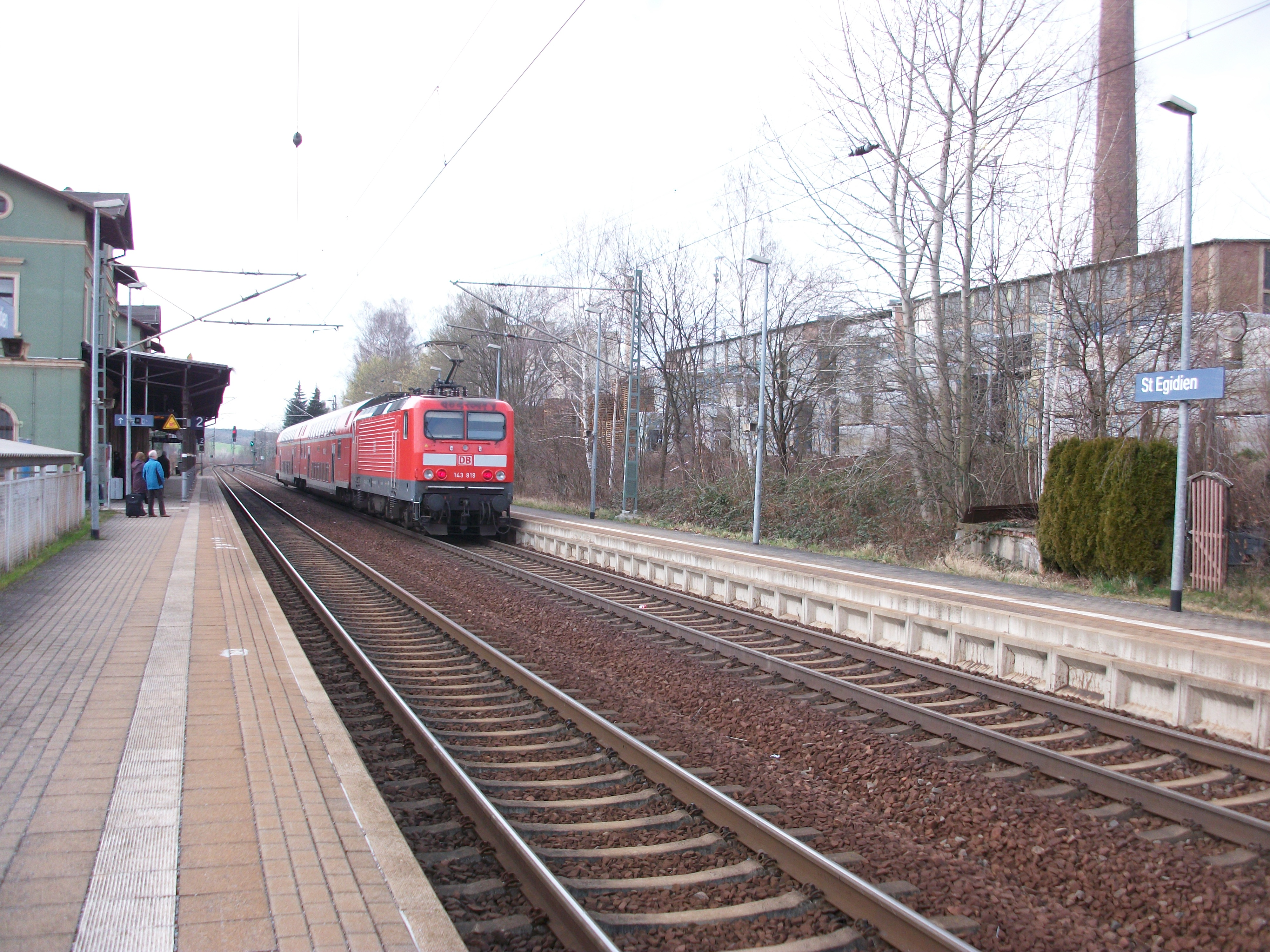
Bahnhof St Egidien mit RB nach Zwickau (2016)

Glauchau (Sachs) ⊙

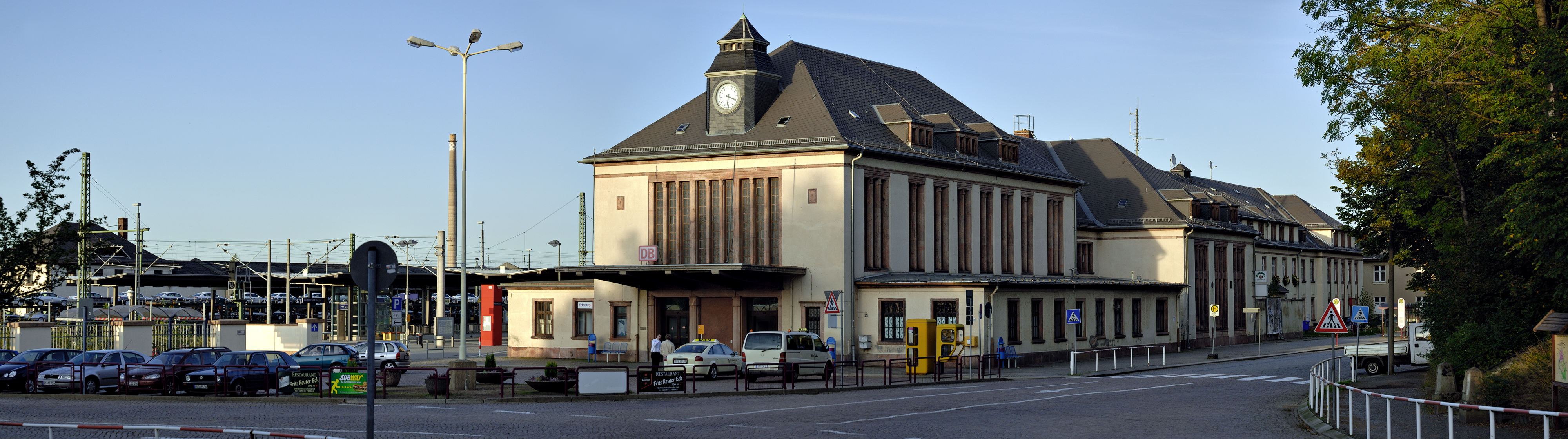
Bahnhof Glauchau (Sachs), Empfangsgebäude

Bis 1875 blieb der Bahnhof Glauchau ein Durchgangsbahnhof. Mit der Eröffnung der Bahnstrecke Glauchau–Wurzen (Muldentalbahn) erhielt Glauchau auch eine Lokstation, die der Vorläufer des bis Ende 1993 selbstständigen Bahnbetriebswerks Glauchau war. Im Jahr 2002 wurde der Schienenverkehr auf der Muldentalbahn eingestellt.
Glauchau-Schönbörnchen ⊙
Der Haltepunkt Glauchau-Schönbörnchen (bis 1931: Schönbörnchen) besteht seit dem 1. November 1885. Vorher bestand hier nur eine Abzweigstelle der Bahnstrecke nach Gößnitz. Spätestens mit dem Umbau auf ESTW-Technik wurde die zeitweise als Bahnhof geführte Betriebsstelle in einen Haltepunkt mit Abzweigstelle umgewandelt.
Mosel ⊙

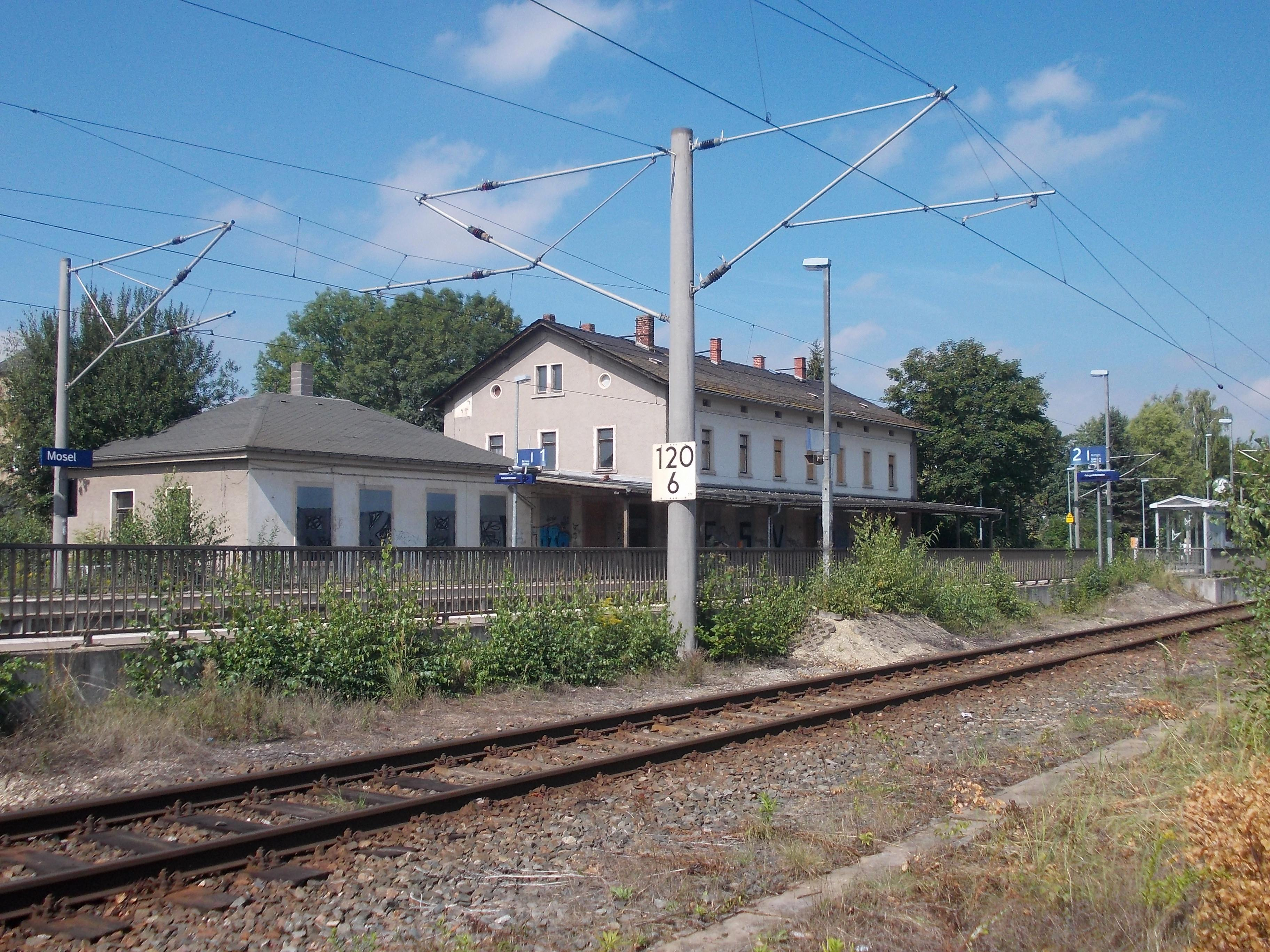
Bahnhof Mosel

Der Haltepunkt Mosel bestand seit der Streckeneröffnung 1858 und wurde am 1. Januar 1875 zum Bahnhof erhoben. Mit der Eröffnung der Schmalspurbahn Mosel–Ortmannsdorf wurde Mosel 1885 zum lokalen Bahnknoten, zuvor war schon eine private Bahngesellschaft während des Gründerkrachs mit dem Bahnbau durch den Mülsengrund gescheitert. 1893 kam die nur dem Güterverkehr dienende Bahnstrecke Zwickau–Crossen–Mosel hinzu, vor allem im Güterverkehr hatte Mosel fortan Bedeutung. Die Schmalspurbahn wurde 1951 stillgelegt und abgebaut, auch die Industriebahn verlor in den 1990er Jahren ihre Bedeutung. Neben dem Berufsverkehr zum nahegelegenen Fahrzeugwerk Zwickau beginnt auch die rege genutzte Anschlussbahn zu diesem Werk in Mosel.
Oberrothenbach ⊙
Der Haltepunkt Oberrothenbach wurde am 1. Mai 1886 eröffnet, dienstlich gehörte die Station zum Bahnhof Mosel. Es entstanden nur zwei Seitenbahnsteige, ein Personentunnel und eine 1895 errichtete hölzerne Wartehalle. Letztere wurde seit Ende der 1970er Jahre nicht mehr genutzt und 1982 abgerissen.
Zwickau-Pölbitz ⊙
Der Haltepunkt Pölbitz wurde am 1. April 1895 eröffnet. In diesem Jahr wurde Pölbitz nach Zwickau eingemeindet. Der Haltepunkt trug zunächst den Namen Zwickau Haltepunkt und ab 1911 den Namen Zwickau (Sa) Hp. 1924 wurde er in Zwickau-Pölbitz umbenannt. Durch die Industrialisierung war der Stadtteil Pölbitz stark gewachsen, fortan diente der Haltepunkt vor allem für den Berufsverkehr. Mit der Höherlegung der Eisenbahngleise in Zwickau wurde in Pölbitz von 1923 bis 1925 ein massives Empfangsgebäude gebaut. Seitdem der Haltepunkt nicht mehr mit Personal besetzt ist, steht das Gebäude leer.

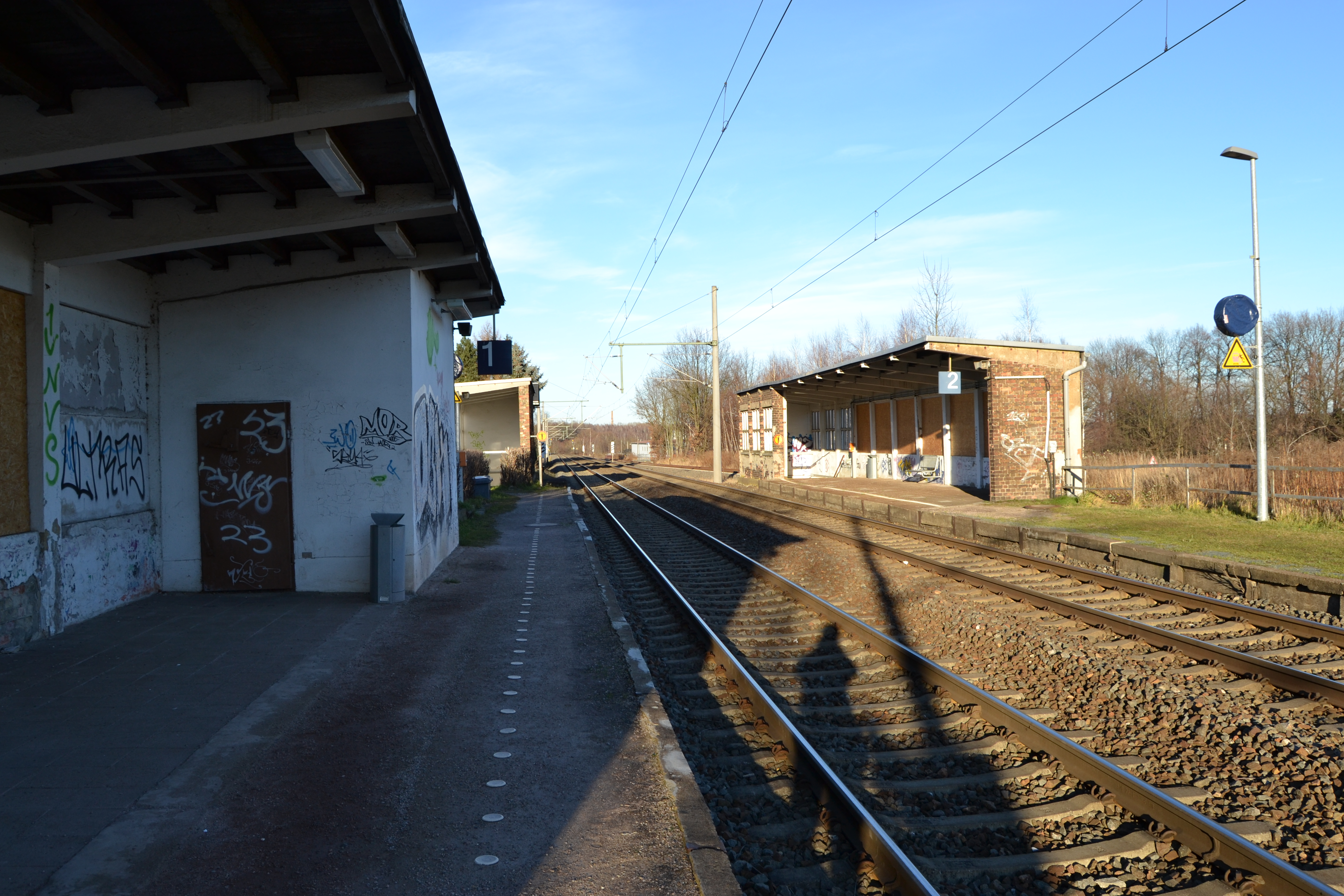
Haltepunkt Oberrothenbach
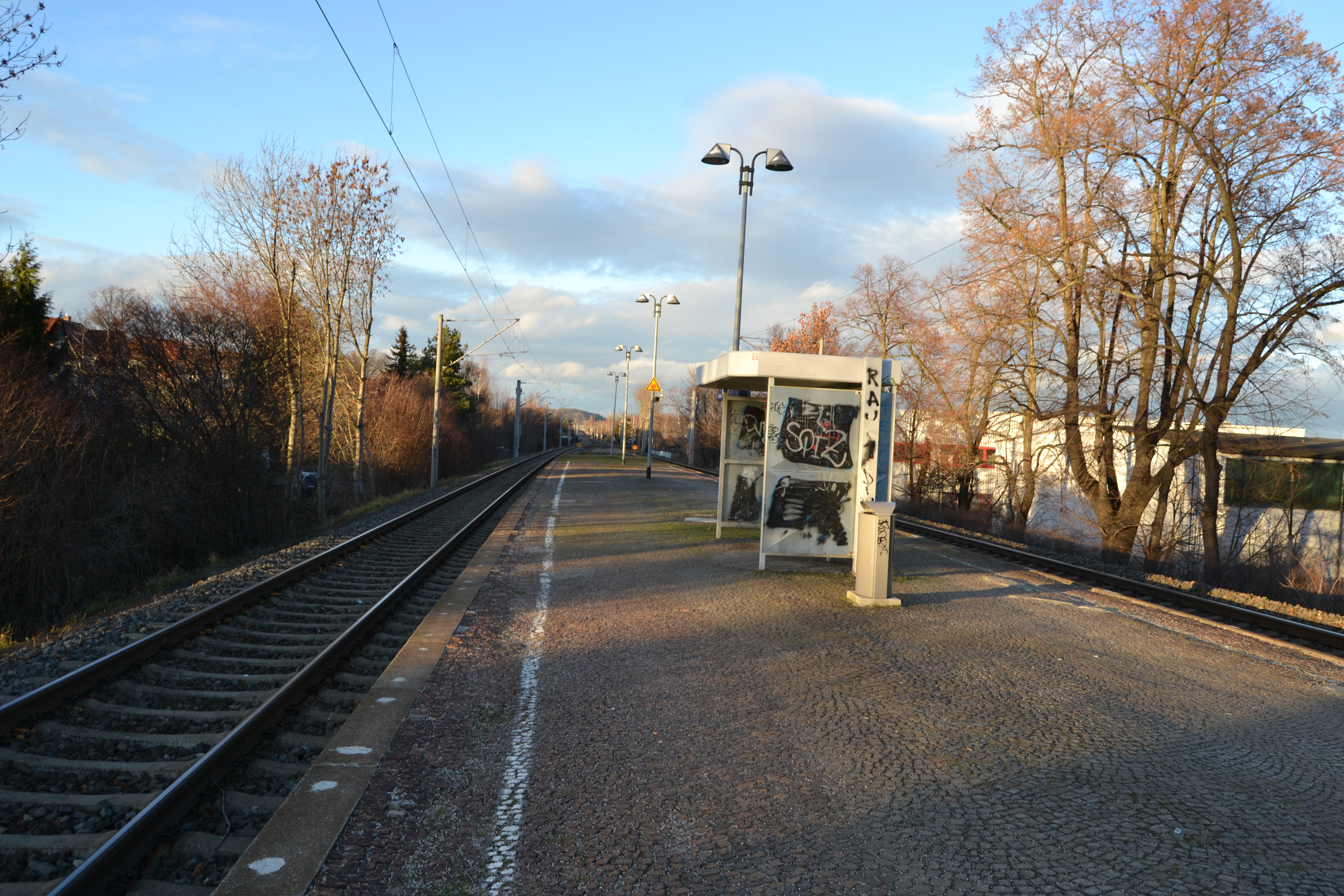
Haltepunkt Zwickau-Pölbitz

Zwickau (Sachs) Hbf ⊙

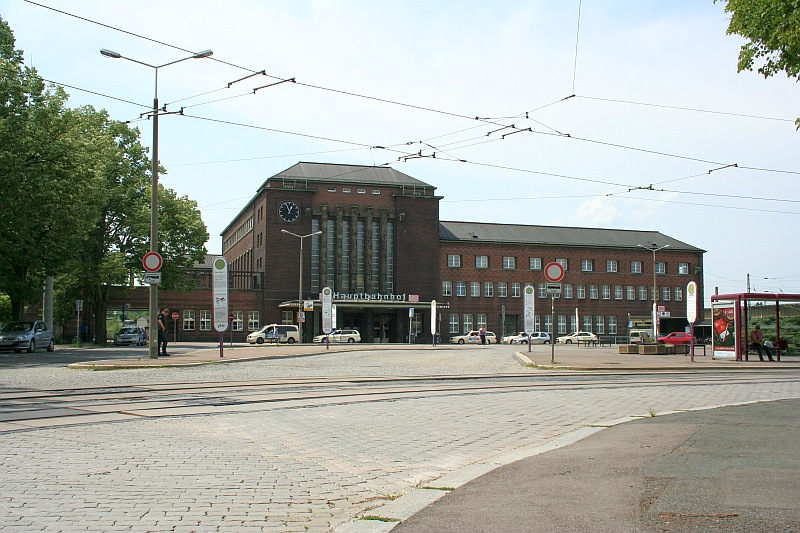
Das 1936 eröffnete Empfangsgebäude des Zwickauer Hauptbahnhofs

Der erste Zwickauer Bahnhof wurde 1845 eröffnet, als die kurze Stichbahn vom Bogendreieck Werdau eröffnet wurde. Noch in den 1860er Jahren wurde die Station zu einem bedeutenden Eisenbahnknoten, als die Strecken aus Richtung Chemnitz und Schwarzenberg dem Verkehr übergeben wurden.
Auch die 1875 eröffnete Bahnstrecke Zwickau–Falkenstein beginnt im Hauptbahnhof, auch wenn zunächst die Zwickau-Lengenfeld-Falkensteiner Eisenbahn-Gesellschaft ihren Bahnhof etwa 800 m südöstlich des heutigen Hauptbahnhofes errichtete. Bereits zwei Jahre später wurde eine Neubautrasse fertiggestellt, die nunmehr verstaatlichte Strecke mündete nicht mehr aus östlicher, sondern aus westlicher Richtung im Hauptbahnhof ein.
RAW „7. Oktober“ ⊙
Der nichtöffentliche Haltepunkt RAW „7. Oktober“ diente einzig den Eisenbahnern des Rangierbahnhofes und des Ausbesserungswerkes und war nicht im Fahrplan aufgeführt. Nachdem seit 1997/98 keine Züge mehr am Haltepunkt hielten, wurden die Anlagen 2006 abgebaut.
Lichtentanne (Sachs) ⊙
Der Bahnhof Lichtentanne (Sachs) wurde am 1. April 1885 eröffnet. Im Laufe der Zeit trug er folgende Namen:
- bis 1907: Lichtentanne
- bis 1911: Lichtentanne i Sachsen
- bis 1933: Lichtentanne (Sa)
- seit 1933: Lichtentanne (Sachs)

Das ehemalige Empfangsgebäude ist nicht mehr in Gebrauch und befindet sich am Rand des heutigen Haltepunkts.

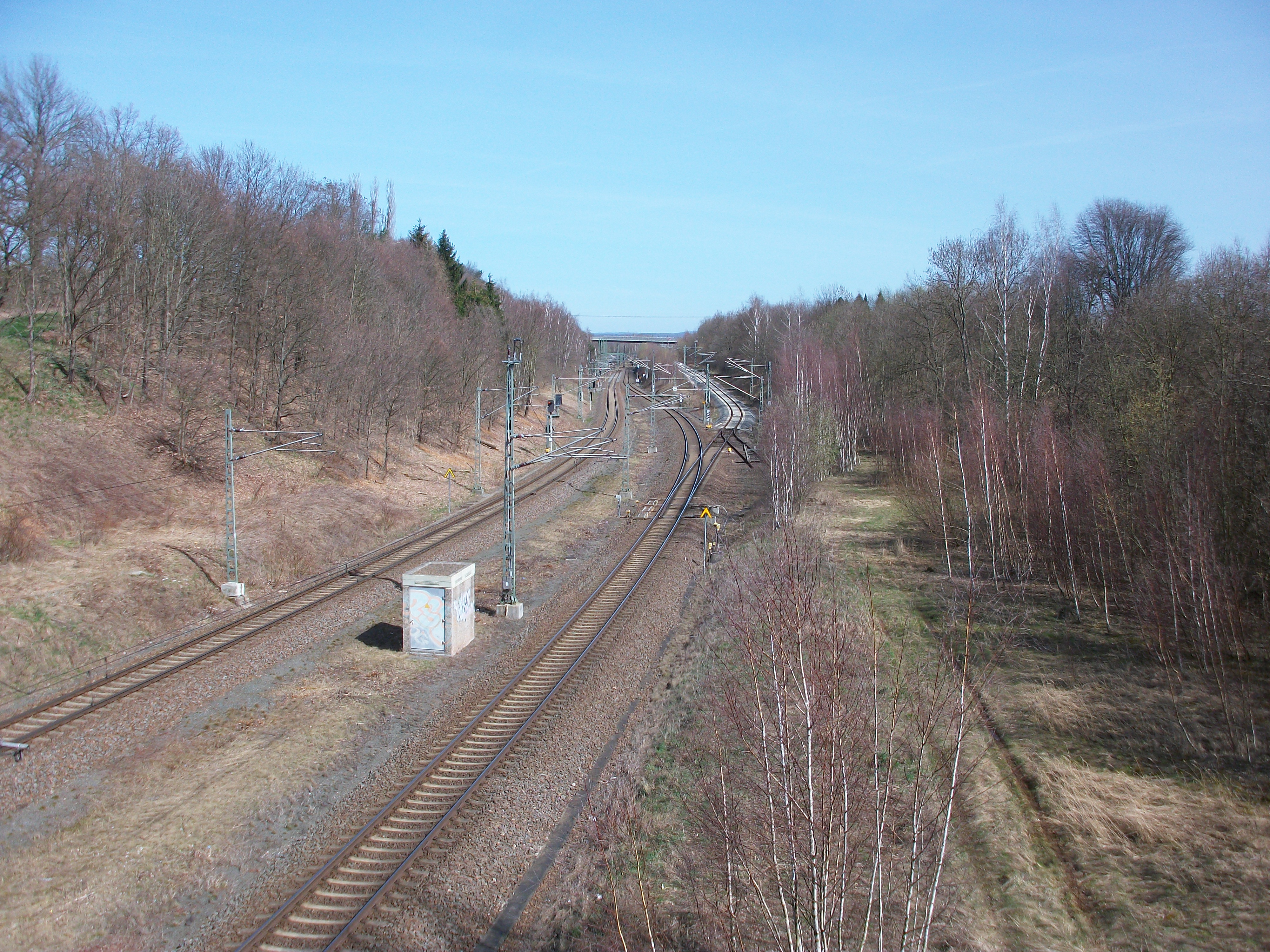
Bahnhof Lichtentanne, Gleiseinfahrt aus Richtung Zwickau (2016)
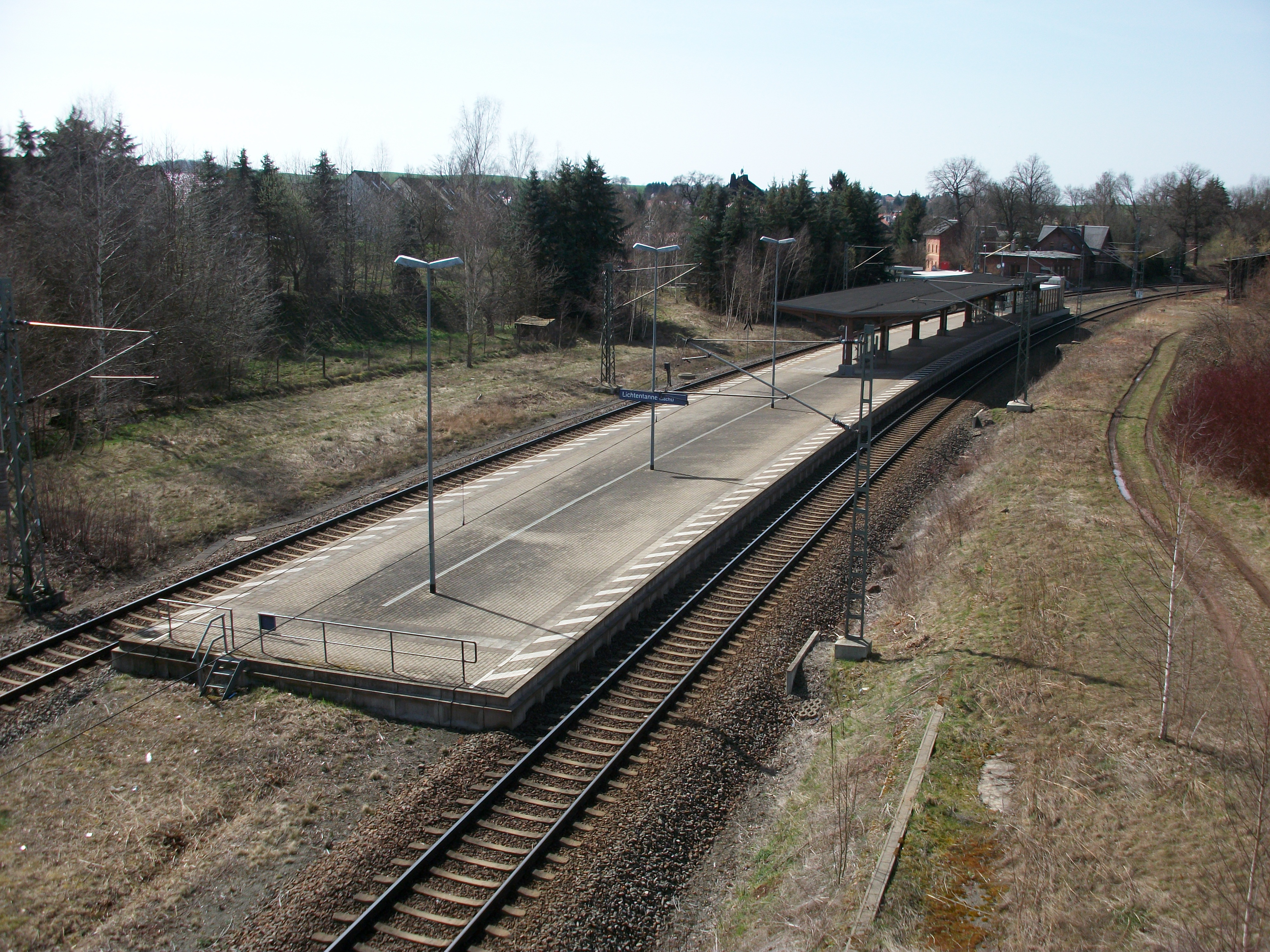
Bahnhof Lichtentanne von oben (2016)
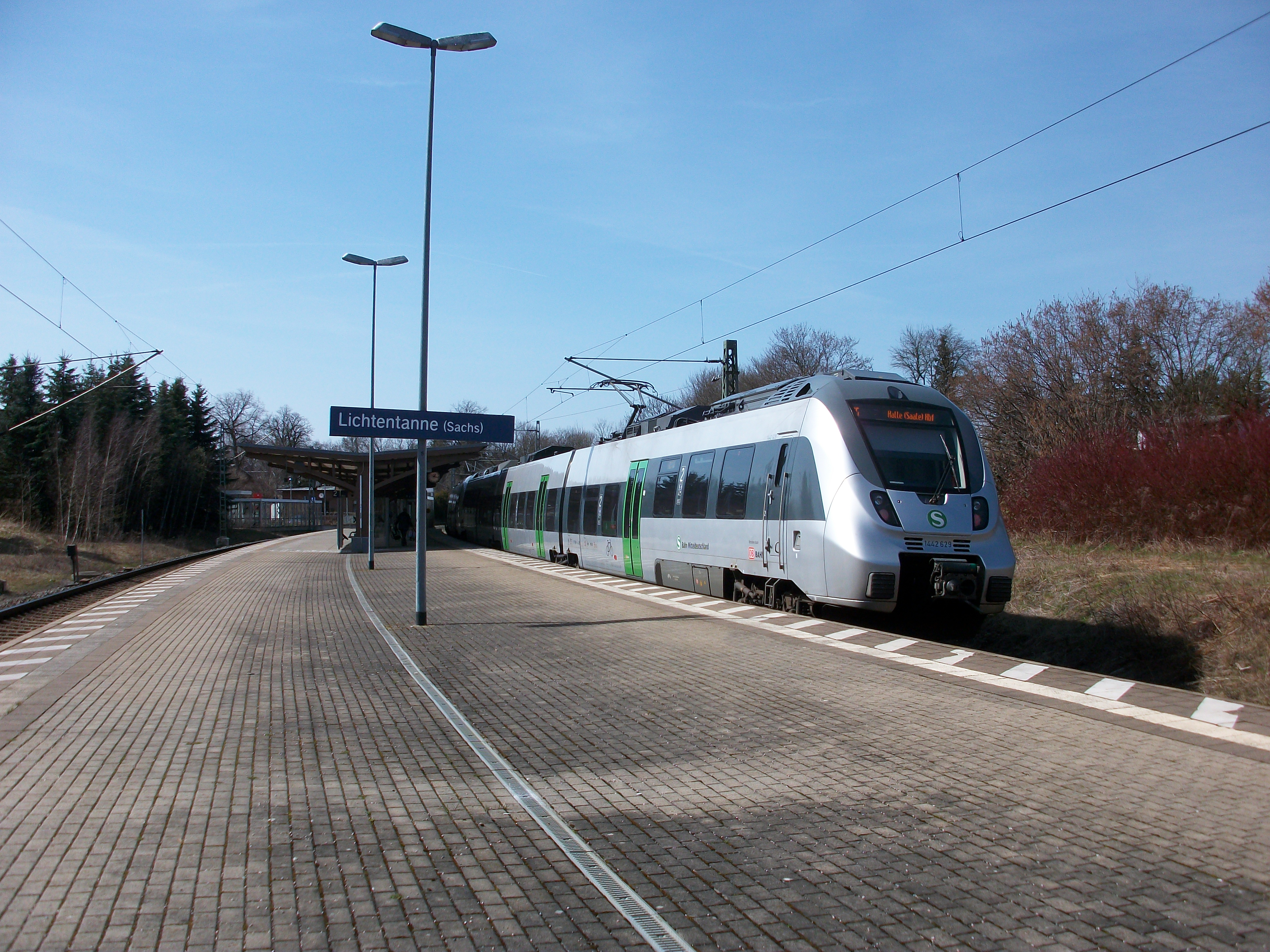
Triebwagen der S-Bahn Mitteldeutschland im Bahnhof Lichtentanne (2016)
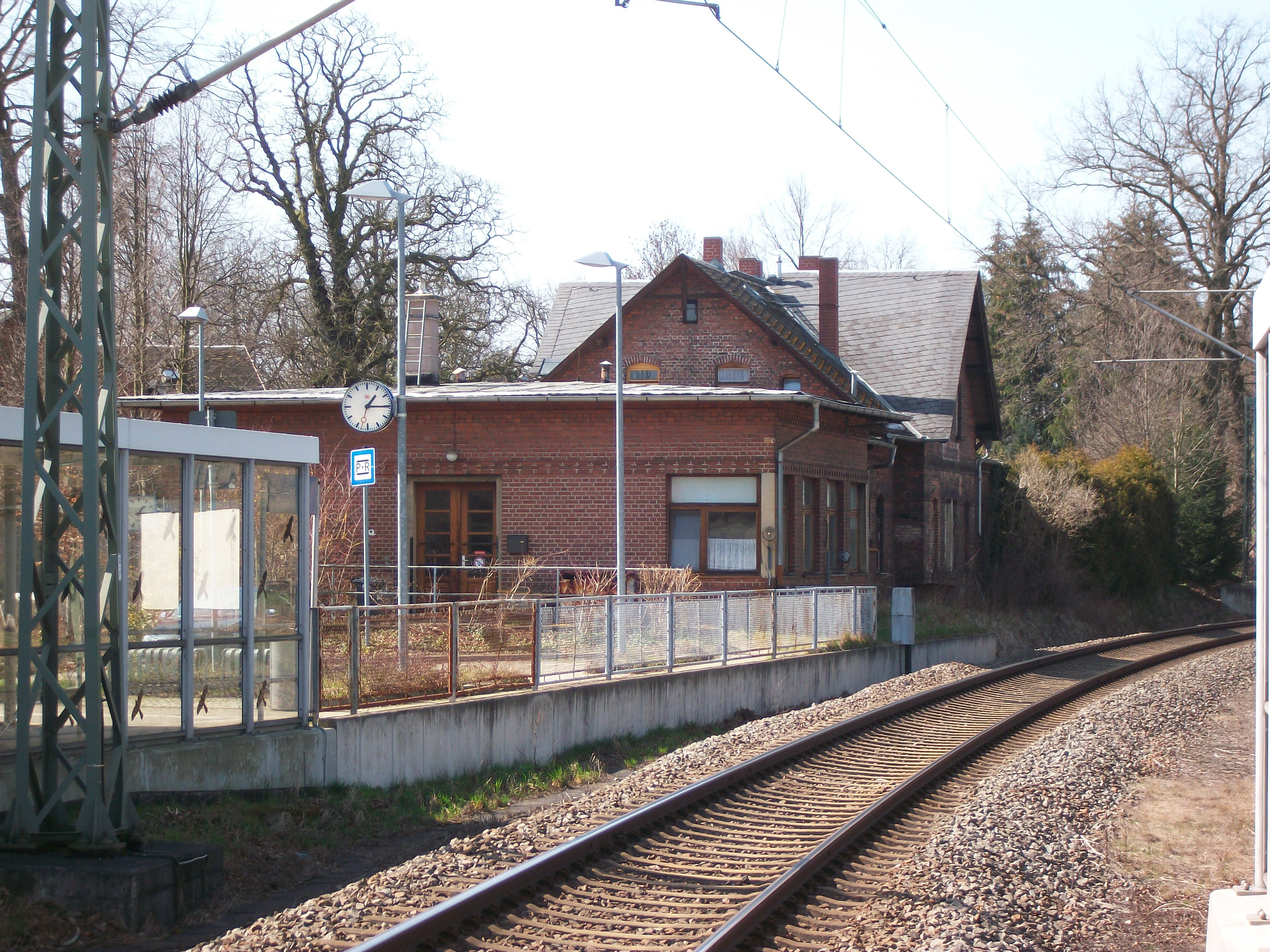
Bahnhof Lichtentanne, altes Empfangsgebäude (2016)

Steinpleis ⊙

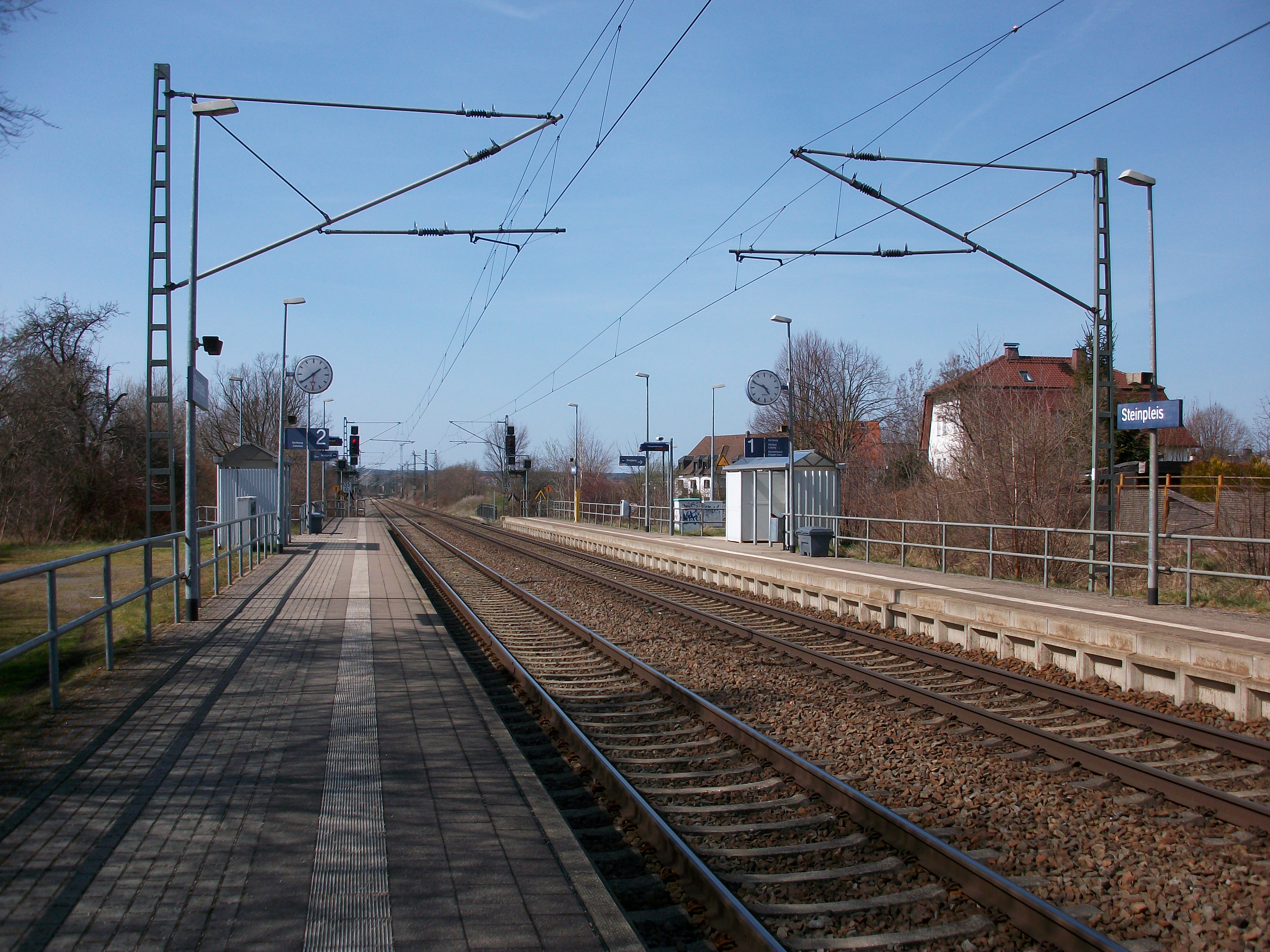
Haltepunkt Steinpleis (2016)

Der Haltepunkt Steinpleis wurde am 1. November 1911 eröffnet. Er befindet sich südlich des Orts und ist die letzte Verkehrsstation vor Werdau Bogendreieck.
Abzw Werdau Bogendreieck ⊙
Mit der Fertigstellung der Bahnstrecke von Leipzig bis Werdau (Bahnstrecke Leipzig–Hof) wurde am 6. September 1845 auch der 8,10 km lange Abzweig nach Zwickau mit in Betrieb genommen. Mit der weiteren Inbetriebnahme der Trasse in Richtung Reichenbach am 31. Mai 1846 ging das spätere Bogendreieck als einfacher Abzweig in Betrieb. Am 15. November 1855 begann der Bau der Haupttrasse von Chemnitz in Richtung Zwickau, diese wurde am 15. November 1858 eröffnet. Schon vorher war am 1. Januar 1856 der zweigleisige Verbindungsbogen Zwickau–Neumark an der vormaligen Abzweigstelle Werdau in Betrieb gegangen, welche nun als Bogendreieck Werdau bezeichnet wurde.
Das Bogendreieck Werdau besitzt durch seine Verbindung der Bahnstrecken Dresden–Werdau und Leipzig–Hof eine über Sachsen hinausragende überregionale Bedeutung. Es ist Bestandteil der Sachsen-Franken-Magistrale.

### Ingenieurbauten
Tunnel Felsenkeller
Der Tunnel Felskeller lag nahe dem ersten Bahnhof Dresden-Plauen. Genutzt wurde der 56 Meter lange Tunnel mit sehr geringer Überdeckung bis 1894/95, danach wurde er abgetragen.
Tunnel Edle Krone ⊙

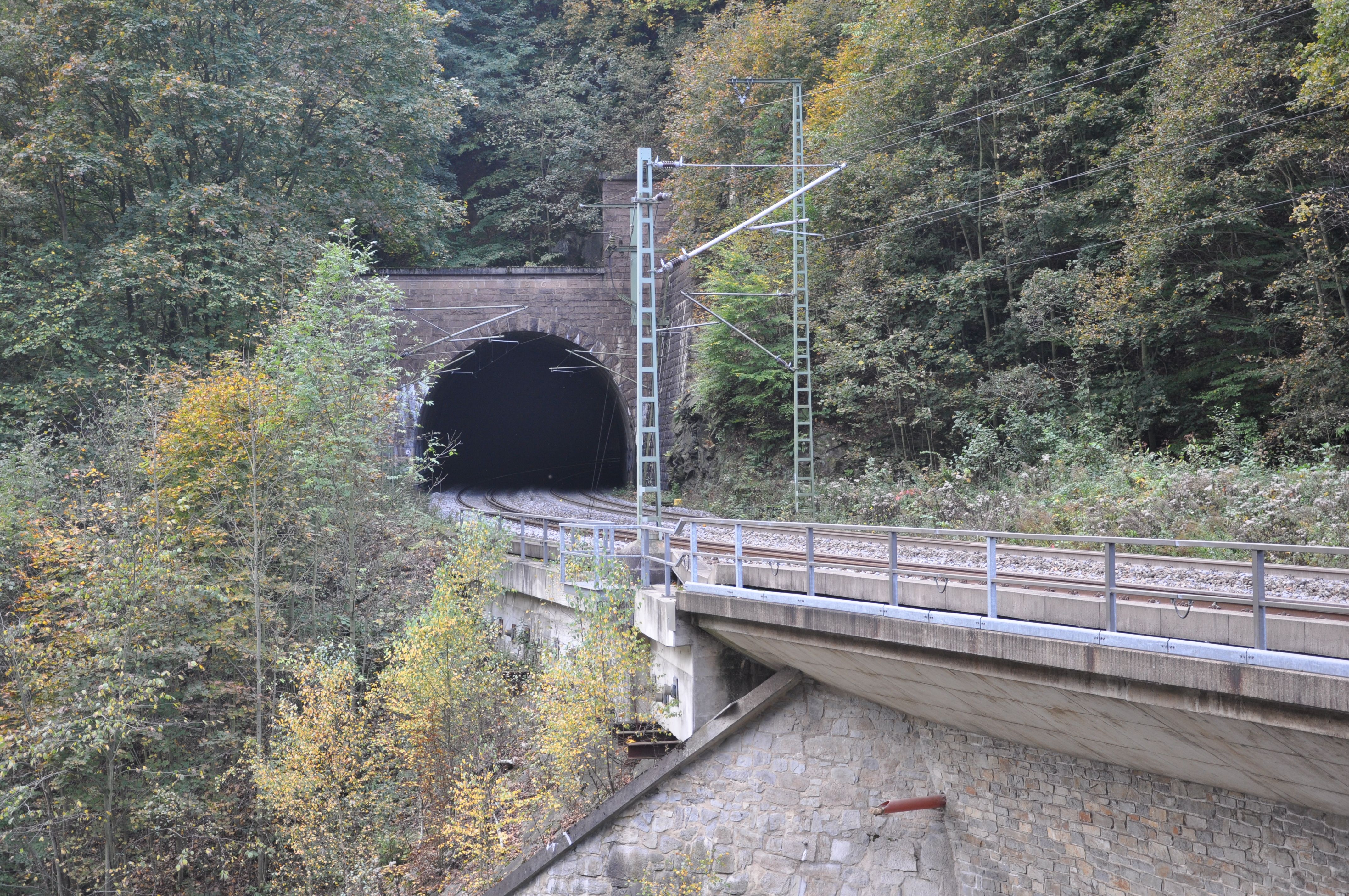
Östliches Portal des Tunnels Edle Krone (2014)

Nach der Aufschlitzung der anderen beiden Tunnel ist der 122 Meter lange Tunnel Edle Krone der letzte verbliebene Tunnel der Strecke. Bei der Elektrifizierung in den 1960er Jahren sollte auch er zunächst durch einen Einschnitt ersetzt werden. Letztendlich erweiterte man das Tunnelprofil, um das entsprechende Lichtraumprofil zur Montage der Fahrleitungsanlagen zu schaffen. Das westliche Tunnelportal liegt auf der Gemarkung von Dorfhain, der überwiegende Teil des Tunnels einschließlich des östlichen Portals auf der von Tharandt.
Viadukt Muldenhütten
Mit dem 195 Meter langen Viadukt wird das östlich von Freiberg gelegene Tal der Freiberger Mulde gequert.
Hetzdorfer Viadukt
Mit dem 328 Meter langen Hetzdorfer Viadukt zwischen Oederan und Flöha querte die Bahnstrecke von 1868 bis 1992 das Tal der Flöha. Die Flussquerung erfolgt seitdem über eine neue Brücke, der alte Viadukt dient noch als Wanderweg.
Viadukt Beckerbrücke
Mit dem 275 Meter langen Viadukt Beckerbrücke, umgangssprachlich auch Chemnitztalviadukt genannt, wird im Stadtgebiet Chemnitz der gleichnamige Fluss gequert.
Viadukt Hüttengrund
Der 120 Meter langen Hüttengrundviadukt liegt am westlichen Stadtrand von Hohenstein-Ernstthal.

## Verkehrsangebot
Zum Fahrplanwechsel am 30. September 1973 wurde ein „verdichteter Vorortverkehr“ auf dem Streckenabschnitt Dresden–Tharandt aufgenommen. Seit Mai 1992 werden diese Leistungen offiziell als S-Bahn Dresden vermarktet. Die Linie nach Tharandt wurde zunächst als S5 bezeichnet, seit Mai 1995 als S3. Seit Dezember 2007 wird diese Linie in der werktäglichen Hauptverkehrszeit bis nach Freiberg verlängert.
Als Teil der sogenannten Sachsen-Franken-Magistrale wurde auch die Bahnstrecke Dresden–Werdau von den frühen 1990er Jahren bis Dezember 2006 mit InterRegio-, InterCity- und ICE-Zügen im Zwei- oder Vier-Stunden-Takt bedient, seit Dezember 2006 mit dem Franken-Sachsen-Express Dresden–Hof–Nürnberg nur noch in Nahverkehrsqualität. Diese Regional-Express-Züge verkehrten je nach Fahrplanjahr stündlich oder zweistündlich. Im Dezember 2014 wurde dieses Angebot zugunsten eines stündlichen, elektrisch betriebenen Regional-Express Dresden–Hof aufgegeben. Dieser Regional-Express wurde bis Mitte Juni 2016 von DB Regio Südost unter der Marketing-Bezeichnung Mittelsachsen-Vogtland-Express erbracht.
Ergänzend verkehrten und verkehren auf dieser Strecke zahlreiche Regionalbahnen, insbesondere zwischen Dresden und Zwickau sowie zwischen Chemnitz und Flöha (und von dort weiter Richtung Pockau-Lengefeld und Richtung Annaberg-Buchholz).
Die Fahrgastzahlen auf der Strecke zwischen Dresden und Freital stiegen zwischen 2011 und 2012 um fünf Prozent an.
Seit 15. Dezember 2013 wird der Abschnitt Werdau Bogendreieck–Zwickau (Sachs) Hbf von den Linien S5 und S5X der S-Bahn Mitteldeutschland bedient.
Die auf dieser Strecke verkehrenden RE-Leistungen Dresden–Chemnitz–Zwickau–Hof (RE3) sowie die Regionalbahn-Leistung Dresden–Chemnitz–Zwickau (RB 30) werden seit dem kleinen Fahrplanwechsel im Juni 2016 von der Transdev-Gruppe unter der Marketing-Bezeichnung Mitteldeutsche Regiobahn erbracht. Eingesetzt werden dabei Elektro-Triebwagen des Typs Alstom Coradia Continental. RE3 und RB30 verkehren jeweils stündlich auf ihrer Gesamtstrecke, in der werktäglichen Hauptverkehrszeit (HVZ) verkehrt die RB30 zudem halbstündlich zwischen Chemnitz und Zwickau. Durch Überlagerung mit den Leistungen der S-Bahn Dresden im Abschnitt Dresden–Freiberg besteht auch zwischen Dresden und Freiberg in der HVZ ein halbstündliches Angebot mit Bedienung aller Unterwegshalte, zwischen Dresden und Tharandt ganztags halbstündlich und in der HVZ viermal je Stunde.
Zudem verkehrt auf der kurzen Teilstrecke Niederwiesa–Chemnitz auch die stündliche Linie C15 des Chemnitzer Modells. Diese Leistungen werden von der City-Bahn Chemnitz mit Vossloh-Citylink-Stadtbahntriebwagen erbracht, verkehren auf dieser Strecke im Dieselbetrieb und gehen im Chemnitzer Hauptbahnhof ins Netz der Straßenbahn Chemnitz über.
Da die Regionalexpress-Züge seit Dezember 2017 wegen Bauarbeiten planmäßig 61 Minuten von Chemnitz nach Dresden benötigen, fiel auf dieser Relation das Bedienverbot für Fernbusse, welches den öffentlich bestellten Nahverkehr schützen soll, weg. Die Fernbusse benötigen über die Autobahn ebenfalls rund eine Stunde.
Kursbuchstrecken
| Nummer          | Abschnitt                               | Bezugsjahr |
| --------------- | --------------------------------------- | ---------- |
| 138             | Gesamtverkehr                           | 1934       |
| 139m, 140, 141a | Flöha–Chemnitz Hbf                      | 1934       |
| 139p            | Niederwiesa–Chemnitz Hbf                | 1934       |
| 141b            | Chemnitz Hbf–Hohenstein-Ernstthal       | 1934       |
| 145n            | Glauchau (Sachs)–Glauchau-Schönbörnchen | 1934       |
| 143, 143a       | Zwickau (Sachs) Hbf–Werdau Bogendreieck | 1934       |
| 168             | Gesamtverkehr                           | 1946       |
| 168a            | Dresden Hbf–Tharandt                    | 1946       |
| 159k            | Dresden Hbf–Freital Ost                 | 1946       |
| 169, 169a, 169e | Flöha–Chemnitz Hbf                      | 1946       |
| 169c            | Niederwiesa–Chemnitz Hbf                | 1946       |
| 168c            | Chemnitz Hbf–Hohenstein-Ernstthal       | 1946       |
| 170g            | St Egidien–Glauchau (Sachs)             | 1946       |
| 172c            | Glauchau (Sachs)–Glauchau-Schönbörnchen | 1946       |
| 171, 171d       | Zwickau (Sachs) Hbf–Werdau Bogendreieck | 1946       |